# DIGA

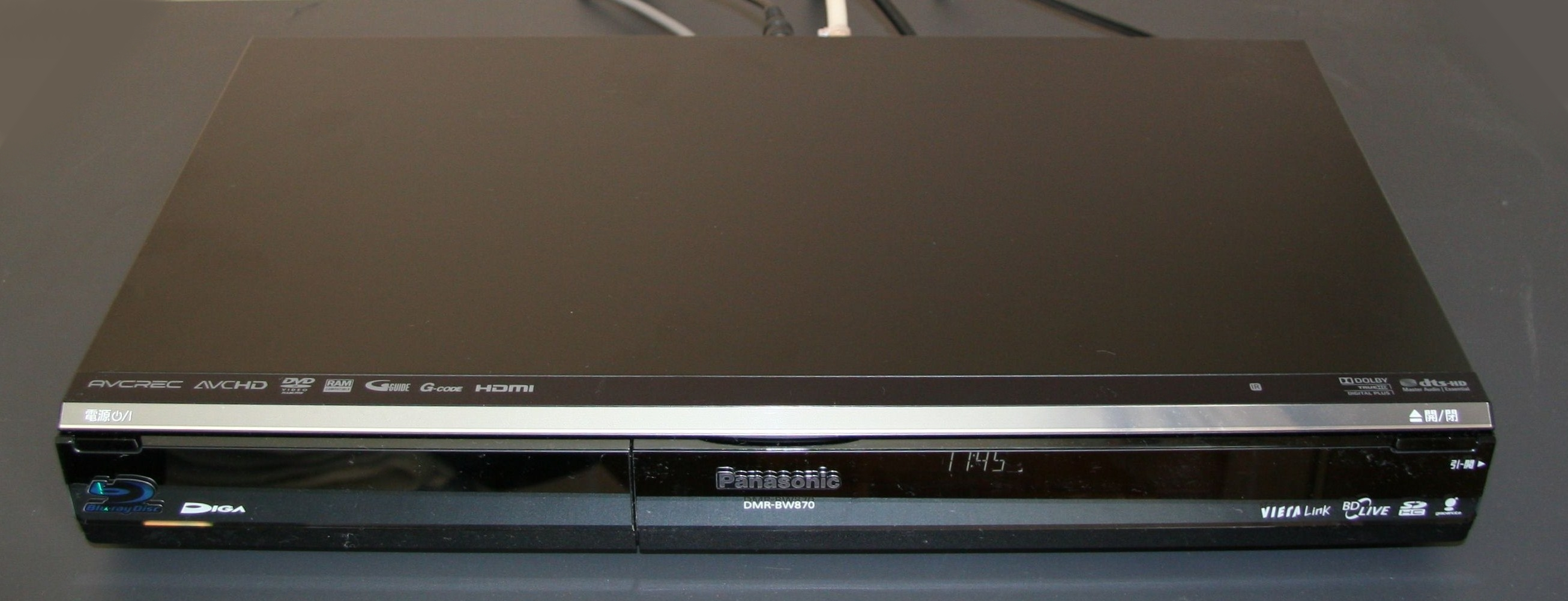
ブルーレイDIGA
DMR-BW870

DIGA（ディーガ）とは、パナソニックが発売しているVHSレコーダー・DVDレコーダー・BDレコーダーのブランドで同社の登録商標（日本第3218180号の2）である。

## 概要
「DIGA」は「DVD」のD、「GIGA」（ギガ）のIGAを組み合わせた造語である。なお、「ディーガ」の商標は三菱電機もかつて自社ブランドの携帯電話に使用しており、パナソニックはDVDレコーダーのブランド名に採用するにあたって、2003年に三菱電機から商標権を譲受している。
かつてはDVD-RAMの録画・再生のみに対応していたが、2005年春発売モデル以降DVD-RWの録画（DVDビデオ方式のみ）/再生、+R、+RWの再生にも対応するようになった。さらに、2006年秋モデル以降はDVD-RWのVRモード録画にも対応した。松下がDVD-RWの全面開放に向かった背景には「御三家」のひとつで-RW陣営の筆頭格だったパイオニアが不採算のため自社での開発中止に追い込まれ、松下との提携を模索していたことがあげられる（シャープとの資本提携で同社からOEM供給を受けることになり、結局破談に終わった）。なおCPRM対応DVD-Rは2005年夏モデルから、DVD-R DLは同年秋モデルからの対応である。
また、2006年発売のDMR-BW200や2007年以降発売のi.LINK（TS）端子搭載モデルでは2008年から発売が開始されたHDD搭載ビエラと接続しダビング/ムーブすることが可能。
なお2024年以降発売機種はDVD-RAMへのダビングができなくなり、普及モデルの2Wシリーズは「DVD-RAMの再生とカートリッジ付きディスク使用も不可」となった。
インターフェイスやリモコンはVHSを踏襲している。本体が持つボタン数は他社と比べ少なく、リモコンも「ボタンすっきりかんたんくるくるリモコン」と称している通りボタン数が少ない（十字キーのスクロール機能は2009年以降モデルより廃止）。また2006年モデルまではHDD容量が当時の最高級機種DMR-XW50/BW200でも500GBと他社の製品に比べて控えめだったが、2007年に1TB（1000GB）のモデル（DMR-XW51/BW900）も発売された。
リモコンはパナソニック以外の他社製テレビも操作可能（パナソニックテレビを操作する場合、アナログ時代に無かったメーカー番号「24」が新設され、そちらへ設定すると入力切替ボタンが放送切替ボタンも兼ねる。ただし2005年以前製造機種を操作する場合は入力切替ボタンが動作しないことがあるので、その場合は24以外のパナソニック他番号に設定する。なお従来型パナソニックビデオデッキに搭載されていた「操作可能なメーカー番号が一致するとTV電源オフ信号を送信」機能は廃止された）。発売当初の機種は電源・チャンネル順送り選局・入力切替・音量ボタンのみ操作可能だったが・2013年以降モデルは「ダイレクトリモコン」へ変わり、これまで蓋内部にあった数字ボタンを表面に配置して「（数字ボタンを押しての）チャンネル直接選局」に対応した(ビエラなどのテレビを操作する場合、「テレビ操作」ボタンを押して黄色LEDランプを点灯させる。操作しないまま放置するとLEDランプは消灯し「ディーガ操作モード」へ自動的に切り替わるので、再度テレビを操作したい場合は「テレビ操作」ボタンを押す)。なお4Kボタンはパナソニック4Kビエラのみ操作可能で、他社製テレビ操作には非対応。2022年には、ディーガとビエラを1台のリモコンで集中操作可能な汎用リモコン「DY-RM50」が発売された（メーカー設定機能は非搭載のため、パナソニック以外の他社製品は操作不可。ディーガを操作する場合は「ディーガ操作」ボタンを押して黄色LEDランプを点灯させる。操作しないまま放置すると黄色ランプは消灯し「ビエラ操作モード」へ自動的に切り替わるので、再度ディーガを操作したい場合は「ディーガ操作」ボタンを押す）。色はハイビジョンディーガ(DVDレコーダー)が「シルバー」、ブルーレイディーガが「ブラック」をそれぞれ採用。ハイビジョンディーガは2011年限りで生産終了となり「ブルーレイディーガ」へ一本化されたため、現行モデルのリモコンはブラックに統一されている。
待機電力が高くなるが、電源を入れてから1秒で録画などを開始できる設定にすることも可能である。これは、当時世界最速の起動時間だった。さらに2005年春モデルでは4.7GBディスクに4時間録画可能な「LPモード」の画質を大幅に向上させた（この録画機能を松下はカタログなどで「高解像度LPモード（フルD1）」と称している）。
MID（マニュファクチャーID）が登録されていない光ディスクでも書き込み時に「最適ライトストラテジ」を自動生成する機能を搭載している。
近年では「DIMORA（ディモーラ）」と称した、インターネット上からの予約録画などを行える機能を装備している（ブロードバンド環境必須。要会員登録。）。2008年3月31日まで一部サービスが有料だったが、リニューアルにより4月1日にすべてのサービスが無料になった。しかし2011年7月から自動録画予約の結果表示やHDDの残量通知及び予約重複通知など、PCや携帯へのメール通知サービスが有料になった。尚、新しいDIGAのBZTシリーズ（及びBWT500、BRT300）以降のDIGAでは、有料のMEMORA（ミモーラ）サービスを通し、PCや携帯、スマホ及び iPad から 録画済みシーンの再生操作を行うことも可能になった。
2011年以降モデルはシングルチューナーモデル（BRT/BRシリーズ）の一部を除きUSB-HDD接続と「BDXL（100GBブルーレイディスク）録再」に対応。本体HDD容量がいっぱいになっても繋いだ外付USB-HDDへの録画と（USB-HDDから）BD/DVDへのダビングが出来、加えて従来型ブルーレイディスクから大容量の100GBブルーレイディスクへもダビング出来るよう「BDからHDDへの書き戻し（ムーブバック）」機能も追加されている。また2011年以降モデルは別売りのかんたんリモコン「DY-RM10」にも対応しており（付属モデルもあり）、このリモコンを用いれば（付属リモコン使用時とは異なる画面表示となるため）再生時に自分専用の録画番組のみを表示出来、他人が録画した番組の誤消去を防げるようになっている。
さらにビエラ各機器の付属リモコン及び（パナソニック以外の他社製機器も操作可能な）汎用リモコン「RP-RM202」でもディーガを操作可能（但し基本操作のみで予約などの特殊操作には非対応。またRP-RM202でディーガを操作する場合は予め操作機器を「DVD」に切り替えておく必要がある）。
地デジチューナーのみ搭載のディーガはDMR-BR30を最後に2011年限りで生産終了となり、現行モデルは全機種「デジタル3波チューナーと4Kチューナーを搭載」している。地デジチャンネル設定は「初期設定」項で現住所の郵便番号を入力したのち「初期スキャン」することで、当該地域の地デジチャンネルが全局自動設定される。地デジチャンネルが新規開局したり・既存局の物理チャンネル変更があった場合は「放送メール」にて通知されるので、それに基づき「再スキャン」すれば新局が自動追加される（ただし地上波民放テレビの新規開局は1999年4月1日のとちぎテレビが国内最後となり、2000年代・および地デジ化後は地上波民放テレビが1局も新規開局していない）。衛星デジタルチャンネルの統廃合があった場合は「放送ダウンロード」にて最新チャンネルが自動反映されるので、本機側での手動チャンネル設定は不要（本機の電源プラグを抜くと放送ダウンロードが実行されないので、通常使用時は「電源プラグを抜かずリモコンで電源を切った状態」にしておく旨を推奨）。
アナログAV入出力端子は2012年春モデルより全機種S端子とD端子を全廃しコンポジット映像端子のみ搭載。HDMI搭載テレビにする必要は無いがシングルチューナー普及モデル「BRTシリーズ」はコンポジットアナログAV端子が出力のみとなり、ビデオデッキなど外部アナログAV機器からのダビングは不可となった。そのため必要な場合は注意が必要である(4Kチューナー内蔵機種はチャンネル録画・トリプルチューナー搭載上位モデルも含めアナログAV入力端子を全廃)。
2013年以降モデルはアナログAV出力端子を全廃し、TV受像機とはHDMIケーブルでしか繋げなくなった。このためビエラ2005年以前モデル（PX50・LX50・LD60シリーズ以前、及びブラウン管D65シリーズ以前のビエラリンク=HDMI端子非搭載機種）との組み合わせ不可（従来型アナログTV受像機における外付デジタルチューナーとしての使用も不可）。さらに（登場当初はほぼ全機種に搭載されていた）光デジタル出力端子は現在トリプルチューナーの「BZT」シリーズと（トリプルチューナーに加え）チャンネル録画機能搭載の「BXT」シリーズのみへの搭載となり、Wチューナーの「BWT」シリーズとシングルチューナーの「BRT/BR」シリーズは光デジタル出力端子を廃止した（2011年発売の「DMR-BWT510」と「DMR-BRT300」がWチューナー及びシングルチューナーディーガの光デジタル出力端子搭載最終モデル）。4Kチューナー内蔵モデルは（最上位機種「DMR-ZR1」以外）上位機も含め光デジタル出力端子を全廃し、ホームシアターとはHDMIケーブルでしかつなげなくなっている（デジタルコードレスサラウンドヘッドホンとの組み合わせ不可。アナログヘッドホン端子も全機種非搭載のため、ヘッドホンはTV受像機やアンプなどを経由してつなぐ）。
なおパナソニックではディーガ専用レンズクリーナー「RP-CL720A」を発売。他のBD/DVD用レンズクリーナーを使うとディーガが認識せずエラー表示が出る可能性があるので、ディーガのレンズクリーニングにはパナソニック純正「RP-CL720A」の使用が推奨されている。
また日立製作所のBD/DVDレコーダー自社生産撤退に伴い、（日立の子会社）日立リビングサプライへディーガのOEM品がしばらく（日立系列店「日立チェーンストール」限定モデルとして）供給されていたが、2012年モデル「DVL-BRT12（DMR-BWT520のOEM）」を最後に（日立リビングサプライへの）ディーガOEM品供給は終了。2013年以降は（日立のHDMI連動機能「Woooリンク」がビエラリンクと同一規格である事から）本家である「ディーガ」が日立チェーンストールへも供給されている。
全機種「同軸アンテナ線」が1本付属されているが径が細いため、取説では「付属アンテナ線は地デジ専用としてディーガ・ビエラ相互間の地デジアンテナ入出力端子をつなぐためだけに用い、ディーガとビエラ相互間をつなぐBS・110度CSアンテナ線と・壁面アンテナコンセントと本機をつなぐアンテナ線およびBS/地デジ分波器については、4K/8K対応の市販品を別途用意する」よう指示されている（アンテナ線接続器具は「外れにくく外来ノイズや振動にも強い金属製のF型接栓またはプラグ」を推奨。アナログ時代の樹脂製アンテナプラグは外来ノイズや振動に弱く外れやすいため、画面や音声が途切れる場合あり）。なおプライベートビエラに同軸アンテナ線は付属されていない。またかつて自社生産していたパナソニックブランドのアンテナ線・アンテナプラグ・分波器・ブースター類とDXアンテナOEMの地デジアンテナ「TA-DUF01K/200/14DU7/20DU7（2005年発売）」は2015年限りで、DXアンテナOEMの衛星アンテナ「TA-BCS45U1/UK1（2017年発売）」は2023年限りで生産および販売を終了したため、パナソニックショップではマスプロ電工・日本アンテナ・DXアンテナ・マックステルなどの他社製品を仕入れている。
4Kチューナー内蔵機種は従来型着脱式B-CASカードに代わり「ACASチップ」を本体に内蔵しており、デジタル放送視聴時に必須となる「B-CASまたはmini B-CASカード」を紛失・損傷する心配が解消。加えて「4Kチューナー内蔵全自動ディーガ（チャンネル録画搭載モデル）」では、視聴用とチャンネル録画用とでB-CASカードを複数枚用意・契約する手間も解消されている（4Kチューナー非搭載モデルに付属のB-CASカードはフルサイズカード）。
2023年以降モデルのディーガデザインはシャープ「アクオスブルーレイ」2024年以降モデルにも採用され、取説内容もディーガと共通化されている（ただしリモコンはアクオス独自デザイン）。
シングルチューナー機種は2017年発売「DMR-BRS530」を最後に生産終了となり、現行モデルは全て2系統以上のチューナーを搭載。また500GB容量HDD搭載機種は2021年発売「DMR-2W51」を最後に生産終了となり、2022年以降発売機種は下位モデルでも1TB容量のHDDを搭載している。加えて現行モデルは全機種HDMIケーブル別売りとなっており、「4Kハイスピード対応のパナソニック純正品を別途購入する」よう指示されている。
4Kチューナー非搭載機種の現行モデルは、2024年発売の全自動ディーガ「DMR-2X603/303/203」と・2025年発売のおうちクラウドディーガ「DMR-2W203/103」のみとなっており、4Kチューナー非搭載モデルはDMR-2X603/303/203と・2W203/103を最後に2025年限りで生産終了。2026年以降モデルは4Kチューナー搭載機種へ一本化される予定。4Kチューナー非搭載のレギュラー（おうちクラウド）ディーガのうち・トリプルチューナーモデルは2020年発売「DMR-2T101」を最後に生産終了となり、レギュラーディーガ現行モデルは上位機種でもWチューナーを搭載。3系統以上のチューナーを搭載した4K非搭載ディーガ現行モデルは「全自動ディーガ2Xシリーズ」のみとなっている。2024年以降モデルはシャープへも「アクオスブルーレイ」としてOEM供給されている（ただしリモコンはシャープ独自デザインを採用）。
再生専用機についても、1995年に1号機「DVD-A300/A100」が発売された従来型「DVDプレーヤー」はラインナップが年々縮小されてBDプレーヤーへの移行が進み、2017年4月発売「DVD-S500」を最後に2025年3月限りで生産終了（HDMI出力端子は非搭載でアナログAV出力1系統のみ。アナログAV入力端子のないプライベートビエラ・レイアウトフリービエラ・ウォールフィットビエラ・2024年以降製造ビエラへは接続不可）。これを以て再生専用機もBDプレーヤーへの一本化を完了し、同時に「従来型RCA端子を搭載したビジュアル録再機器生産から完全撤退」した。このためHDMI端子非搭載テレビ（2005年以前製造機種）との組み合わせは不可。発売当初搭載されていたヘッドホン端子も廃止され、ヘッドホンはTV受像機やアンプなどを経由してつなぐ。また再生時に速度微調整が可能な「ジョグシャトル」も廃止され、スロー・コマ送りなどの再生速度微調整は全機種リモコンボタンでしかできなくなっている。ポータブルBD/DVDプレーヤーは、DMP-BV300を最後に2011年限りで生産を終了した。

## 沿革
2003年
- 初代DIGA5機種を発売。CMにはボブ・サップを起用した。

2004年
- 業界初のHDD/DVD/VHS一体型の機種「DMR-E150V」を発表。
- 7月 同社初のBDレコーダー「DMR-E700BD」を発売。
- 10月 「どっちも録り」に対応した機種「DMR-E220H/E330H」を発売。さらにホームネットワーク機能が追加されるなど高機能化。

2005年
- 4月 電源オフ状態から録画・番組表（EPG）表示まで当時世界最速の1秒を実現した機種「DMR-EH50/60」など計5機種を発売。このモデル以降、DVD-RW（ビデオモードのみ）に対応。"かんたんディーガ!"というCMで初心者にも使いやすいことをアピールした。
- 7月 同社初のデジタルチューナー搭載モデル、ハイビジョンDIGA「DMR-EX100/300」を発表、ハイビジョン録画が可能となった。ただし当該機種ではi.LINKを搭載していないため、HDDからデジタル放送の録画データを直接移動ないしコピーすることは不可能である。
- 11月 世界初の地上波・BS/110°CSデジタルチューナー内蔵でHDD/DVD/VHS/SDに対応したハイビジョンDIGA「DMR-EX200V」を発売。

2006年
- 3月 世界初の1080pフルHD変換出力（HDMI経由）を実現した「DMR-EX550」をはじめとする「ビエラリンク」対応でデジタルチューナー内蔵のハイビジョンモデル4機種を発表。HDDに録画したデジタルハイビジョン番組をハイビジョンに迫る画質でDVDに保存・再生できる、新開発の高画質技術「美画質コンバーター」を搭載。さらに業界初となる音声ガイド付き「ディーガ操作ガイド（簡易電子取説）」や「誤操作防止&音声ガイド」も新たに搭載、4月10日より同時発売のアナログモデル2機種も含めて大幅に操作性を向上させた。なお、このとき発売された機種がアナログのみの最終機種となった。
- 9月1日 DIGA初のダブルデジタルチューナーモデルで1080pフルHD変換出力「DMR-XW50」をはじめとする、HDDへの音楽録音が可能なXW/XPシリーズを発売。業界初の地上波・BS/110°CSデジタルダブルチューナー内蔵でHDD/DVD/VHS/SDに対応したハイビジョンDIGA「DMR-XW40V」も発売。以降、DVD-RW（VRモード）に対応。
- 11月15日 HDD搭載BDレコーダー「ブルーレイDIGA」2機種「DMR-BR100/BW200」を発売。2層BD-R/-REの記録／再生に加え、BDビデオパッケージソフトの再生をサポートした世界初のレコーダー。この製品は、東芝のHD DVDレコーダー「RD-A1」に比べて低価格であり、同時期に発売されたソニーのBDレコーダー「BDZ-V9/V7」の1層記録にしか対応しない点と比較して優れていた。

2007年
- 4月 アナログチューナーのみ搭載のモデルの生産を終了。最終機種はDMR-EH75V、DMR-ES30V（HDDなし）だった。なお、2006年末まではこの2機種に加えDMR-EH55も販売されていた。
- 10月2日 「CEATEC JAPAN 2007」でMPEG-4 AVCエンコーダーを搭載しハイビジョン解像度のままHDDやBDにより長時間録れるようになった6機種を発表。11月より発売した。本モデルはAVCREC方式の採用により、これまでできなかったDVDへのハイビジョン記録にも対応している（最長1時間40分）。ただし、再生するにはAVCREC方式を採用しているプレーヤーが必要。
- 12月3日 業界で最も早く2007年11月以前に発売された旧モデル（2006年9月以降に発売された全機種）の「ダビング10」対応を発表。DVDレコーダー対応機種はDMR-XP10/XP11/XP12/XP20V/XP21V/XP22V/XW30/XW31/XW40V/XW41V/XW50/XW51/XW100/XW120/XW300/XW320/XW200V、BDレコーダー対応機種はDMR-BR100/BR500/BW200/BW700/BW800/BW900。なお初期のデジタルチューナー搭載モデルであるDMR-EX***/***Vシリーズ、初代BDレコーダーのDMR-E700BDは対応しない。

2008年
- 新機種を次々と投入。2〜3月に主にシングルチューナー（XW120/320のみWチューナー）の低価格モデル「DMR-XP12/XP22V/XW120/XW320/BR500」の5機種を順次投入。
- 2月19日 東芝がHD DVD撤退を発表。これにより第3世代光ディスク（当時の「次世代DVD」）はBDへの1本化が決定した。
- 6月頃 オーストラリアでBDレコーダー「DMR-BW500」（ダブルチューナー・250GBモデル）を発売。日本国外では初のBDレコーダー。
- 7月1日 ダビング10の開始に合わせてサポートサイトで公開したファームウェアに不具合があり、2007年秋以降発売の機種でハードディスクの初期化を促すダイアログが現れ「はい」しか選択できなくなる致命的な問題が発生。メーカーが把握した約300件のうち4件は実際に初期化してしまったという（強制的に電源を切れば回避は可能だった）[13]。2日後に問題を修正したファームウェアがサポートサイトおよび放送波ダウンロードで公開された。
- 9月〜10月 新世代システムLSI「UniPhier」を搭載し、ブルーレイディスクレコーダーでは初めて、「アクトビラ ビデオ/ダウンロードサービス」に対応した「DMR-BR630V/BW730/BW830/BW930」の4機種を発売。

2009年
- 2月1日 録画番組をSDメモリーカードへ高速書き出しを行い、ポータブルタイプの「ビエラ・ワンセグ」や携帯電話で楽しめる「ワンセグ書き出し」を搭載したブルーレイディーガ4機種（DMR-BR550/BW750/BW850/BW950）並びにハイビジョンディーガ2機種（DMR-XP15/XP25V）の計6機種を発売。
- 4月25日 ハイビジョンディーガに「新かんたんリモコン」を採用したエントリーモデル「DMR-XE1」を追加発売。
- 9月1日 フルハイビジョン8倍録画に対応したブルーレイディーガ6機種（DMR-BR570/BW570/BR670V/BW770/BW870/BW970）を発売。特に最上位機種の「DMR-BW970」は世界初となる2TBの大容量ハードディスクを搭載した。
- 10月15日 ハイビジョンディーガ2機種（DMR-XE100/XP200）を発売。

2010年
- 2月15日 フルハイビジョンのまま2番組同時に10倍録画ができ、奥行199mmのコンパクト設計としたブルーレイディーガ4機種（DMR-BR580/BW680/BW780/BW880）を発売。
- 4月23日 世界で初めて、ブルーレイ3Dディスクの再生に対応したブルーレイディーガ3機種（DMR-BWT1000/BWT2000/BWT3000）を発売。
- 9月15日 フルハイビジョンW12.5倍録画を可能にしたほか、「BDXL」にも対応。レコーダーを初めて扱う方でもあんしんの「簡単サポート機能」を搭載したブルーレイディーガ6機種（DMR-BR590/BW690/BW890/BWT1100/BWT2100/BWT3100）を発売。
- 11月15日 世界最小サイズで縦置き（付属の専用スタンド使用時）もできるレイアウトフリー設計の地上デジタル専用エントリーモデル「DMR-BF200」を発売。
- 11月25日 ブルーレイディーガに基本機能を充実させたシングルチューナーモデル「DMR-BR585」を発売。

2011年
- 2月5日 デジタルチューナーを3基搭載したことで、スカパー!HD録画と合わせて世界初の4番組同時録画を実現したブルーレイディーガの3D対応モデル4機種（DMR-BZT600/BZT700/BZT800/BZT900）を発売。同月25日には3D対応ダブルチューナーモデルの「DMR-BWT500」と3D対応シングルチューナーモデルの「DMR-BRT300」、専用ハードディスクを後付けする地上デジタル専用コンパクトモデル「DMR-BR30」を発売。
- 9月1日 USB外付けハードディスクに対応した（BRT210を除く）ブルーレイディーガの3D対応ダブルチューナーモデル「DMR-BWT510」を発売。同月9月15日には3D対応トリプルチューナーモデル4機種（DMR-BZT710/BZT810/BZT910/BZT9000）、10月15日には3D対応シングルチューナーモデル「DMR-BRT210」を発売。

2012年
- 2月20日 無線LAN環境がなくても「お部屋ジャンプリンク」が楽しめるシンプルWi-Fiを搭載したスマートディーガ（3D対応トリプルチューナーモデルは本モデルより愛称を変更）3機種（DMR-BZT720/BZT820/BZT920）、録画・再生機能を一層充実させた3D対応ブルーレイディーガ3機種（DMR-BRT220/BWT520/BWT620）を発売。
- 6月30日 世界初のワイヤレスモニター付HDDレコーダー「DIGA+（ディーガプラス）」を発売（当初は同年6月25日を予定していたが、主要部品の調達遅れに伴い、数日程度発売を延期した）。当初は10.1v型ワイヤレスモニター付のUN-JL10T1のみだったが、同年7月25日に19v型ワイヤレスモニター付のUN-JL19T1を追加発売した。
- 10月30日 ブルーレイディーガにコンパクトエントリーモデル「DMR-BR130」を発売。
- 11月20日 新開発のシステムLSI「新ユニフィエ」を搭載し、操作性を高めたスマートディーガ5機種（DMR-BWT530/BWT630/BZT730/BZT830/BZT9300）及びブルーレイディーガ「DMR-BRT230」の全6機種を発売。

2013年
- 2月10日 「新ユニフィエ」を3基搭載したことで、地上デジタルやBS/110度CSから選択した6チャンネルを最長16日間まるごと録画できるブルーレイディーガの新機種「DMR-BXT3000」を発売。
- 4月30日　ブルーレイディーガの新機種として、人名・フリーワード・ジャンルを指定することで関連する番組を自動録画する「おまかせ録画」と「おまかせ録画」した番組をすぐに見ることができ、カスタマイズも可能な「マイメニュー」を搭載した3機種（DMR-BWT550/BWT650/BZT750）及び「新かんたんリモコン」を同梱し、「かんたんガイド」機能を搭載したかんたん・シンプルモデル「DMR-BRT250」の計4機種を発売。
- 6月　ブルーレイディーガの最上位プレミアムモデル「DMR-BZT9300」がオンエアーダウンロードによるソフトウエアバージョンアップにより、一般家庭向け市販映像メディアとしては世界初となる最大36ビットの高階調映像を実現する「マスターグレードビデオコーディング（「マスターグレード」はバンダイの登録商標で、広告でもその事が謳われている）」を用いた高画質ブルーレイディスクの再生に対応。
- 6月15日　ワイヤレスモニター付HDDレコーダー「DIGA+」の新モデルとして、インターネットに対応し、受信感度を強化した2機種（UN-JL10T2/JL15T2）を発売。
- 10月20日　2013年秋モデルとして、コンパクトエントリーモデル「DMR-BR160」、「ゆっくり再生」を新搭載した「新かんたんリモコン」同梱エントリーモデル「DMR-BRT260」、4K/24pアップコンバートや「マスターグレードビデオコーディング」に対応した4機種（DMR-BWT560/BWT660/BZT760/BZT860）の計6機種を発売。
- 11月20日　プレミアムモデルの2013年秋モデルとして、世界初となる4K/60p/36bitアップコンバート出力に対応した「DMR-BZT9600」を発売。

2014年
- 5月25日　ブルーレイディーガのチャンネル録画対応モデルの新モデルとして、見たい番組や人気のある番組を快適に探せる「ボイス&モーションリモコン」を採用した2機種（DMR-BXT870/BXT970）を発売。
- 6月20日　ブルーレイディーガにトリプルチューナー搭載のエントリーモデル「DMR-BZT665」を追加発売。
- 10月20日　2014年秋モデルとして、国内市販のブルーレイレコーダーでは初めて、4K撮影動画の保存・再生に対応し、BZT665で先行対応していた「外からどこでもスマホで視聴」に対応、パナソニック以外の他社製テレビでも操作可能で、セレクトバーを備えた新型リモコンを採用した4機種（DMR-BRW500/BRW1000/BRZ1000/BRZ2000）と「新かんたんリモコン」と新機能「ゆっくり/はっきり再生」に対応したシングルチューナーモデル「DMR-BRS500」の計5機種を発売。

2015年
- 5月22日 ブルーレイディーガのチャンネル録画対応モデルの新モデルとして、電源を入れると呼び出される「新着番組」機能を追加し、4K撮影動画の保存・再生や「外からどこでもスマホで視聴」に対応した3機種（DMR-BRX2000/BRX4000/BRX6000）を発売。なお、当モデルから、チャンネル録画対応モデルは「全自動ディーガ」の愛称がつけられた。
- 10月16日 2015年秋モデルとして、新番組をポップアップで知らせる「新番組お知らせ」を搭載した3機種（DMR-BRW510/BRW1010/BRZ1010）と、6チューナー搭載モデル「DMR-BRG2010」の計4機種を発売。
- 11月13日 2015年秋モデルの第2弾として、トリプルチューナーのプレミアムモデル「DMR-UBZ1」とシングルチューナーのエントリーモデル「DMR-BRS510」を発売。

2020年
- 10月16日 2020年秋モデルとして、日本国内におけるブルーレイディスクレコーダーとして初めてBS4K/110度CS4K放送の3番組同時録画に対応したトリプル4Kチューナー内蔵モデル4Tシリーズ（DMR-4T201/4T301/4T401）を発売。

2022年
- 1月28日 新たに最上位となるプレミアムモデルDMR-ZR1を発売。

## CM
CMには2003年から2005年まではボブ・サップと妻夫木聡が出演した。2006年は同社の薄型テレビ（VIERA）同様に小雪が採用される。2007年11月発売の最新モデルでは、「ブルーレイDIGA」は引き続き2010年7月までは小雪を起用した。さらに「ハイビジョンDIGA」には綾瀬はるかを新たに起用した。2010年8月からは、VIERA同様滝川クリステルが起用された。
2015年5月から放映されている「全自動ディーガ」のTVCMでは、綾瀬に加え、既にパナソニック製白物家電（冷蔵庫・洗濯機・ルームエアコンなど）やメンズシェーバー「ラムダッシュ」にも起用されている西島秀俊が新たに起用されている。

## 品番
- DVDレコーダー、BDレコーダー共通で、「DMR-」で始まる品番となっている（Digital Media Recorderの略）。[14]
- ネットワークディスプレイ付HDDレコーダー「DIGA+（ディーガプラス）」は「UN-」で始まる品番となっている

### 品番法則
アナログチューナー搭載モデル
- 2003〜2004年：最後の桁に「H」の付くものはハードディスク内蔵、「BD」の付くものはBlu-ray Disc対応、「V」の付くものはVHS内蔵。
  - 概ね1桁目の数字（5/6/7/8/9/10/20/22/33/50/70）の大きいほうが上位モデル、2桁目の数字（0/5/7）が大きいほうが後発である。
- 2005〜2006年：「EH」シリーズはHDD搭載、「ES」シリーズはHDD非搭載。最後の桁に「V」の付くものはVHS内蔵。
  - 1桁目の数字が大きいほど上位モデルである。
  - 2桁目は世代を示しており*0=2005年春モデル、*3/*6=2005年秋モデル、*5=2006年春モデル（アナログ最終機種）である。

デジタルチューナー搭載モデル
- 2005〜2006年春：「EX」シリーズ。最後の桁に「V」の付くものはVHS内蔵。1**シリーズは普及機、3**シリーズは中級機、5**シリーズはハイエンド機となっている。
  - 1**シリーズは普及機（200GBのHDD搭載）。
  - 2**シリーズは1**シリーズのVHS一体型モデル。ただし、HDDは250GBに増やされている（そのため、最後に必ず「V」が付く）。
  - 3**シリーズは中級機（400GBのHDD搭載）。
  - 5**シリーズはハイエンド機（500GBのHDD搭載）。
- 2006年秋〜（都合上初期のBD機含む）：「XE」は地デジチューナーのみ、「XP」シリーズはシングルチューナー、「XW」シリーズはWチューナー。最後の桁に「V」の付くものはVHS内蔵。
  - 1*/1**シリーズは普及機（200〜250GBのHDD搭載。DVD機/初期のBD機）。
  - 2*/2**シリーズは1*/1**シリーズのVHS一体型モデル（そのため、最後に必ず「V」が付く。DVD機のみ）。
  - 3*/3**シリーズは中級機（400〜500GBのHDD搭載。DVD機/初期のBD機）。
  - 4*シリーズは3*/3**シリーズのVHS一体型モデル（そのため、最後に必ず「V」が付く。DVD機のみ）。
  - 5*シリーズはハイエンド機（500〜1000GBのHDD搭載。DVD機のみ）。

Blu-ray搭載モデル
- 2006年秋〜：「BR」シリーズはシングルチューナー、「BW」シリーズはWチューナー。
  - 当時のDVD機と品番が同じため上記参照。
- 2007年秋〜：「BF」シリーズは地デジチューナーのみ、「BR」シリーズはシングルチューナー、「BW」シリーズはWチューナー、「BWT」シリーズはWチューナーで且つ3D対応。最後の桁に「V」の付くものはVHS内蔵。
  - 2**シリーズは（320GBのHDD搭載、地デジチューナーのみ）。
  - 5**シリーズは低価格機（250GBのHDD搭載）。
  - 6**シリーズは5**シリーズのVHS一体型モデルもしくは中級機。ただし、BW680以降の機種は5**シリーズと7**シリーズの中間機（最後の桁に「V」の付くものはVHS内蔵）
  - 7**シリーズは普及機（250GB〜750GBのHDD搭載）。
  - 8**シリーズは中級機（500GB〜1000GBのHDD搭載）。
  - 9**シリーズはハイエンド機（1000GB〜2000GBのHDD搭載）。
  - 1***シリーズは3D対応普及機（500GBのHDD搭載）。
  - 2***シリーズは3D対応中級機（1000GBのHDD搭載）。
  - 3***シリーズは3D対応ハイエンド機（2000GBのHDD搭載）。
- 2011年春〜：新たにトリプルチューナーモデルとして「BZ」シリーズ（全モデル3D対応のためTが含まれる）が加わる。また、スカパー!HDと組み合わせて最大4番組の録画を可能とした。AVC録画も最長15倍まで可能に。同年7月の地上アナログ放送終了により、このモデルからアナログチューナーを廃止。HDDを入れ替えて録画も可能な地上デジタル専用モデルも発売。
  - BR30は別売の専用HDDを4台まで増設できるモデル。（地上デジタル専用）
  - BRT300は3D対応シングルチューナーモデル。（500GBのHDD搭載）
  - BWT5**シリーズは3D対応ダブルチューナーモデル。（500GBのHDD搭載）
  - BZT6**は3D対応トリプルチューナー低価格モデル。（600：500GB、665：1TB）
  - BZT7**シリーズは3D対応トリプルチューナー普及モデル。（700：1TB、710/720：500GB）
  - BZT8**シリーズは3D対応トリプルチューナー中級モデル。（800：2TB、810/820：1TB）
  - BZT9**シリーズは3D対応トリプルチューナーハイエンドモデル。（900：3TB、910/920：2TB）
- 2011年秋〜：春モデルの品番法則（5**,7**〜9**)を一部踏襲しながら、ハイエンドモデルの仕様が変更。Wチューナー以上のモデルは外付けHDDの接続に対応。AVCRECの圧縮ビットレートが一部変更されている。
  - BRT2**シリーズは3D対応シングルチューナーモデル。（500GBのHDD搭載）
  - BZT9***(4桁)シリーズは3D対応トリプルチューナープレミアムモデル。（3TBのHDD搭載）
- 2012年春〜：2011年春・秋モデルの品番法則（2**,5**,7**〜9**）を一部踏襲し、以下の新シリーズを設定。
  - BWT6**シリーズは3D対応ダブルチューナー上級モデル（1TBのHDD搭載)
- 2012年秋〜：2011年春・秋及び2012年春モデルの品番法則（2**,5**〜8**,9***）を一部踏襲し、新たに以下の新シリーズを設定。
  - BR1**シリーズはシングルチューナーのエントリーモデル（320GBのHDD搭載）
- 2013年春〜：新たに以下のシリーズを設定
  - BXTシリーズはチャンネル録画対応モデル
- 2014年秋〜：2007年秋モデル以来7年ぶりに品番法則が一新され、チューナー数に応じた以下の3シリーズに再編。それに続く数字はHDD容量を（5**→500GB、10**→1TB、20**→2TB）、10の位の数字は世代（00→2014年秋モデル、10→2015年秋モデル）を表す。
  - BRSシリーズはシングルチューナーモデルで、従来のBRTシリーズに相当。
  - BRWシリーズはダブルチューナーモデルで、従来のBWTシリーズに相当。
  - BRZシリーズはトリプルチューナーモデルで、従来のBZTシリーズに相当。
- 2015年春〜：チャンネル録画対応モデル（全自動ディーガ）が2014年秋モデル以降の品番法則に則って一新される。
  - BRXシリーズはチャンネル録画対応モデルで、従来のBXTシリーズに相当。
- 2015年秋〜：2014年秋及び2015年春モデルの品番法則を踏襲し、新たに以下の新シリーズを設定。
  - UBZシリーズはUltra HD ブルーレイ再生対応・トリプルチューナープレミアムモデル
  - BRGシリーズは6チューナーモデル
- 2017年春～：2014年秋及び2015年春・秋の品番法則を踏襲し、新たに以下のシリーズを設定。
  - URXシリーズはUltra HD ブルーレイ再生及びチャンネル録画対応モデル
- 2018年秋～：2014年秋・2015年春・秋・2017年春の品番法則を踏襲し、新たに以下のシリーズを設定。
  - SUZシリーズは4Kチューナー内蔵モデル
- 2019年夏～：2014年秋モデル以来約5年ぶりに品番法則が一新され、搭載チューナーの種類を表す1桁の数字と搭載チューナーの数を表すアルファベットを組み合わせた以下のシリーズへ刷新され、それに続く3ケタの数字がHDD容量（10*→1TB、200→2TB、300→3TB、400→4TB）を表す。
  - 2Tシリーズはデジタルトリプルチューナーモデルで、従来のBRZシリーズに相当。
  - 2Gシリーズはデジタル6チューナーモデルで、従来のBRGシリーズに相当。
  - 4Sシリーズは4Kチューナー内蔵モデルで、従来のSUZシリーズに相当。
  - 4Wシリーズはダブル4Kチューナーモデル
- 2020年春～ : 2019年夏モデルから一新された品番法則がデジタルダブルチューナーモデルやチャンネル録画対応モデルにも拡充される（50→500GB、600→6TB、1000→10TB）。
  - 2Wシリーズはデジタルダブルチューナーモデルで、従来のBRWシリーズに相当。
  - 2Xシリーズはチャンネル録画対応モデル。従来のBRXシリーズに相当。
  - 4Xシリーズは4Kチューナー内蔵チャンネル録画対応モデル。
- 2020年秋～ ：2019年夏・2020年春の品番法則を踏襲し、新たに以下のシリーズを設定。
  - 4Tシリーズはトリプル4Kチューナー内蔵モデル

### DIGA以前の機種
- 2002年までは同時期のDVDプレーヤーと同じ「DREAM」ブランドで発売されていた。

DMR-E10
2000年発売。BSアナログチューナー搭載の世界初DVD-RAM録画機。底面に防振ゴムと大型インシュレーターを採用した徹底防振構造「T・H・C・B（Technics Hybrid Construction Base）」を採用し、高級な仕上がりになっている。前面AV入力端子・ビデオプリンター出力端子・音量つまみ付きヘッドホン端子・録音（外部音声入力）レベル調整つまみ&音声レベルメーター・（本体・リモコン両方に）ジョグシャトル&シャトルリングを搭載・液晶付TVダイレクトリモコン（パナソニック製DVDレコーダーでは本機のみ）。
DMR-E20
2001年7月発売。シリーズ初のGUIバーを搭載。VHSデッキのインターフェイスに変更し機能も削減し低価格化。本機以降のモデルより前面AV入力端子廃止。１３５，０００円
DMR-HS1
2001年12月発売。E20ベースでパナソニック初のHDD搭載DVDレコーダー。HDDは40GBを搭載。有償で80GBのHDDへの換装サービスが行われた。当時の東芝RD-2000のバグ多発で疲弊したユーザーもHS1に乗り換えた。
DMR-E30
シリーズ初の高精細プログレッシブ再生対応。10万円を切る低価格戦略が功を奏しヒットし、当時のDVD-RWとのシェアを一気に逆転した。「希望小売価格」９３０００円
DMR-HS2
2002年8月発売。E30をベースとしたHS1の後継機でPCカードスロットも搭載。HDDは同じく40GBを搭載し、同様に有償の換装サービスも行われた。

### かんたんDIGA

#### 2003年春モデル
- このモデルから「DIGA」というブランド名が付いた。
- 初のVHS一体型モデルが登場（DMR-E70V）。

DMR-E50
DVDレコーダー単体機。E60からカードスロットやIEEE 1394、DVDオーディオ再生機能などを省略したモデル。
DMR-E60
DVDレコーダー単体機。2003年4月21日発売。PCカードスロットとSDメモリーカードスロットを装備し、カードメディアに記録された画像をDVD-RAMに保存できるほか、TV画面上で画像をスライドショー再生できる。また、IEEE 1394経由でDVカメラ画像をDVD-RAM/DVD-Rメディアに記録可能。DVDオーディオ再生にも対応する。
DMR-E80H
80GBのHDDを搭載。DVD-R高速録画（ダビング）に対応した。
DMR-E90H
160GBのHDDを搭載。PCカードスロットとIEEE 1394端子、コンポーネント出力端子（RCA）、BSアナログチューナーも搭載。しかしDMR-HS2がベースのためDVDオーディオの再生、DVD-Rの高速録画（ダビング）、早見再生（1.3倍）には非対応など一部スペックは下位モデルに見劣りしたため早々に後継機DMR-E100H/200Hが発売され販売期間は半年未満と短かった。
DMR-E70V
業界初のVHS一体型モデル（DVDレコーダーとして）。VHSテープとDVD-RAM/DVD-Rの双方向ダビングができ、今までVHSに録りためた番組を、劣化なくコンパクトに保存できることをアピール。また2つの地上波チューナーを搭載し、異なるチャンネルをVHSテープとDVD-RAM/DVD-Rへ同時録画できる。これ以降DIGAではスタートユーザーをターゲットにVHS一体型モデルを積極的に投入し、強力なダビング機能や操作性などが後のDIGAの強みにもなった。

#### 2003年秋追加モデル
- 一部機能面で下位モデルに見劣りしたDMR-E90Hを置き換える上位モデルの追加（E90H以外の機種は継続販売）。主にヘビーユーザーをターゲットに開発された。
- E200Hにはテレビ番組ガイド（EPG）を新たに搭載された。
- 両機種ともSD/PCカードスロット・IEEE 1394端子、BSアナログチューナーを搭載。

DMR-E100H
120GBのHDDを搭載。
DMR-E200H
160GBのHDDを搭載。E90Hの後継。HDD容量を除くE100Hとの違いは地上波EPGの搭載およびブロードバンドレシーバーが内蔵されているため外出先から携帯電話やパソコンを使って予約録画や遠隔操作が出来る点。

#### 2004年春モデル
- 「新・長時間モード」により、さらなる長時間録画を実現。DVD-RAM/DVD-Rにディスク片面最長約8時間、160GBのHDD（E85H）に最長約284時間、250GBのHDD（E95H）に最長443時間録画が可能。
- 業界初のHDD/DVD/VHSの一体型モデルが登場した（DMR-E150V）。
- DMR-E200Hに搭載されたテレビ番組ガイド（EPG）がHDD搭載全モデルに拡大された（DMR-E85H/E95H/E150V）。
- 前モデルのDMR-E200Hも継続販売。

DMR-E55
DVDレコーダー単体機。E50/E60の後継。
DMR-E85H
160GBのHDDを搭載。E80H/E100Hの後継（ただしE100Hに搭載されたBSアナログチューナーは省かれた）。新たにEPGが搭載されたほかHDDが160GBに増やされた。なお、この年に開催したアテネオリンピック仕様の機種が抽選で配布された。
DMR-E95H
250GBのHDDを搭載。当時としては大容量のHDDを搭載していた。
DMR-E150V
80GBのHDDを搭載。世界初のDVD・VHS・HDD一体型。より幅広いユーザーのニーズにこたえるHDDレコーダー、VHSデッキ、DVDレコーダーという一台3役のレコーダーになった。VHSからのダビングはS-VHS対応になり、より高画質でHDDやDVDへダビングできる。また、当時は珍しかった電子番組表にも対応するなど高機能になっている。開発者インタビューによるとVHSデッキ部の振動からHDDを保護することが困難だったという。
DMR-E75V
E55のVHS一体型モデル。E70Vの後継。S-VHSダビングに対応した。

#### 2004年秋モデル
- DIGA初のアナログWチューナー搭載モデルが登場。
- 前モデルのE150V/E75V/E55も継続販売。

DMR-E87H
160GBのHDDを搭載。E85Hの後継。
DMR-E220H
160GBのHDDを搭載。地上アナログチューナーを2基搭載し、2番組同時録画が可能。
DMR-E330H
250GBのHDDを搭載。E95Hの後継。地上アナログチューナーを2基搭載し、2番組同時録画が可能。
DMR-E500H
400GBのHDDを搭載。E200Hの後継。当時のハイエンドモデル（ただし2番組同時録画は非対応）。400GBという大容量のHDDに加えSD・PCカードスロット・ホームネットワークサーバー・BSアナログチューナーを搭載。当時の最高峰で市場価格も高かった。端子は金メッキ仕様となっている。後継機は用意されなかった（ハイビジョンDIGA、DMR-EX300が事実上の後継）。
DMR-E250V
E87HのVHS一体型モデル。160GBのHDDを搭載。E150Vの上位モデルとして追加された。

#### 2005年春モデル
- 質量、体積を減らし、全体的に小型化した。
- これまで歴代の上位モデル（DMR-HS1/HS2/E90H/E100H/E200H/E500H）のみの搭載だったBSアナログチューナーが一部下位モデル（DMR-EH60/EH70V）に搭載が拡大された。
- メニューGUIにはよく使うメニューと初期設定などあまり使わないメニューを分断。
- 操作はボタン数の少ない「ボタンすっきりかんたんくるくるリモコン」を採用。
- また、1秒という超高速起動を実現したことで操作性が飛躍的に向上した。
- 画質面は高画質回路ディーガエンジンIIを搭載し、長時間（LP）モードでも標準モード（SP）並みの高解像度で録画できるようになった。
- 本モデル以降マルチフォーマットに対応し、DVD-RWも使用可能になった。ただし記録はVideoモードのみで、VRモードは再生のみ。
- Wチューナー搭載モデルが発売されなかったため前モデルのE220H/E330H/E500Hも2005年秋まで継続販売された。

DMR-ES10
2005年4月発売。E55の後継。DVDレコーダー単体機。以降DVD単体機の新機種は発売されず2006年春まで継続販売された。
DMR-EH50
200GBのHDDを搭載。E87Hの後継。SDカードスロットも搭載している。2番組同時録画は不可能でBSアナログチューナーは非搭載。
DMR-EH60
300GBのHDDを搭載。BSアナログチューナーを搭載。2番組同時録画は非対応。
DMR-ES30V
ES10のVHS一体型モデル。E75Vの後継。以降HDDなしのDVD/VHS機の新機種は発売されず2007年春まで継続販売された。
DMR-EH70V
EH50のVHS一体型モデル（ただしEH60同様BSアナログチューナーを搭載）。E150V及びE250Vの後継。DVD・SD・200GBHDD・VHS搭載の一台4役が人気を呼んだ。

#### 2005年秋モデル
- 消去・設置設定・ダビング時の操作手順を音声で案内する機能を新たに搭載。
- 前モデルのES10/ES30Vも継続販売されたがこの頃から徐々にデジタルチューナー搭載モデルがメインとなり、中上位機種の統廃合により250GB以上のHDD搭載モデルが無くなるなど発売される機種は以降減っていった（パナソニックは2007年春でアナログモデルを全機種生産を完了、他社も2007年末で全機種生産を終了した）。
- DVD-RのVRモードでの録画・再生に対応。

- DVD-R DLへの録画に対応（直接録画は出来ず、ハードディスクからのダビングのみ）。

DMR-EH53
200GBのHDDを搭載。EH50の後継。SDカードスロットも搭載している。2番組同時録画は非対応。
DMR-EH66
200GBのHDDを搭載。EH60/E220H/E330Hの統一後継。前述の通りデジタルチューナー搭載機が主力となったためアナログ専用の中上位機種は1台に統合された。地上アナログWチューナー・BSアナログチューナー搭載で2番組同時録画に対応（BS同士の2番組同時録画は非対応）。パナソニック最後のアナログWチューナーモデル。
DMR-EH73V
EH53のVHS一体型モデル（ただしBSアナログチューナーを搭載）。EH70Vの後継。DVD・SD・200GBHDD・VHS搭載の一台4役。

#### 2006年春モデル
- この時に発売された2モデルがアナログDIGAとしては最後の新機種となった。
- アナログWチューナーモデルは廃止された（なお、他社も2006年度中に生産を終了した）。
- 引き続きHDDなしのDVD/VHS機DMR-ES30Vも2007年春まで継続販売。

DMR-EH55
200GBのHDDを搭載。EH53の後継。2006年末に生産完了。本機の筐体はHDD内蔵CATVセットトップボックスに流用された（この点は後述）。
DMR-EH75V
EH55のVHS一体型モデル（ただしBSアナログチューナーを搭載）。EH73Vの後継。DVD・SD・200GBHDD・VHS搭載の一台4役だが、それまでのVHS一体型機の売りだったS-VHSダビングは撤去された（同時期のデジタルチューナー搭載モデルのEX250Vも同様に廃止された）。本機種が最後（2007年4月）まで生産されたアナログモデルである。

### ハイビジョンDIGA
共通の特徴としてHDD（2007年秋モデル以降はDVD-R/-RAMにも）にハイビジョン録画が可能、3波（地上・BS・110度CS）デジタルハイビジョンチューナー搭載、操作手順を音声で案内、HDMI出力端子を装備していることが挙げられる。
なお、XWシリーズでは以下のことも可能である。
- TS入出力対応のi.LINK端子が付いているパナソニック製のDVD/BDレコーダー（品番は下に記載）、同社製のD-VHSデッキ（コピーフリーソースのみ）、同社製のHDDビデオレコーダー、HDD搭載VIERA（XP20V/XW30/XW50/XW40V除く）と接続し録画番組をDVDメディアにアーカイブ可能。
- 同社製CATVデジタルSTB（一部機種ではHDDを内蔵しているものがある）とのi.LINK接続でデジタル信号のまま記録することも可能。
- DVDレコーダー該当機種：DMR-XP20V/XW30/XW31/XW50/XW51/XW40V/XW41V/XW100/XW120/XW300/XW320/XW200V
- BDレコーダー該当機種：DMR-BW200/BW700/BW730/BW750/BW800/BW830/BW850/BW900/BW930/BW950

#### 2005年秋モデル
- DIGA初のデジタル放送対応モデル。大手4社では最後発だった。
- 3波のデジタルハイビジョンチューナー搭載で、HDDにハイビジョン録画が可能。
- 消去・設置設定（EX100/EX300/EX200V）・ダビング時の操作手順（EX200Vのみ）を音声で案内。

DMR-EX100
200GBのHDDを搭載。2005年7月発売。いわゆるデジタルチューナー内蔵の普及機。
DMR-EX300
400GBのHDDを搭載。2005年7月発売。設置設定を音声で案内。各端子には金メッキを採用し、DMR-EX100より高級な仕上がりになっている。
DMR-EX200V
EX150のVHS一体型モデル。HDDは250GBに増やされている。2005年9月当時、民生用DVDレコーダーとして世界初のDVD・SD・HDD・VHS・3波のデジタルハイビジョンチューナー一体型だった。EXシリーズでは唯一2層DVD録画にも対応した。

#### 2006年春モデル
- ビエラリンクに初対応。
- 業界初となる音声ガイド付き「ディーガ操作ガイド（簡易電子取説）」や「誤操作防止&音声ガイド」を新たに搭載。
- HDDに録画したデジタルハイビジョン番組をハイビジョンに迫る美しさで細部まで美しくDVDに保存・再生できる、新開発の高画質技術「美画質コンバーター」を搭載。
- EX250VはHDD（デジタル放送・DRモード）/DVD（アナログ放送）/VHS（アナログ放送）の3番組同時録画が可能だった。以降はVHSへの直接録画が不可になったため現在のところ3番組同時録画可能なのはEX200V/EX250Vのみである。

DMR-EX150
200GBのHDDを搭載。EX100の後継。2006年4月発売。この機種は普及機のため、DV端子が省略されている。
DMR-EX350
400GBのHDDを搭載。EX300の後継。基本機能はEX150と同様。
DMR-EX550
500GBのHDDを搭載。基本機能はEX150と同様。ハイビジョンの美しさを余すことなく再現できる、当時世界初の1080pフルHD変換出力（HDMI経由）を実現。
DMR-EX250V
EX150のVHS一体型モデル。EX200Vの後継。基本機能はEX150と同様。DVD・SD・HDD・VHSを搭載したオールインワンモデル。同時期のアナログモデルであるEH75V同様S-VHSダビングは撤去された。

#### 2006年秋モデル
- DIGA初のデジタルWチューナーモデルが登場（DMR-XW30/XW50/XW40V）。
- DVD-RWのVRモード録画にも対応。
- 本モデル以降DVD（VHS）への直接録画は不可能となった（2007年春モデルまで）。
- VHS一体型モデルは大幅な小型化がなされた。
- 毎週・毎日録画した番組を自動的にフォルダ分けして管理する「再生ナビ」や、高画質化回路の「美画質エンジン」などを備えた。
- ユーザーがチャプターをつけられないことが問題視され、2007年1月には内部ソフトウェアのアップデートによりユーザーがチャプターをつけられるようになった（後述のブルーレイレコーダー、BW200/BR100にも同様の対策がなされた）。
- これまでは原則国内製造だったが本モデル以降、一部機種が中国製となる（DMR-XP10/XW40V、公式サイトの裏面写真で確認できる）。

DMR-XW50
500GBのHDDを搭載。EX550の後継。当時の全DIGAシリーズの最高峰。ダブルデジタルチューナー搭載で、音楽転送機能（SDオーディオ）を有する。1080pフルHD変換出力（HDMI経由）あり。i.LINK端子はDV入力・TS入出力共用。生産途中で日本製から中国製に変更された。
DMR-XW30
400GBのHDDを搭載。EX350の後継。HDD容量と1080pフルHD変換出力機能がないこと以外はXW50と同じ。生産途中で日本製から中国製に変更された。
DMR-XP10
200GBのHDDを搭載。EX150の後継。XW50/30と異なりデジタルチューナーは1組のみで、音楽転送機能・i.LINK端子はない。
DMR-XW40V
XW30のVHS一体型モデル。DVD+HDD+VHSビデオ搭載型としては、業界初の地上波・BS/110°CSデジタルダブルチューナー内蔵でHDD/DVD/VHS/SDへの対応を実現したフル装備のハイビジョンディーガ。本モデル以降VHSへの直接録画は不可能となった。
DMR-XP20V
XP10のVHS一体型モデル。EX250Vの後継。VHS以外のXP10との相違点は、HDDが250GBでi.LINK端子を装備している2点である。

#### 2007年春モデル
- HDD容量が全体的に増加（200GB→250GB、400GB→500GB、500GB→1000GBに変更）。
- 番組表をジャンル別に表示する「ジャンル別番組表」やドラマ・アニメの第1話を自動的に録画する「新番組おまかせ録画」が追加された。
- DVD/HDDモデルはついに全機種中国製となった。
- 当モデル以降、アナログ音声出力端子は前作の2系統から1系統に減らされ映像・S映像・Dコードいずれかで接続した場合はアナログ音声出力端子が塞がる。

DMR-XW51
1TBのHDDを搭載。XW50の後継モデル。基本的な部分はXW50と同じだが、HDDが1TBに増量されている。
DMR-XW31
500GBのHDDを搭載。XW30の後継。HDD容量と1080pフルHD変換出力機能がないこと以外はXW51と同じ。シルバーとブラックの2色が用意された。
DMR-XP11
250GBのHDDを搭載。XP10の後継。廉価モデルという位置づけなので、デジタルチューナーは1組のみで音楽転送機能・i.LINK端子はない。
DMR-XW41V
XW31のVHS一体型モデル。XW40Vの後継。基本部分はXW31相当である。400〜500GBの3in1モデルは2007年春モデルが最後となった。
DMR-XP21V
XP11のVHS一体型モデル。XP20Vの後継。基本部分はXP11相当である。

#### 2007年秋モデル
- MPEG-4 AVCエンコーダを内蔵し、フルHD解像度のままBSデジタルハイビジョン放送を4倍（地上デジタルは3倍）多く録画できるようになった（ただしMPEG-4エンコーダは1つしか内蔵していないため、MPEG-4での2番組同時録画は不可能である）。
- 高度なMPEG-4圧縮などのために世界初の45nmプロセスで製造されたUniPhierプラットフォームを搭載している。
- 自社の「どこでもドアホン」と接続し、留守中の来客の画像も録画できる。
- AVCREC規格による既存のDVDメディア（DVD-R/DVD-RAM）にもハイビジョン録画が可能になり、チャプター編集機能も強化された（ただし、それを再生するにはAVCREC方式を採用しているプレーヤーが必要である）。
- 全機種デジタルWチューナーとなり、1TBモデル及び500GBのVHS一体型モデルは廃止された（MPEG-4エンコーダ搭載で実質的にHDDへの録画可能時間が増大した事によるものとされる。ただし廉価モデルは投入が遅れたため、春モデルの廉価版であるXP11/XP21Vも2007年中は継続販売された）。
- 本モデル以降、全体のラインナップの見直しが行われBD機の拡販&値下げにより従来までのDVD機の上位機種である4*/5*シリーズが廃止された（後に5*の型番はBD機に振り分けられた）。以降DVD機は低〜中級機である1*/1**/2*/2**/3**シリーズに絞り込まれ、5**/7**/8**/9**の中〜上級機はBD機に1本化された。そのため、DVD機としては1080pフルHD出力機能を搭載するモデルもなくなった（現在はBW800/BW900に搭載）。

DMR-XW300
500GBのHDDを搭載。XW31の後継。前述の通り、以降は3*/3**シリーズがハイビジョンDIGAの最上位モデルとなった。
DMR-XW100
250GBのHDDを搭載。XPシリーズとXW300/XW31の間の価格帯に追加された新シリーズ。背面のi.LINK端子がないのとHDD容量以外はXW300と同じ。
DMR-XW200V
XW100のVHS一体型モデル。基本部分はXW100相当である。

#### 2008年春モデル

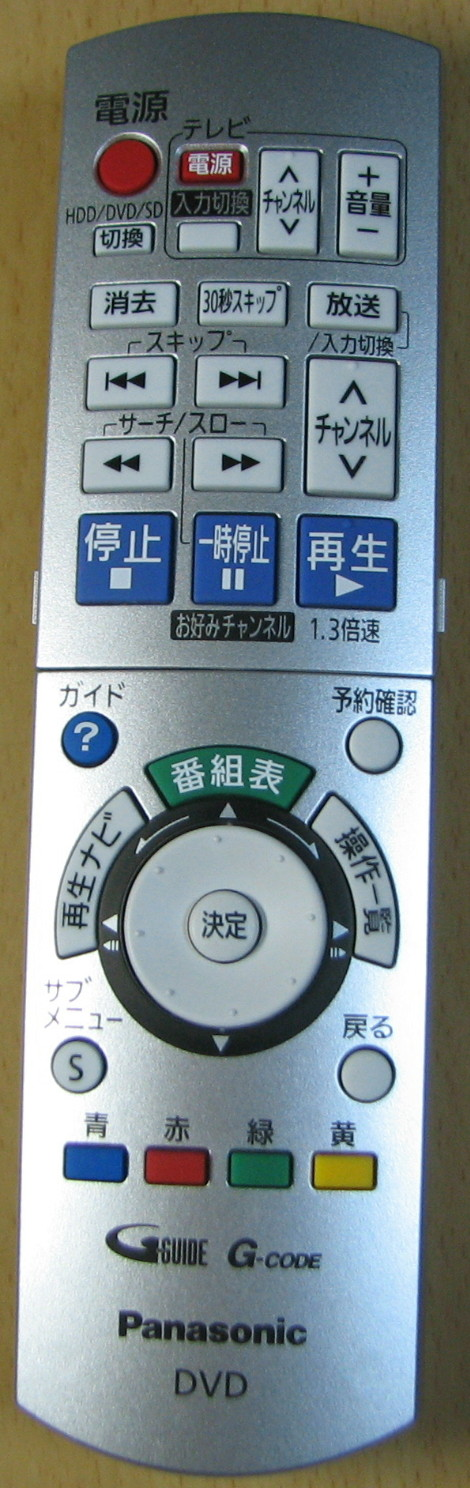
DIGA用リモコン

- SDメモリーカードのAVCHD方式動画を直接再生する機能が備えられた。
- 番組表にチャンネル別表示機能・かんたん予約（番組表からワンプッシュで録画予約が可能）が追加された。
- ビエラリンクには「画面deリモコン」（画面にリモコンの操作ボタンを表示し、ビエラのリモコンでの操作を容易にした）、「番組キープ」などが追加された。
- Wチューナーモデルではデジタル×アナログ/外部入力の2番組同時録画が不可能になった（アナログチューナーは搭載）。
- 大幅な小型化が実現されXP12はXP11に比べ71mm、XW120/320はXW100/300に比べ69mm奥行きが短くなっている。
- 前モデルのXW200Vも2008年秋まで継続販売。
- 当モデル以降の製品は地上波アンテナ端子が（以前のアナログ・デジタル別々入出力から）アナログ・デジタル混合入出力に改められている（BS・110度CSと併せて以前の3系統から2系統に集約、ビエラも同時期以降発売のモデルより地上波アンテナ入力をアナログ・デジタル混合化）。
- 「らくらくリモコン」のデザインが変更され、ラウンドフォルムからフラットに。十字キーのジョグダイヤル機能廃止。
- 「松下電器産業株式会社」という社名で発売するモデルとして最後。

DMR-XW320
500GBのHDDを搭載。XW300の後継。2008年秋に生産終了。現時点でDVD機としては最後のフラッグシップモデル。
DMR-XW120
250GBのHDDを搭載。XW100の後継。背面のi.LINK端子がない(前面にはある)のとHDD容量以外はXW320と同じ。現時点でDVD機としては最後のWチューナーモデル。
DMR-XP12
250GBのHDDを搭載。XP11の後継。それまでのXPシリーズ同様デジタルチューナーは1組のみで音楽転送機能・i.LINK端子がないうえ、XWシリーズと違い「どこでもドアホン」連動機能も搭載されていない。
DMR-XP22V
XP12のVHS一体型モデル。XP21Vの後継。基本部分はXP12相当である。

#### 2009年春モデル
- BD機の価格低下と主力化に伴いWチューナーのXWシリーズが消滅、低価格のXPシリーズのみの展開となった。
- 同時に発表されたブルーレイレコーダーとは違いカートリッジ付きのDVD-RAMの再生が可能である（カートリッジを取り外さなくてもそのまま使用可能）。
- 同じく以前のモデルに搭載されていたSDカードへの音楽録音機能が省かれた。
- 新たにMPEG-4の5.5倍モード（HLモード）が追加。これによりフルハイビジョンのままDVD-RAM/Rに約2時間10分、DVD-R DLに約4時間10分録画できる。
- 新開発のエンコーダー搭載によりハイビジョンの長時間録画での画質を向上。音声は放送時のAAC音声をそのまま記録。
- テレビ画面に表示されるメニュー画面に従って簡単に操作できる「スタートメニュー」を搭載。
- 番組表を表示する際に番組ジャンル別に色分けが出来る機能が追加された。
- 録画一覧には、選択した番組を拡大して動画でサムネイル表示ができるようになった。
- 自動でチャプター作成する「オートチャプター」を搭載。
- 新たにワンセグ同時記録機能を追加（SDカードへ伝送。ただし、SDカードに差し込んでいても本機での直接再生は不可）、携帯電話への転送やビエラワンセグでの視聴が可能となった。
- その他、フリーワード検索など先行して発売されたプラットフォームを共用する三菱電機のREALとほぼ同等の機能が追加された。
- 「パナソニック」の社名として発売される最初のモデルとなった。
- リモコンデザインをラウンドフォルムからフラットフォルムに変更。スクロールキー（ジョグダイヤル）及びジョイスティック機能廃止。

DMR-XP15
250GBのHDDを搭載。XP12の後継。
DMR-XP25V
XP15のVHS一体型モデル。XP22Vの後継。基本部分はXP15相当である。VHSの再生及びダビングは可能だが、VHSへの直接録画は不可。当機種を最後にハイビジョンDIGAのVHS一体型モデルは発売されておらず、2011年秋頃まで継続販売が行われた。

#### 2009年秋モデル
- HDD容量が前作より大幅アップし、長時間のフルHD録画を可能にしている。なおVHS一体型機は前作XP25Vを継続販売。
- ビエラリンクはVer.4.0対応（2009年10月時点における最新版）
- DVD/HDD単体の録再機（VHS非搭載ハイビジョンディーガ）はXP200が最終モデルとなり、翌2010年以降のハイビジョンディーガはXP25VとXE100のみを販売（VHS非搭載ディーガの新製品発表はブルーレイ機へ移行）。2011年10月版のカタログでこの両機（XP25VとXE100）が生産終了・在庫限りとなり、ハイビジョンディーガ生産より撤退し（ソニー・三菱電機に次いで3番目となる）ブルーレイ機のみの生産へ完全移行した。

DMR-XP200
XP15の後継機種。「ワンセグ持ち出し」搭載（持ち出せるメディアは地デジのみ）。HDD容量500GB、最長252時間のフルHD録画が可能。

### 地デジ専用DIGA
- アナログチューナーのみ搭載の従来型TV受像機と接続して単体地デジチューナー代用として用いられる事を想定した「地デジ専用モデル」であり、BS・110度CS・地上アナログチューナーを備えない。
- ワンセグ同時記録機能は無く、AVCHDも非対応（DMR-BF200を除く）。
- 「らくらくリモコン」のデザイン・機能が他のディーガと異なる。
- S映像（S2/S1）入出力端子は非搭載で、D（D1〜4対応）・コンポジットの各映像端子とHDMI端子のみを入力・出力各1系統搭載している（D映像・HDMIは出力のみ）。
- デジタル出力は同軸端子のみで光端子は非搭載。この為本機は同軸デジタル入力端子付AVアンプとの組み合わせのみ可能で、ラックシアター・シアターバー・サウンドボード・デジタルコードレスサラウンドヘッドホンとの組み合わせは不可（同軸端子と光端子とのクロス接続はアダプターが無いので不可。さらに同軸デジタル出力端子とアナログ音声入力端子とのクロス接続も規格が異なるので不可[15]）。
- パナソニック特選品カタログでは、従来型アナログTVで地デジが手軽に楽しめる最も手頃な価格の機種として（単体デジタルチューナーTU-MHD600/500の代わりに）当機種DMR-XE1/XE100を掲載。

#### 2009年夏モデル
DMR-XE1
160GBのHDDを搭載。XP15がベース。

#### 2009年秋モデル
DMR-XE100
XE1の後継機種。地デジ専用（ワンセグ持ち出しは非搭載）。HDD容量が前作より大幅アップ（320GB）し、最長160時間のフルHD録画が可能。

### 初代ブルーレイDIGA（2004年）
- ソニーの「BDZ-S77」に次ぐ世界で2番目のBDレコーダ。同社スポンサーのアテネ五輪の開催時期に合わせて発売された。
- 当時世界初の片面2層BD録画/再生機能を搭載した。
- HDDは搭載しておらずBD-RE（Ver.1.0）、DVD-RAM、DVD-Rのみ録画可能。
- BD-ROMの再生には非対応。
- BDレコーダ初の3波デジタルハイビジョンチューナ搭載（BDZ-S77内蔵デジタルチューナはBSのみ）。
- 2006年秋に後継のBW200が発売されるまで販売された。

DMR-E700BD
3波デジタルハイビジョンチューナに加え世界初（当時）の片面2層BD録画/再生機能を搭載。薄型テレビVIERA搭載のPEAKSプロセッサとDIGA搭載のDIGAエンジンの融合により、デジタルハイビジョンの高画質を再現。価格は約30万円（当時）とHDD非搭載ながらかなりの高額だった（それでもメーカー希望小売価格が45万円のBDZ-S77よりは低価格だった）。

### ブルーレイDIGA
- BD-R/-REの記録／再生に加え、2006年当時は世界初のBDビデオパッケージソフトの再生をサポートしたハイブリッドBDレコーダー。
- BDモデルに関してはほぼ全てが日本製である（後期生産のBR500及びBR550は中国製）。
- 全モデル同時期のDVDレコーダー（XP/XWシリーズ）をベースにドライブ部の変更及び高画質/高音質機能の追加をしたモデルである。
- ソニーがBlu-ray Discの一般認知を優先して「スゴ録」ブランドを中止したのとは対照的に、パナソニックはBDレコーダーでも引き続き「DIGA」ブランドを使用している。また、品番も「DMR」を継続している（ソニーは「RDR」「RDZ」から「BDZ」へ変更）。
- DVD-RAMの録画に対応しているBDレコーダーはブルーレイDIGAのみである。今後もこの状態は続くとみられる。
- DVD専用機と異なり、カートリッジ付のDVDを使う場合はディスクをカートリッジから取り出さなければならない。

なお、BZTシリーズ、BWTシリーズ、BWシリーズ、およびBRT300では以下のことも可能である。
- TS入出力対応のi.LINK端子が付いているパナソニック製のDVD/BDレコーダー（品番は下に記載）、同社製のD-VHSデッキ（コピーフリーソースのみ）、同社製のHDDビデオレコーダーと接続し、録画番組をBDメディアにアーカイブ可能。ただし、DRモードで記録した番組のみ対応で1倍速でのダビング・ムーブとなる。
- 同機種同士も可能。
- 同社製CATVデジタルSTB（一部機種ではHDDを内蔵しているものがある）、HDD搭載VIERA（PZR900のみ。2009年夏発売のRシリーズはi.LINK端子そのものが付いていないため対応不可だが、BWx70以降のレコーダーにてLAN接続により、HDDにダビングが可能な機能を搭載している）とのi.LINK接続でデジタル信号のまま記録することも可能（XP20V/XW30/XW50/XW40V除く）。
- DVDレコーダー該当機種：DMR-XP20V/XW30/XW31/XW50/XW51/XW40V/XW41V/XW100/XW120/XW300/XW320/XW200V
- BDレコーダー該当機種：DMR-BW200/BW700/BW730/BW750/BW770/BW800/BW830/BW850/BW870/BW900/BW930/BW950/BW970

音楽CDを手軽にHDDへ録音したり、SDカードで取り込んだ画像をHDDやBD-REなどへ記録できる機能も搭載。

#### 2006年モデル
- BD-R/-REの記録／再生に加え、発売当時世界初のBDビデオパッケージソフト（BD-ROM）の再生が可能だった。
- 2層BDの録画・再生にも対応。BD-REのみ直接録画可能。
- BR100はDMR-XP10、BW200はDMR-XW50をベースに設計している。
- 毎週・毎日録画した番組を自動的にフォルダ分けして管理する「再生ナビ」、高画質化回路の「美画質エンジン」などを備えた。
- ユーザーがチャプターをつけることができないことが問題視され、2007年1月には内部ソフトウェアのアップデートによりユーザーがチャプターをつけることが可能になった（リモコンの「10/0」の所を押すとチャプターをつけることが可能）。
- 上位機種と下位機種ではかなりの機能差があった（上述の通り、ベース機が当時のDVDレコーダーの最上位機種と最下位機種だったため）。そのため、BW200が圧倒的に人気だった。

DMR-BW200
500GBのHDDを搭載。E700BDの後継。デジタルダブルチューナーを搭載し2番組同時録画可能。2番組同時録画はデジタル（DRモード）×デジタル（DRモード）、デジタル（DRモード）×外部入力（L1またはL2からの入力のみ）のほかデジタル（DRモード）×アナログ（アナログ放送）の2番組同時録画が可能である。
DMR-BR100
200GBのHDDを搭載。BW200に対してデジタルシングルチューナーであること、i.LINKやイーサネット、音楽録音機能などが省かれた下位モデル。

#### 2007年モデル
- MPEG-4 AVCエンコーダを内蔵し、フルHD解像度のままBSデジタルハイビジョン放送を4倍（地上デジタルは3倍）多く録画できるようになった（ただし同時期発売のXWシリーズ同様にMPEG-4エンコーダは1つしか搭載していない）。
- BW700はDMR-XW100、BW800/900はDMR-XW300をベースに設計している。そのため、価格の高いBW700の方が安いXW300よりもi.LINK端子の数が少ない状況となっている。
- 自社の「どこでもドアホン」と接続し、留守中の来客の画像も録画できる。
- 同時期発売のXWシリーズ同様に既存のDVDメディア（DVD-R/DVD-RAM）にもMPEG-4エンコーダ利用によるハイビジョン録画（AVCREC）が可能になった。ただし、それを再生するにはAVCREC方式を採用しているプレーヤーが必要である。
- XWシリーズと同様にUniPhierプラットフォームを内蔵。
- 下位モデルもデジタルWチューナーとなり、1TBモデルが追加された。
- HDD容量と1080pフルHD変換出力機能の有無以外の大きな機能差はなくなった。
- BW200と同様、2番組同時録画はデジタル（DRモード）×デジタル(全ての録画モード）、デジタル（DRモード）×外部入力（L1またはL2からの入力のみ）、デジタル（DRモード）×アナログ（アナログ放送）のいずれにも対応。
- ビエラリンクは基本機能と「設置情報伝送」のみだが、2009年モデルのVIERAと組み合わせた場合は「こまめにオフ」の機能も追加対応している。
- EPGもフルハイビジョン出力となった（XWシリーズは従来通り）。
- XWシリーズに比べて需要を少なく見込んでいたが（製品発表文 の月産台数を参照）、予想を上回る需要があり年末商戦において品薄状態となった。またソニーの競合製品に比べて価格設定が高いこともあり、BDレコーダーのシェアでソニーに逆転された。なお、この時期はビデオディスクレコーダー販売台数全体に占めるBDのシェアが激増し20%を超えた 。
- この世代のブルーレイディーガからリモコンがブラックとなり、シルバーのままのハイビジョンディーガと差別化されている。

DMR-BW900
1TBのHDDを搭載。2007年秋モデルにおけるDIGAラインナップのハイエンドモデル。ベース機であるXW300の機能を全て揃えているほか、1080pフルHD変換出力機能を備える。
DMR-BW800
500GBのHDDを搭載。BW900との違いは、高音質パーツが省かれていることとHDDの容量のみ。
DMR-BW700
250GBのHDDを搭載。背面のi.LINK端子（前面には付いている）と1080pフルHD変換出力機能がないこと、端子が金メッキ化されていないこととHDDの容量以外はBW800と同じ。
なお、日立製作所が発売した「DV-BH250」は本機のOEMである。当然のことながらビエラリンクではなくWoooリンクに変更され、「どこでもドアホン連動機能」は撤去される。

#### 2008年春モデル
- 2007年モデルの低価格版。
- 低価格戦略で年末商戦を成功させたソニーのBDレコーダー（特に2番組同時録画が不可能なBDZ-T50）への対抗と思われる。BR500の投入で4月のBDレコーダーのシェアはソニーを逆転した。以降もソニーと互角な首位争いをしている。
- BD-RE（Ver.1.0）、カートリッジ付きのDVD-RAMの再生がパナソニック製BDレコーダーとして初めて不可能になった（以降に発売されるパナソニック製BDレコーダーも同様である）。ただし、カートリッジ付きのDVD-RAMではトレイに入れる前にカートリッジから取り外しておけば録画・再生が可能である。
- BR500はDMR-XP12をベースに設計している。そのため、2番組同時録画は不可能。
- SDメモリーカードのAVCHD方式動画を直接再生する機能が備えられた。
- 番組表にチャンネル別表示機能・かんたん予約（番組表からワンプッシュで録画予約が可能）が追加された。
- ビエラリンクには「画面deリモコン」（画面にリモコンの操作ボタンを表示し、ビエラのリモコンでの操作を容易にした。2006年モデル以降のVIERAに対応）、「番組キープ」（2008年モデル以降のVIERAに対応）などが追加された。

DMR-BR500
250GBのHDDを搭載。事実上のBR100の後継。BR100と同様デジタルチューナーは1組のみで、音楽転送機能・i.LINK端子がないうえBWシリーズと違い「どこでもドアホン」連動機能も搭載されていない。なお、BW700/800/900に比べ2mm奥行きが長くなっている。

#### 2008年秋モデル
- 2007年モデルの後継。BR500は継続、XP/XWシリーズは発売されずベース機はなし。
- BR500同様、BD-RE（Ver.1.0）やカートリッジ付きのDVD-RAMの再生は不可能だが、カートリッジ付きのDVD-RAMでは予めカートリッジから取り外しておくことで録画・再生が可能である。
- 新たにMPEG-4の5.5倍モード（HLモード）が追加。これによりフルハイビジョンのままBDに最長約24時間、DVD-RAM/Rに約2時間10分、DVD-R DLに約4時間10分録画できる。
- 新開発のエンコーダー搭載によりハイビジョンの長時間録画での画質を向上。音声は放送時のAAC音声をそのまま記録。
- BW900/800/700/BR500に搭載の高画質プロセッサ「リアルクロマプロセッサ」の処理精度をさらに高め、録画番組やDVDビデオ再生にも適用。
- 業界初のBD-Rの6倍速記録に対応。
- BW930/830/730にはUSB端子が搭載。先代モデル発売後に同社がHDDタイプのビデオカメラを発売したため。
- 予約数が春に発売されたBR500/XW120/XW320/XP12/XP22V同様32から64に増加。
- SDメモリーカードのAVCHD方式動画を直接再生する機能が備えられた。
- テレビ画面に表示されるメニュー画面に従って簡単に操作できる「スタートメニュー」を搭載。
- 番組表にチャンネル別表示機能・かんたん予約（番組表からワンプッシュで録画予約が可能）が追加された。また番組ジャンル別に色分けがされた。
- 録画一覧には、選択した番組を拡大して動画でサムネイル表示ができるようになった。
- BW930/830/730は、2番組録画時でも2番組とも自動でチャプター作成する「Wオートチャプター」を搭載。
- ビエラリンクにはBR500/XW120/XW320同様「画面deリモコン」（画面にリモコンの操作ボタンを表示し、ビエラのリモコンでの操作を容易にした）、「番組キープ」などが追加され、Ver.3.0対応となった。
- レコーダーとして業界初のアクトビラ・ビデオ・フルのダウンロードサービス、BD-Liveに対応（BR630Vは除く）。
- その他、おまかせWチャプターやフリーワード検索など先行して発売されたプラットフォームを共用する三菱電機のREALとほぼ同等の機能が追加された。
- パナソニックのレコーダーとして初めてDLNAに対応（なお、ライバルのソニーはDVDレコーダーを含め2006年モデル以降の上位機種から対応している）。
- この機種以降に発売されたBW系は先に発売されたXW120/320同様、デジタル×アナログの2番組同時録画が不可能になった（アナログチューナーは搭載、XW系とは違いデジタル（DRモード）×外部入力（L2からの入力のみ）の2番組同時録画は可能（L1から取り込み中の場合は同時録画は不可）。ただしBW200、BW700、BW800、BW900はデジタル（DRモード）×アナログの2番組同時録画も可能）。
- 業界初のHDD/BD/DVD/VHS/SDの「5in1」モデル（DMR-BR630V）が登場。
- 「松下電器産業」の社名として発売される最後のモデルとなった。

DMR-BW930
1TBのHDDを搭載。BW900の後継。HDD容量だけでなく、パーツ類も下位機種とは差別化されている。
DMR-BW830
500GBのHDDを搭載。BW800の後継。BW800とは違い金メッキ端子ではなくなった。
DMR-BW730
320GBのHDDを搭載。BW700の後継。
DMR-BR630V
320GBのHDDを搭載。価格帯の上ではXW200Vの後継。業界初のVHS搭載BDレコーダー。
春モデルのBR500をベースにフリーワード検索・5.5倍モードなど録画関連の機能はBW730と同等のものを搭載した上でVHSを搭載したモデル。2番組同時録画は不可でこれまでのシングルチューナーモデル同様i.LINK（TS）端子は非搭載。またBD-LiveやDLNA、アクトビラ・ビデオ・フルのダウンロードサービスなどのネットワーク系の新機能も非対応。VHSの再生及びダビングは可能だが、VHSへの直接録画は不可。またSDオーディオ録再及び「Gracenote」アクセス機能は非搭載。

#### 2009年春モデル
- 2008年秋モデルのマイナーチェンジ版。BR630Vは継続。BR550はXP15をベースとしている。
- 新たにワンセグ同時記録機能を追加（SDカードへ伝送。ただし、SDカードに差し込んでいても本機での直接再生は不可）、携帯電話への転送が可能となった（携帯電話との直接接続はUSBケーブルを使用）。
- BWシリーズは世界初のYouTube視聴に対応。
- 2008年秋モデルで問題となっていた、もっさりとした動作も多少改善されている。
- リモコンも新設計のものに小型化（ラウンドフォルムからフラットフォルムに変更）し「10秒戻し」ボタンを新設。更にカーソルボタンも改善（ジョグダイヤル及び中央ジョイスティック機能を廃止）し反応や操作感が向上されている。また（ディーガリモコンで）TV受像機を操作する場合、メーカ設定時に番号を「24」に合わせれば、2006年以降製造のパナソニックビエラを操作する場合に限り、ディーガリモコンの「入力切替」ボタンが放送切替ボタンも兼ねる（「24」設定で従来のパナソニック製アナログTV及び2005年以前製造のビエラも操作可能だが、この場合は入力切替ボタンのみ動作しない。外部入力の次に視聴する放送の種類を切替=「入力切替」ボタンを押せば外部入力画面のみならず各放送毎に以前視聴していたチャンネルも出画。外部入力画面はAVケーブル及びHDMIケーブルが繋がっている端子画面のみを出画させ、ケーブルが繋がっていない端子は飛ばせるようにする「入力自動スキップ設定」をビエラ側で可。入力切替ボタンを押すと2006年以降のビエラでは外部入力一覧が画面左側に表示され、ケーブルが繋がっていない端子は灰色表示。2005年以前のビエラの場合、外部入力端子に一か所もケーブルが繋がっていない時に入力切替ボタンを押すと「外部入力端子に何も接続されていません」というエラーメッセージを画面上部中央に赤文字で表示）。
- ビエラリンクには同社の「eco ideas」に添って2009年モデルのVIERAと組み合わせた場合、DIGAの使用状況を判断してこまめにスタンバイ状態に切り替える「こまめにオフ」とVIERAの状態に合わせて消費電力を抑える「ECOスタンバイ」の機能を追加、Ver.4.0対応となった。
- 内部の構造を見直し、奥行きが世界最短の239mmとなった。
- その他の機能は2008年秋モデルと同等。
- 「パナソニック」の社名として発売される最初のモデルとなった。

DMR-BW950
1TBのHDDを搭載。BW930の後継。HDD容量だけでなく、パーツ類も下位機種とは差別化されている。
DMR-BW850
500GBのHDDを搭載。BW830の後継。
DMR-BW750
320GBのHDDを搭載。BW730の後継。
日立リビングサプライが日立チェーンストール向けに販売する「DVL-BR9」は本機種のOEM品である。
DMR-BR550
250GBのHDDを搭載。シングルチューナー。BR500の後継。後面端子はXP15と同じ。音楽CDの再生はできるが、「Gracenote」へのアクセスは対応していない。SDカードスロットは非搭載。

#### 2009年秋モデル
- 2009年春モデルに比べ、全モデルにおいてHDD容量を高めた。商品ラインナップはこれまでの1TB/500GB/320GBのダブルチューナー搭載多機能モデルや320GBのシングルチューナー搭載のエントリーモデル、320GBのシングルチューナー搭載のVHS一体型の5機種だったが2000GBの大容量HDDと映像や音にこだわった最高峰のプレミアムモデルを900番台とし6機種に拡大。製品ラインナップを細分化することで幅広い需要に対応した。ダブルチューナーモデルでは従来からの700・800・900番台のうち、上位モデルである900番台をホームシアターユースのプレミアムモデルに昇格。さらに高画質・高音質にこだわった仕様とし、800番台以下と明確な差別を図っている。また従来は320GBのシングルチューナー搭載のエントリーモデルだった500番台をダブルチューナー搭載とシングルチューナー搭載の2つのモデルに分け、「BW570」をダブルチューナー搭載のエントリーモデルとした。その他従来同様、VHSユーザーの買い替え移行を促すため、VHS一体型の3in1モデルも用意している。
- ワンセグ持ち出し可能メディアが前製品より増加（2009年春モデルの場合、ワンセグ持ち出し可能メディアは地デジのみだった）。これまでの地上デジタルに加え地上アナログ、BS・110度CSデジタル放送の番組、アクトビラ映像、デジタルハイビジョンビデオカメラで撮影した映像もSDカードまたはUSBケーブル経由でワンセグ持ち出し可能となった（DMR-BW570/BR570/BR670VはUSB端子非搭載でSDカードへの転送のみ対応。持ち出した映像はビエラワンセグなどのモバイル機器のみで再生可能でありディーガ他機を含む本機での再生はSDオーディオを含め不可）。なお番組を持ち出す手順は前製品の初期設定で「ワンセグ同時録画“入”」にするのではなくHDDに通常録画した後にスタートメニュー画面「モバイル機器へ持ち出す」を選んだのち「持ち出し番組を作成する」へ進み、持ち出したい番組を録画一覧より選んでUSB経由またはSDカードへ転送する方式に改められている。また地デジを録画する場合のみ、予約時に持ち出し番組作成&簡単転送を「する」に設定しておけば録画終了後にSDカードを入れて「かんたん転送」を選ぶだけでHDDからSDカードへ番組が数分でダビングされる（地上アナログ、BS・110度CS番組は予約時に持ち出し番組作成&簡単転送の設定が出来ず、録画が終わって電源が切れた後に持ち出し番組が事後作成される。地デジ録画予約時に持ち出し番組作成&簡単転送を「しない」に設定した場合も同様の手順で持ち出し番組の事後作成が可）。
- HDD・DVD・BDそれぞれへのフルHD録画可能時間が増加している。
  - 新たにMPEG-4の8倍モード（HMモード）が追加され世界最長、ブルーレイディスクに最長約35時間のフルHD録画が可能（DVDには最長約3時間15分録画）。
- 業界初、1か月先まで予約可能な「新・1か月番組表」（ただしブロードバンドへの接続が必要、さらに1か月番組表に対応している局は2009年8月現在WOWOWのみ）。
  - フルHD番組表（Gガイド）を搭載しVIERA同様に表示チャンネル数（3 - 19チャンネル）の選択、ジャンル別一覧表示、注目番組一覧表示（最長1か月先まで）機能が新設された（地上アナログ放送は表示チャンネル数選択のみ）。さらにリモコンの「青」ボタンを押して番組表の表示日付（最長8日先まで、ブロードバンドに接続している場合は最長1か月先まで）を選択する際の表示方式は、前機種までの縦一覧曜日表示から横カレンダー式日付表示に変わった。なお録画予約は録画したい番組を番組表から選んでリモコンの「決定」ボタンを押したのち、リモコンの「赤」ボタンを押すだけで完了する。録画が始まるまでの間は録画モードなどを修正可。
  - 従来は最大録画タイトル数が500、最大予約タイトル数が64番組/1ヵ月までに制限されていたがHDD容量増加にあわせ最大録画タイトル数はBWシリーズが3,000、BRシリーズは1,000に拡張するとともに予約タイトル数は128番組/1年間となった。
- ブロードバンドに接続すればPC・携帯電話・カーナビ（パナソニック「ストラーダ」シリーズのみ）からも遠隔操作により録画予約が可能。
- HDDからBD・DVDへのダビング手順が前作より簡略化され、かつその所要時間も前作より短縮されて初心者でも使いやすくなったほか、チャプター編集では二つ以上の番組を一つに結合する機能が新たに加わっている。
- 「アクトビラ」用LAN端子を全機種に搭載し、アクトビラビデオ視聴やダウンロードが可能。全機種「BD-LIVE」に対応。
- BW970/870/770のみ1080/24p・1080/60p出力に対応。またDLNAサーバー機能を搭載しハイビジョン録画した番組をDLNA/DTCP-IP対応のテレビや同社製ブルーレイディスクプレーヤー「DMP-BD60」、ブルーレイディスクプレーヤー搭載ポータブル地上デジタルテレビ「DMP-BV100」からストリーミング再生が可能。
- BW970/870/770では、世界最大の動画共有サイト「YouTube」視聴や同社製のセンサーカメラやドアホの映像視聴・録画に対応。またDLNA/DTCP-IPを利用して同社製ハイビジョンテレビ「VIERA」Rシリーズのハードディスクに録画した番組をLAN経由でディーガのハードディスクにダビング（コピー・ムープ）が可能。D-VHSビデオデッキやハイビジョンレコーダーとi.LINK接続によりハイビジョン映像をハードディスクにダビングして、ブルーレイディスクにそのままの画質で保存しなおすことができるほか、同社製のCATVセットトップボックスとi.LINK接続により受信したデジタル放送をディーガにハイビジョン録画できる（ただし「ダビング10」の番組であっても、「コピーワンス」の番組となる）。
- BW970/870/770では音楽CDを最大12倍速で内蔵HDDに取り込みSDカードに転送して携帯電話などのSDオーディオ対応機器で楽しめるほか、お気に入りの写真を離れた家族や友人などのDIGA同士で共有できるLUMIX CLUB PicMate（ルミックスクラブ ピクメイト）」に対応。
- DMR-XP25V等のハイビジョンディーガ2009年春モデルと同様、アナログ音声出力端子は前機種の2系統から1系統に減らされた。
- 消費電力・待機電力は前機種より大幅にカットされ、さらなる省エネ化が図られている他、起動・終了に要する時間はクイックスタート「切」（省エネモード）時においても前機種より数秒短縮された。
- 本体前面表示部（FLディスプレイ）は前機種より大きく見やすい「ワイド表示管」になった（2001〜2007年までに製造されたパナソニックビデオと同タイプ）。
- ビエラリンクは前機種（2009年春モデル）同様「Ver.4.0」対応（2009年8月時点における最新版）。

DMR-BW970
業界初となる大容量2TBのHDDを搭載したブルーレイディーガ最上級モデル。これまでの高音質コンデンサや金メッキ端子に加え、新たに「新リアルクロマプロセッサpius」・「階調ロスレスシステム」・「HDMI低クロックジッタシステム」・「シアターモード」・「192KHz/32Bit DAコンバーター」・「ハイファイオーディオ用ローノイズオペアンプ」・「真空管サウンド」・「セラミックインシュレーター」を新たに搭載した。「シアターモード」では市販のCD・DVD・BDを再生するときHDDの回転を止めチューナーの電源を切り、背面ファンの回転数を下げることで音質に影響を与える振動やノイズを抑えより高音質で視聴を楽しめる。「シアターモード」使用時には、番組録画が出来ないばかりでなく予め設定した予約録画も実行されない。i.LINK端子は2系統（前後各1系統）。
DMR-BW870
1TBのHDDと同軸デジタル出力端子を搭載。外観はDMR-BW970と同一だがBW970に搭載されている高音質コンデンサーをはじめ、「階調ロスレスシステム」・「HDMI低クロックジッタシステム」・「シアターモード」・「ハイファイオーディオ用ローノイズオペアンプ」・「真空管サウンド」・「セラミックインシュレーター」は搭載されていない。また「新リアルクロマプロセッサ」はplusでなく従来のものを採用。DAコンバーターも「192KHz/32Bit」ではなく「192KHz/24Bit」の物に変更されている。また背面の端子類の金メッキ処理もなされていない。BW970同様、i.LINK端子は2系統（前後各1系統）。
DMR-BW770
500GBのHDDを搭載。同軸デジタル出力端子が省略されたり、i.LINK端子の数も前面1系統のみになっている以外はDMR-BW870と同じ。
DMR-BW570
2009年秋モデルから追加された機種で、ダブルチューナー搭載のエントリーモデルと位置付けている。320GBのHDDを搭載しているが、「1080/24p・1080/60p出力」には対応していない。またi.LINK端子も省略されているので「ハイビジョンダビング」が出来ない。さらにSDオーディオ録再&「Gracenote」アクセスにも非対応。
DMR-BR570
DMR-BW570のシングルチューナーモデルで、従来からあるシングルチューナー搭載のエントリーモデル。シングルチューナー搭載のため「Wオートチャプター」も省略されている。また本機以降モデルよりシングルチューナーディーガはSDオーディオ録再&「Gracenote」アクセス非対応化。
DMR-BR670V
DMR-BR570のVHS一体型。前機種BR630Vに無かった「ワンセグ持ち出し」機能が追加された（地デジに加えBS・110度CSデジタルの番組、アクトビラ、デジタルハイビジョンムービー映像も持ち出し可、ただし本機はSDカードへの転送のみ対応）。前モデルBR630Vでは非対応だった「BD-LIVE」に対応した。一方、DLNA（お部屋ジャンプリンク）には非対応のままである。外観やHDD容量はBR630Vと同一だが、HDDへフルHD録画が可能な最長時間が約160時間から約232時間へと増加している。さらに「新らくらくリモコン」もラウンドフォルムからフラットデザイン（2009年春モデルのブルーレイ&ハイビジョンディーガと同一デザイン）に改められた。VHSの再生及びダビングは可能だが、VHSへの直接録画は不可。BR570同様、シングルチューナー搭載のため「Wオートチャブター」は省略されている。SDオーディオ録再&「Gracenote」アクセス機能は非搭載。本機がVHS一体型ブルーレイディーガおよびパナソニックビデオデッキ全体の最終モデルとなり、2011年秋頃まで継続販売が行われた。

#### 2010年春モデル
- 2010年春モデルは従来からあるBW/BRシリーズ4機種に世界で初めて最先端の映像圧縮規格であるMPEG-4 MVCにより製作され、フルHD解像度の3D映像コンテンツを収録したBlu-ray 3Dディスクの再生に対応した上位機BWTシリーズ3機種を加えた7モデル構成で展開する。
- ダブルチューナー搭載モデル「DMR-BW」シリーズは内蔵HDDの容量が上位モデルが1TB、中位モデルは500GBから750GBへ、下位モデルとシングルチューナー搭載モデル「DMR-BR」シリーズも320GBから500GBと大容量となった。
- 新世代システムLSI「Uniphier（ユニフィエ）」を採用した第4世代のMPEG-4 AVC/H264エンコーダーの搭載により、新たにMPEG-4の10倍モード（HBモード）が追加された。これによりフルハイビジョン画質で最高10倍の長時間録画を実現。片面2層のBlu-ray Discには1枚に最長43時間20分フルハイビジョン画質で残すことができるほかDVD-RAM/-Rに最長4時間、DVD-R DLには最長7時間30分のフルハイビジョン録画が可能。また従来のダブルチューナー搭載モデルでは一方の番組は必ずDRモード（無圧縮）で録画しなければならなかったが、2番組同時にフルハイジョン画質で最長10倍の長時間録画も可能になった。また「Uniphier」を第4世代に進化させたことで、世界初のBlu-ray 3Dディスクの再生を実現した。Blu-ray 3Dディスクの再生においても左目用と右目用のそれぞれに対し2Dで培った「マルチタップクロマサンプリング処理」を適用可能にし、映像のディテールや質感を3Dでも忠実に再現できる。
- 高画質回路「新リアルクロマプロセッサ」が進化し、ビデオのインターレース素材をプログレッシブ信号に変換してからクロマアップサンプリングを行うことで色の垂直解像度が従来比約2倍に向上。さらに輝度信号、色信号の処理を最適化することで演算処理劣化による階調ロスを徹底的に排除し、映像本来の豊かな階調を引き出す「階調ロスレスシステム」を新搭載（2009年秋モデルのBW970には既に搭載されている）。また新たに開発した独自の超解像技術を搭載しDVDなどの標準画質の映像をハイビジョン信号にアップコンバートして再生時に衣服の細かい模様など、従来技術ではぼやけやすい部分も高精細に表現できるほか、新たにアニメ素材用の画質モード「アニメモード」を追加。さらにBWTシリーズにはHDMI伝送において、AVアンプ側でオーディオクロックを生成するときに発生するジッタを低減する「HDMI低クロックジッタシステム」を搭載。BWT3000では、オーディオ専用のクロック専用回路を搭載したプレミアム仕様となっている。
- BWT3000/2000は、DIGAでは初めてHDMI出力端子を2系統装備。Sub側出力を音声専用出力とすることも可能。AVアンプと音声専用出力で接続することにより、映画や音楽ソフトを楽しむ際により高音質で楽しむことができる。
- BWTシリーズには、スカパー!HDのチューナーとLAN接続することでチューナーの番組表から連動しての録画予約ができる「スカパー!HDハイビジョン録画」機能を新搭載。
- 録画した番組に自分の名前などのラベル名を付けて管理できる「らくらくマイラベル」に新たに最新録画番組を最大18番組まで自動分類し、すぐに楽しめる「最新録画番組」ラベルを追加。
- かんたんダビングは、録画一覧からワンタッチでのダビングに対応した。
- SDカードスロットは大容量SD規格のSDXCに対応。また地上・BSデジタル/CS放送やアクトビラの映像、撮影したムービーの映像をSDカードやUSB接続で転送して録画番組を持ち出せる「番組持ち出し」機能は、従来のワンセグ画質（320×180）に加え高画質（640×360）での持ち出しにも対応。2番組同時に長時間録画でも2番組同時に持ち出し用動画も作成できる。
- DMR-BW880/780/680、BDT3000/2000/1000では、最大12倍速で音楽CDをAAC方式でHDDにリッピングし、録音した楽曲をSDカードや対応携帯電話に書き出せる「音楽保存・再生機能」を搭載している。約35万曲の楽曲データベースを内蔵しており曲情報も自動付与するほか、ネット経由でGracenoteのCDデータベースから楽曲情報を取得できる。
- ビエラリンクは前機種（2009年秋モデル）同様「Ver.4.0」対応（2009年8月時点における最新版）。
- 本モデル以降の機種より地デジ及び地アナ全国設定チャンネル一覧表はパナソニックサイト内「取扱説明書」項からのダウンロードのみで入手可能、紙の取説本編（準備編）に設定チャンネル一覧表は非掲載となっている（但し2010年秋モデルの系列店限定販売機「DMR-BW695」はパナソニックサイト自体に取説が非掲載である事から、従来通り設定チャンネル一覧表付属）。
- BW880/780/680、BR580は、外形寸法が全機種430×199×59mm（幅×奥行×高さ）と奥行はBDレコーダーでは世界最短である。
- シングルチューナーディーガはSDオーディオ録再及び「Gracenote」アクセス機能が廃止されている。

##### DMR-BW/BRシリーズ
DMR-BW880
内蔵HDDは1TB（1000GB）。i.LINK端子とUSB端子はそれぞれ前後面各1系統。
ブルーレイディスクレコーダーでは初めて無線LANを搭載。本体に別売の無線LANアダプター（DY-WL10）を接続することでLANケーブルの配線を気にせずにネットワーク機能を手軽に楽しめる。設定はAOSSやWPSに対応している。
DMR-BW780
内蔵HDDは750GB。同軸デジタル出力端子が省略されたり、i.LINK端子やUSB端子の数も前面1系統のみになっている以外はDMR-BW880と同じ。
DMR-BW680
内蔵HDDは500GB。BW780同様、同軸デジタル出力端子が省略されたり、i.LINK端子やUSB端子の数も前面1系統のみになっている。それ以外はDMR-BW880/780と同じ。
DMR-BR580
内蔵HDDは500GB。シングルチューナーを搭載したエントリーモデル。シングルチューナー搭載のため「Wオートチャプター」は省略されているが、録画に関する基本機能は前述の3機種と共通である。またi.LINK端子やUSB端子も省略されている。1080/24p、1080/60p出力非対応。新リアルクロマプロセッサ・階調ロスレスシステム・超解像技術・アニメモード及び高画質番組持ち出しは非搭載。お部屋ジャンプリンク（DLNA）、センサーカメラ映像録画・ドアホン録画、デジカメ写真共有、VIERAの「Rシリーズ」からのダビング非対応。ネットワーク機能はYouTube非対応。SDオーディオ録再及び「Gracenote」アクセスにも非対応。

##### DMR-BWTシリーズ
- 2010年4月下旬発売。VIERA VT2シリーズ等の3D対応のテレビとHDMI接続することでブルーレイディスクに収録されたフルHDの3D映像を楽しむことができるBlu-ray 3Dディスク再生対応モデル。全機種デジタルダブルチューナー並びに「スカパー!HDハイビジョン録画」機能を搭載。

DMR-BWT3000
内蔵HDDは2TB（2000GB）。ツインHDMI出力（HDMI出力端子2系統）。i.LINK端子とUSB端子はそれぞれ前後面各1系統。無線LAN対応。
世界初のBlu-ray 3Dディスクの再生に対応したBDTシリーズのプレミアムモデル。2009年秋モデルのDMR-BW970同様、高音質コンデンサや金メッキ端子、「新リアルクロマプロセッサpius」・「階調ロスレスシステム」・「HDMI低クロックジッタシステム」・「シアターモード」・「192KHz/32Bit DAコンバーター」・「ハイファイオーディオ用ローノイズオペアンプ」・「真空管サウンド」・「セラミックインシュレーター」を搭載したほか、新たに巻き線に無酸素銅を使用した「OFC電源トランス」をBDレコーダーで初めて搭載。またパナソニック製のプロジェクターに搭載されていた技術をブルーレイ再生時に応用した「ディテール・クラリティ・プロセッサ for BD」を新搭載。フルハイビジョン映像をシーン毎に4つの周波数帯に分けて分析・最適処理を行うことにより、質感豊かな映像を再現することができる。
「新リアルクロマプロセッサpius」はハイビジョン画質だけでなく標準画質にも適用されインターレース素材の色の垂直解像度を通常より約2倍に向上したほか、オーバーシュートを抑えながら水平方向の色解像度を高めた。
リモコンは本体受信部に向けなくても操作できる無線方式を採用し、無線・赤外線の選択も可能。また要望が多かった数字キーを表面に出したレイアウトを採用した。
DMR-BWT2000
内蔵HDDは1TB（1000GB）。ツインHDMI出力（HDMI出力端子2系統）。i.LINK端子とUSB端子はそれぞれ前後面各1系統。無線LAN対応。
「新リアルクロマプロセッサ」はplusでなく従来のものを採用。背面の端子類の金メッキ処理もなされていない。リモコンは従来の「かんたんリモコン」。
DMR-BWT1000
内蔵HDDは750GB。同軸デジタル出力端子が省略されたり、HDMI出力端子は1系統、i.LINK端子やUSB端子の数も前面1系統のみになっている以外はDMR-BWT2000と同じ。なお750GBのHDD搭載ディーガは本機が最後となった（以後は「1〜3TB」・「500GB」計4通りのHDD容量区分へと変更）。

#### 2010年秋モデル
- 2010年9月中旬発売（VHS一体型BDは2009年秋モデルBR670Vを、ハイビジョンDIGAはXP200/XP25V/XE100を各々継続販売）。HDD容量こそ前作と同じだが、BDにフルHD長時間録画が可能な時間が10倍から12.5倍に大幅アップ（BR590・585は除く）。ビエラリンクVer.5搭載。また、BDの新規格であるBDXLの片面3層ディスクにも対応している（BF200は除く）。
- BR590と（下記系列店限定モデルの）BW695にはユーザーからの声に応え（これまでの「新らくらくリモコン」に加え）ビデオデッキからBDへ乗り換えたばかりで使い慣れない人にも配慮した「簡単リモコン」付属（BWT3100/BWT2100/BWT1100/BW890/BW690は別売オプションとして簡単リモコン使用可）。ただしこの簡単リモコンで2010年夏モデル以前のDIGAは（「新らくらく」か「簡単」いずれかのリモコン種別自動判別機能が非搭載のため）操作不可（TV受像機操作、BD録画機本体のチャンネル&放送切替、番組表表示、チューナーからHDD・SD・BD/DVDへのドライブ切替は従来通り「新らくらくリモコン」のみで可）。
- 簡単リモコン使用時と通常の「新らくらくリモコン」使用時とでは表示されるメニュー画面及び予約画面が異なり、取説の操作編も本編（新らくらくリモコン用）と簡単リモコン用とで別々になっている（本体がリモコン種別を自動判別。さらに簡単リモコンを用いた場合の予約画面には録画モード記載が「高画質モード（通常"新らくらくリモコン"時のDRモード）」と「長時間モード（通常"新らくらくリモコン"時のHBモード）」の2種類のみで、ワンセグ持ち出し事前設定は不可）。
- 日本のBDレコーダーとしては初めて、ブルーレイディスク（BD-R/RE）にダビング/ムーブした番組を、再度HDDへムーブ出来るようになった。
- 2010年春モデルで用意されていた内蔵HDDの中で750GBモデル[16]は廃止され、それらの後継機種は全て500GBにダウングレードされた。
- 本年以降発売機種より、アナログAV入力端子は前年モデルまでの2系統から1系統へと減らされている。

DMR-BWT3100
内蔵HDDは2TB。最上位機種にふさわしく、前機種のBWT3000と同様に多数のプレミアム機能を備えるが「新リアルクロマプロセッサPlus」・「ディテール・クラリティ・プロセッサforBD」の2機能はさらに精度を高めた他、放送素材1080/24p出力を新たに搭載。対応のテレビとHDMI接続することでハイビジョン放送も高画質で楽しめるようになった。無線LAN対応で、アダプターも同梱される。
DMR-BWT2100
内蔵HDDは1TB。HDMI端子は1系統のみ。新たに無線LAN対応となった。「新リアルクロマプロセッサ」は従来のものを搭載する。
DMR-BWT1100
内蔵HDDは500GB。USB端子は前面のみ、i.Link端子は背面のみ。無線LANは非対応。
DMR-BW890
内蔵HDDは1TB。無線LAN対応。
DMR-BW690/BW695
内蔵HDDは500GB。無線LAN非対応。BW695（2010年9月中旬発売）は「スーパーパナソニックショップ」限定モデルで、BW690にパナソニック純正HDMIケーブルとシンプルリモコンを同梱した機種。
DMR-BR590
内蔵HDDは500GB。シングルチューナーモデルで、長時間録画は最大約10倍。さらに、高画質機能は「リアルクロマプロセッサ」と「アドバンスドAVCエンコーダー」のみに、録画機能も全機種共通機能+WOWOW1ヶ月番組表のみ、「お部屋ジャンプリンク」はクライアント機能のみ対応。また、YouTube非対応。シンプルリモコン同梱。
DMR-BR585
2010年11月25日発売。内蔵HDDは320GB。それ以外はBR590と同じだが、シンプルリモコンはなし。
DMR-BF200
2010年11月15日発売。内蔵HDDは320GB。ブルーレイディーガ初の地デジ専用モデル。BDレコーダーとしては世界最小サイズ（発売当時）を実現したことで、横置きはもちろん、付属の据置スタンドを使うことでデスクトップPCのように縦置きにすることも可能（筐体はスカパー!プレミアムサービスチューナー普及モデル「TZ-HR400P」と共通）。基本はBR590と共通だが、BDXLとWOWOW1ヶ月番組表には非対応でシンプルリモコン（DY-RM10）は別売り。逆にYouTubeと「お部屋ジャンプリンク」のサーバー機能に対応する。カラーラインナップはホワイトとブラックの2色で、側面に取り付ける着せ替えシートも最初から2種類が付属する。但しS2/S1入出力・外部AV入力・D出力・光デジタル出力の各端子と無線LANは非搭載（アナログ音声・コンポジット映像・HDMIの各出力のみ）。本体に表示管（ディスプレイ）は無く、動作状態やエラー表示はLEDランプ（赤・緑・黄色）の点灯・点滅のみで確認する形となる（DMR-BR30/BR130/BR160も同様）。またディスク挿入部は縦置き時におけるディスク落下防止のため（一般的な電動トレー式ではなく）スロットイン式となっている（ディスクを手で半分まで押し込めば自動的に引き込まれ、取り出し時は半分まで出たら手で引き出す。8cmシングル音楽CDもアダプター無しで挿入可能）。

#### 2011年春モデル
- 2011年2月下旬発売（500GB以下の非3D普及モデルは2011年1月現在BW690・BW695・BR585・BF200を、VHS一体型はBR670Vを、ハイビジョンディーガはXP25V・XE100を各々継続販売）。パナソニック製ディーガ全体では初めて地上アナログチューナーを廃止し「デジタル3波チューナーのみ内蔵」している。
- BZT900・BZT800・BZT700を除き全機種「簡単リモコン（DY-RM10）」付属（他人予約と混在しない自分専用の予約番組のみを表示し、かつ他人予約番組の誤消去も防げるよう簡単リモコン使用時の予約・メニュー・再生・録画番組一覧各画面はフルリモコン=新らくらくリモコン使用時とは異なり、両リモコンのクロス操作はドライブ切替のみ可。BZT900/800/700は別売オプションとして簡単リモコンも使用可）。
- 上位機は無線LANを本体に内蔵。さらにSkypeにも対応している（BZT900/800/700/701のみ）。
- アナログ外部AV/S2入力端子は上位機には2系統あったが、本モデルでは全機種1系統のみに減らされている。また2011年1月以降のモデルである為AACS規定により、D端子からのハイビジョン出力が制限される。
- 全機種BDXL対応で100GBのブルーレイディスクも使用可。またSDスロットはSDXCカード対応。
- 2011年3月版のカタログの6ページに書かれている番組表に人気アニメをもじっている題名や、人気ゲームをパロディ化したような題名の架空の番組があり、ネット上で話題になった[17]。

DMR-BZT900/BZT800/BZT700
3Dディーガの最上位機。BZT900は業界で初めて内蔵HDDが3TBへと大幅に容量アップ（BZT800は2TB、BZT700は1TB）。さらにデジタルチューナーを3系統内蔵しているので、業界初の「3番組同時録画」が可能となった。そのうえ3番組同時録画中でもスカパー!HD録画が可能（合計「4番組同時録画」）。リモコンはBZT900とBZT800が無線式、その他機種は赤外線式となっている。（無線式の場合は初期設定時にリモコン種別を予め本体に登録。ディーガが操作可能な他機赤外線式リモコンによるBZT900/800操作は可能だが、逆にBZT900/800の無線式リモコンによるディーガ他機操作は不可）。
DMR-BZT701
3Dディーガでは初の「SPS認定系列店限定モデル」。量販店兼用モデルのBZT700にかんたんリモコンとパナソニック純正HDMIケーブルを追加。その他仕様はBZT700と共通。
DMR-BZT600
3Dディーガの普及モデルで内蔵HDDは500GB。デジタルチューナーを3系統内蔵（スカパー!HDと合わせ「4番組同時録画」）。さらに量販店兼用3Dディーガでは初めて簡単リモコン付属となっている。但し無線LANは非内蔵でアダプターが別途必要。
DMR-BWT500
3Dディーガの普及モデル、内蔵HDDは500GB。デジタルチューナーは2系統内蔵（スカパー!HDと合わせ「3番組同時録画」）。Wチューナーの量販店兼用モデルでは初めて簡単リモコン付属。SDオーディオ録再&「Gracenote」アクセスに対応したWチューナーディーガ最終モデル。
DMR-BRT300
3Dディーガでは初のシングルチューナーモデル（スカパー!HDと合わせ「2番組同時録画」）。その他仕様はBWT500と共通。シングルチューナーディーガへの光デジタル出力端子搭載は本機が最後となった。
DMR-BR30
地デジ専用ブルーレイディーガ第2号、簡単リモコン付属。HDDは別売り。外付HDDは登録が必要で、本機以外の他機への取付・再生は不可。4台まで外付けHDDを登録できる。(パナソニック製「DY-HD500」のみ使用可。500GB×4台で2TBまで)。なお外部入力・S2/S1入出力・D出力の各端子は非搭載（アナログ音声・コンポジット映像・HDMI出力のみ）。地デジチューナーのみ搭載のディーガは本機が最終モデルとなり、翌2012年以降発売モデルは全機種「デジタル3波チューナーと4Kチューナー」を搭載している。

#### 2011年秋モデル
- 2011年9月15日発売（BWT510は先行で9月1日発売、BRT210は10月15日発売）。なお、3D対応シンプルリモコン同梱モデルのBZT600/BWT500/BRT300、3D非対応モデルのBR585/BW690/BW695、VHS一体型モデルのBR670V、地デジ専用モデルのBR30/BF200、DVDモデルのXE100/XP25Vは継続販売となるが、3D非対応モデル・VHS一体型モデル・地デジ専用モデル全機種及びDVDモデルのXE100は在庫限りとなる。
- リモコンには「エコ待機」ボタンを新設。これによりエコモード（クイックスタート「切」、時刻表示消灯）時は待機時消費電力を業界最小の約0.03wに低減（但しこの場合は「お部屋ジャンプリンク」使用不可、さらに繋いだビエラでデジタル放送が映らなくなる場合あり）。さらに、BRT210は年間電気消費量も業界最小の約19.9kWh/年を実現（他機種も前作までの機種より消費電力を大幅削減）。エコモードで電源を切る場合はリモコンの「エコ待機」ボタンを（本体ディスプレイに「ECO」表示が出るまで）3秒以上長押しする。なおビエラリンク「オン」の場合において、ビエラの（リモコン及び本体）電源ボタンによる「一斉電源切」機能によりディーガの電源を切った場合はエコ待機モードにならない。なお「クイックスタート」は本モデルより「通常モード」と「省エネモード」の2段階設定が可能となり、これにより「省エネモード」に設定時はお部屋ジャンプリンクやビエラリンクを使う場合でも消費電力を減らせる（但しこの場合は起動が若干遅くなる）。
- 上級機BZT9000/910/810/815のリモコンは無線式（ディーガが操作可能な他機リモコンでBZT9000/910/810/815の操作は可能だが、逆に本機の無線リモコンによるディーガ他機操作は不可）、それ以外の機種（中級機・普及機）のリモコンは従来の赤外線式となっている（全機種別売りかんたんリモコン対応、BWT510にはかんたんリモコンも付属）。なお、無線式リモコンにはタッチパッドも搭載されており、なめらかで素早いページ送りを可能にするフリック操作に対応した。
- BRT210を除く全機種で外付けUSBハードディスクによる増設に対応（パナソニック以外の他社製品も含め最大8台まで登録可）。
- ビエラリンクはVer.5対応。
- BZT9000/910/815/810/710は無線LANを本体に内蔵しているので、市販の無線LANルーターを用意し設定するだけでお部屋ジャンプリンクやネット機能（アクトビラなど）が使え、ポータブルビエラへの放送転送が可能。BWT510は別売り無線LANアダプタを本体USB端子に繋げば「お部屋ジャンプリンク」使用可（パナソニック製「DY-WL10」のみ接続可）、BRT210は無線LAN非対応（従来モデル同様有線LANケーブル接続のみ）。BRT210はSV-ME970/870/MV100への放送転送不可、また有線LANと無線LANの同時使用は全機種不可。加えて「お部屋ジャンプリンク」使用時はクイックスタートが自動的に「入」となるので、待機電力は（時刻表示消灯時でも）エコモード時より増える。
- BWT510/BRT210以外の機種はTV電話「Skype」に対応（別売のコミュニケーションカメラをLAN経由で接続）。
- BZT9000/910/815/810/710は「動くアルバムメーカー」を新搭載。ディーガに取り込んだデジカメ写真やフルハイビジョンムービー映像を編集して自分だけのオリジナルアルバム・動画作品が作れる他、音楽CDやSDオーディオの曲も取り込めばBGM付き作品も作成可能（完成品はBDにダビングして保存可）。
- 簡単リモコンはBWT510のみ付属で他機種は別売り（系列店限定モデルBZT815も簡単リモコンは別売りでHDMIケーブルのみ付属）。
- BWT510/BRT210以外の機種はSDオーディオ録再対応（但しパナソニック以外の他社製SDミニコンポで録音された曲はパナソニックのSD規格と異なる場合再生不可）。（かつて生産されていたSDミニコンポ「D-dock」同様に）音楽CDの曲を（本体HDDへダビングしたのち）SDカードへ持ち出してビエラワンセグ・（SDオーディオ対応）携帯電話・SD搭載「D-dock」で再生したり（但しパナソニック以外の一部他社製SDオーディオ機器では本機で録音した曲を再生出来ない場合あり）、ディーガ本体でプレイリスト作成や曲名・アーティスト名入力が可能（但し音楽CDは再生専用でCDレコーダー機能は全機種非搭載）。さらに有線或いは無線LANでネットに繋げば「gracenote（グレースノート）」より最新の曲名・アーティスト名情報もダウンロード可。
- メインメニュー画面はこれまでの縦一覧文字表示から横一覧9分割大型アイコン表示へと改められ（入りきらない機能は左右順送りで表示させる）、（PCデスクトップ画面同様）トップメニューアイコンは自分の好きな順番に並べ替える事が可能（使用頻度の高いアイコンを一カ所に集中配置させるなど）。さらに初期設定画面は（スタートボタンを押して）スタートメニューを出さなくてもリモコンの「初期設定」ボタンを押す事で直接出せるようになった。
- S入出力端子とD出力端子搭載は、本年発売機種が最後となった（Dケーブルでつないだ場合、BDの著作権保護「AACS」規定により・最上位画質のD4端子につないでもD1画質でしか出力されない場合あり）。

DMR-BZT9000/910
3D対応ブルーレイディーガのプレミアム（上級）モデル（プレミアムモデルはこれまでの1機種から2機種にラインナップを強化）。内蔵HDDはBZT9000が3TB、BZT910が2TB。スカパー!HDと合わせて4番組同時録画が可能。本機よりリモコンデザイン（ボタン配置）が変更され、メニュー操作ボタンは丸形から四角型に変更された。BZT9000は3層ベースシャーシ、アルミトップ&サイドパネル、高剛性ドライブシェルター、新セラミックインシュレーターを採用した高剛性&低重心筐体を開発し、画質や音質に影響を与える不要な振動を大幅に低減した。また、HDMI出力端子を2系統搭載（MAIN/SUB構成となっており、MAIN側はビエラリンク対応端子として、SUB側は音声専用出力端子として各々使い分け可能）。
DMR-BZT810/710
3D対応ブルーレイディーガの中級モデル（スカパー!HDと合わせて4番組同時録画）。内蔵HDDはBZT810が1TB、BZT710が500GB。
DMR-BZT815
3Dディーガ「800シリーズ」では初のSPS認定系列店限定モデル。量販店兼用モデルBZT810にパナソニック純正HDMIケーブルを付属品として追加。本体仕様はBZT810と共通。
DMR-BWT510
3DディーガのWチューナー普及モデル（スカパー!HDと合わせて3番組同時録画）。簡単リモコン付属。内蔵HDDは500GB。本機で録画中はお部屋ジャンプリンク使用不可。前作BWT500に搭載されていた「SDオーディオ録再&"Gracenote"アクセス」は本機以降のWチューナー以下モデルより非対応化（トリプルチューナーの「BZT/BXTシリーズ」のみがSDオーディオ録再&「Gracenote」アクセス機能を搭載）。またWチューナーディーガへの光デジタル出力端子搭載は本機が最後となった。
DMR-BRT210
シングルチューナー搭載の3Dディーガ普及モデル（スカパー!HDと合わせて2番組同時録画）。内蔵HDDは500GB。本機はパナソニック製BS・110度CSチューナー搭載ディーガでは初めてS2/S1入出力、アナログ外部入力、D出力の各端子を廃止。出力はHDMIとコンポジット映像&アナログ音声各1系統のみになった（外部再生機器との組み合わせ不可）。さらに光デジタル出力端子もBS・110度CSチューナー搭載ディーガでは初めて非搭載となったため、（AVアンプ、MDデッキ、CDレコーダー、DAT、DCCデッキを含めた）光デジタルケーブル接続によるホームシアターシステム等との組み合わせは不可（アナログ音声出力端子を用いてアナログ接続すればアンプ・デジタルコードレスサラウンドヘッドホンとの組み合わせ可。但しこの場合はドルビーデジタル7.1ch・5.1ch音声は全てアナログ2chに変換して再生。なおHDMI端子搭載のAVアンプと組み合わせればデジタル音声をそのままの音質で再生可能）。

#### 2012年春モデル
- 2012年2月20日発売。なお、ディーガの最上級プレミアムモデルであるBZT9000は継続販売。この代より上位モデルを含む全機種がS入出力とD出力端子を廃止。アナログ機器との接続はコンポジットのみ、その為ハイビジョン画質による視聴はHDMI接続のみとなった。2012年春モデルはシンプルリモコン同梱モデルは設定されていないが、別途シンプルリモコンを購入することで、シンプルリモコンを利用したかんたんサポート機能や音声読み上げに対応している。
- トリプルチューナー搭載モデルのBZTシリーズは2012年春モデルから「スマートディーガ」の愛称がつけられ、市販の無線ブロードバンドルーターを使用しなくても、簡単な設定のみでお部屋ジャンプリンクが楽しめるシンプルWi-Fiを搭載。また、対応のテレビであれば別の部屋でも視聴できる放送転送機能が強化され、2番組同時録画中でも放送転送ができるようになった（BWT520/BWT620についても、番組録画中の放送転送が可能）。さらに、2012年モデルの「スマートビエラ（VT5/GT5/DT5/ET5/E5シリーズ）」であれば、ケーブルを使わずにワイヤレス接続させることも可能である。ディーガに取り込んだ写真や撮影ビデオを使ってオリジナルアルバムが作成できる「動くムービーメーカー」には新たにMP4動画変換に対応した。
- 新機能として、お部屋ジャンプリンクに対応している2008年秋モデル以降のDIGAをLAN接続することで、家じゅうのDIGAに録画した番組を1台で一元表示・再生できる「家じゅう録画一覧」機能、番組表やスタートメニューの検索画面から好みのシリーズ番組（連続ドラマ・アニメなど）や番組のグループを選ぶだけで、選択したシリーズにあわせて自動録画できる「まとめて予約」、「見る」と「録る」の基本操作に絞り、文字サイズを大きくし、番組タイトルをフル表示にするなど見やすくシンプルな画面表示とした「かんたんスタートメニュー」、製作時期の旧い番組の原画の解像度を自動で検出し、映像信号の帯域やノイズ処理を最適化することですっきりと見やすい画質に改善する「旧作モード」を搭載している。また、MPEG-4 AVC/H.264での記録モード数が従来の6種類から21種類に大幅に増え、ディスクへのダビング時にディスク残量に合わせた細かい録画モードの選択ができるなど、きめ細やかな使い方も可能となった。
- コンポジット端子による外部入力のMPEG4 AVC/H.264録画に対応した。
- アクトビラやskypeなどの豊富なインターネットサービスを楽しめる「ビエラ・コネクト」は従来通り対応。「ビエラ・コネクト」は在京民放局5局と電通が推進しているインターネットTV向けビデオ・オン・デマンドサービス「もっとTV」に業界に先駆けて対応しており、ディーガのリモコンには新たに「もっとTV」の専用ボタンが設けられた。
- 本モデルより（シングルチューナーディーガに加え）Wチューナーディーガも光デジタル出力端子を廃止（光デジタル出力端子は「BZT/BXT/BRZシリーズ」にのみ搭載）。

DMR-BZT920
トリプルチューナー搭載・3D対応スマートディーガの最上級モデル。内蔵HDDは2TB。本機種では前機種のBZT910同様に、プレミアムモデルにふさわしい高画質・高音質機能を搭載しており、「ディテールクラリティプロセッサforBD」は先鋭感を抑えた滑らかな画質に調整できるように改良。また、天板左側にはQi（チー）に対応した充電パッドが搭載されており、Qi（チー）に対応したスマートフォンやモバイル電源パックなどを充電パッドの中央において充電することができる（同時に2台まで充電可能、エコ待機時・シアターモード時は充電不可）。
DMR-BZT820
トリプルチューナー搭載・3D対応スマートディーガの中級モデル。内蔵HDDは1TB。
DMR-BZT720
トリプルチューナー搭載・3D対応スマートディーガの普及モデル。内蔵HDDは500GB。なお500GB容量のHDD搭載トリプルチューナーディーガは2017年秋モデルまで発売されなかった。
DMR-BZT725
3Dディーガ700番台シリーズで初の系列店限定モデルでHDMIケーブル付属。内蔵HDDは1TB。その他仕様はBZT720と共通。
DMR-BWT620
ダブルチューナー搭載・3D対応ブルーレイディーガの上位モデル。内蔵HDDは1TB。
DMR-BWT520
ダブルチューナー搭載・3D対応ブルーレイディーガの普及モデル。内蔵HDDは500GB。
DMR-BRT220
シングルチューナー式・3D対応ブルーレイディーガ。内蔵HDDは500GB。別売り無線LANアダプタDY-WL10を繋げば無線LANでもジャンプリンク及びネット機能が利用可。外部AV入力は非搭載。

#### 2012年秋モデル
- 2012年11月20日発売。ブルーレイディーガのエントリーモデルであるBR130は先行で同年10月30日発売。
- BR130/BRT230を除く全機種で新開発のシステムLSI「新ユニフィエ」を搭載。CPUの処理速度が従来比2倍に高速化されたほか、グラフィック性能の大幅な向上やデコーダー/エンコーダーの効率的な稼働により快適操作を実現するとともに、BZT730/BZT830/BZT9300においては3番組同時に最大15倍の長時間録画が可能。また、USB3.0に対応することで、最大3TBの外付けHDDにも3番組同時の長時間録画が可能になった。
- 新機能として、リモコンの「検索」ボタンを押して起動し、録画一覧や番組表から複数の条件（放送種別・ジャンル・フリーワードなど）を指定することで簡単に番組を探せる「スマート検索」を新搭載。この機能は接続したUSBハードディスクやお部屋ジャンプリンクで接続した機器でも有効である。
- 「見る」「録る」の基本操作に特化した「かんたんスタートメニュー」には新たに小型テレビとの接続や離れた距離で操作する場合に配慮し、ボタン一つで番組表や録画一覧の文字をさらに2倍に拡大して表示する「でか文字」を新搭載した。
- BZT730/BZT830は内蔵HDD容量を大幅に増量した（BZT720…500GB→BZT730…2TB、BZT820…1TB→BZT830…3TB）。
- 「スマートディーガ」がプレミアムモデル（BZT9300）や3D対応・ダブルチューナーモデル（BWT530/BWT630）にも設定。特に、BWT630ではシンプルWi-Fiも搭載した。
- 徹底した省エネ・省資源設計により、BZT9300を除く全機種でエコマーク認定商品として認定された。

DMR-BZT9300
トリプルチューナー搭載・3D対応スマートディーガのプレミアムモデル。内蔵HDDは3TB。本機種では前機種のBZT9000同様に、プレミアムモデルにふさわしい独自機能を搭載しており、新たにハイビジョン領域での色信号補間を経ずにデコードしたハイビジョン信号からダイレクトに4K UHD4:4:4/24bit信号にアップコンバートできる「4Kダイレクトクロマアップコンバート」や既存の「ディテールクラリティプロセッサforBD」と「超解像」の技術を統合した「4K超解像」とアップデートによる「マスターグレードビデオコーディング（MGVC）」搭載。さらに、ブルーレイレコーダーとしては世界初となるDLNA/DMR等のホームネットワークを介した192kHz/24bit（FLAC/WAV）などCDを超える高音質音源の再生に対応するとともに、ハイグレードなオーディオアンプと接続することで高音質が楽しめる「バランス音声出力端子」も搭載した。こだわりの高音質パーツには高耐圧ショットキーバリアダイオードとコモンモードフィルタを新たに採用して高音質化に伴う対策を行うとともに、筐体もリアパネルの強度やACインレット構造などの改善を行った。
DMR-BZT830
トリプルチューナー搭載・3D対応スマートディーガの中級モデル。内蔵HDDは3TB。
DMR-BZT730
トリプルチューナー搭載・3D対応スマートディーガの普及モデル。内蔵HDDは2TB。
DMR-BWT630
ダブルチューナー搭載・3D対応スマートディーガの上位モデル。内蔵HDDは1TB。
DMR-BWT530
ダブルチューナー搭載・3D対応スマートディーガの普及モデル。内蔵HDDは500GB。別売り無線LANアダプタDY-WL10や無線LANブロードバンドルーターを繋げば無線LANでもジャンプリンク及びネット機能が利用可。
DMR-BRT230
シングルチューナー式・3D対応ブルーレイディーガ。内蔵HDDは500GB。別売り無線LANアダプタDY-WL10や無線LANブロードバンドルーターを繋げば無線LANでもジャンプリンク及びネット機能が利用可。外部AV入力端子（映像・音声入力端子、i.Link端子）は非搭載。
DMR-BR130
シングルチューナー式・ブルーレイディーガ。内蔵HDDは320GB。幅297mm×高さ49mm×奥行199mm（突起物を含まず）のコンパクト設計で本棚などの狭い場所にも設置できる。なお、DVDは再生のみ可能で録画はできない。録画モードは放送画質のまま録画するDRモードのみとなる。

#### 2013年春モデル
- 2013年2月10日にチャンネル録画モデルのBXT3000が先行で発売され、同年4月30日には新たに4機種を発売。
- BWT550/BWT650/BZT750は「マイメニュー」から人名、フリーワード、ジャンルを指定することで関連した番組を録画できる「おまかせ録画」を搭載しており、人名、フリーワード、ジャンル別に振り分けられているので素早く探して再生できる。また、地上デジタル放送からチャンネルを1つ指定しておくことで指定したチャンネルの最新ニュースをすぐに再生できる「最新ニュース」を備えたほか、インターネットに接続し、「ミモーラ」へ機器登録すればトピックス形式で一覧表示化したニュースから選んでそのシーンから頭出し再生できる「ニューストピックス」機能も備えた。
- 別売りのDTCP+対応動画転送アダプターに対応しており、これをディーガとUSBで接続し、録画予約時に持ち出し番組の設定をしておくと自動で動画転送アダプターに持ち出し番組が転送。転送した番組は無線LANブロードバンドルーターへ送られ、外出先ではあらかじめ「リモートプレイ」をインストールした対応のiPhone、iPod touch、iPadへ3G/LTE回線や公衆無線LAN経由でストリーミング再生ができる。また、既搭載のWi-Fi転送には新たにWi-Fi対応デジタルビデオカメラの転送も可能になった。
- また、今まで使用していた「ディーガ」からの買い替えや買い増しにも対応できるように、LANケーブルや宅内LANを介して2台の「ディーガ」を繋ぐことで、引っ越し元の「ディーガ」に保存している録画番組や撮影ビデオを引っ越し先の「ディーガ」へダビングできる「番組お引越し」も搭載した。
- ディーガとBDプレーヤーは本年春以降モデルより（ソニー「BDZ」2012年10月以降モデルに続きBD業界で国内2番目に）全機種アナログAV出力端子廃止。TV受像機とはHDMIケーブルでしか繋げなくなっている（SPS限定モデル「DMR-BWT555」と「DMR-SW2000」以外は全機種HDMIケーブル別売り。従来型アナログTV受像機における外付けデジタルチューナーとしての使用不可。加えてシングルチューナー普及モデル「BRT/BR」シリーズと2014年最上位モデル「BZT9600」はアナログAV入力端子も廃止したため、従来型アナログ再生機器からのダビングも不可）。
- このモデルから隠された大きな変更点としてHDDの換装による大容量化が不可能になったことである、非公式で2012年モデルまでは最大で8.79TBまで認識したので10TBのHDDを使えば可能であったが、このモデルから標準の3TBまでしか認識できないようハード的に制限が掛かったので換装してまでメーカーサポート外にするメリットが無くなった。

DMR-BXT3000
予約録画ができる通常の番組録画機能に加え、最大6チャンネル・約16日間まるごと録画できるチャンネル録画機能を備えたモデル。チャンネル録画用では地上デジタルチューナー6基、BS/110度デジタルチューナーを3基搭載しており、この中から好みのチャンネルを6つ選んでまるごと録画できる。チャンネル録画用HDDは古い番組を自動消去しながら新しい番組を録画するので容量を気にする必要がなく、気に入った番組があれば「ダビング予約」を行うことで番組録画用HDD・ブルーレイディスク・外付けUSB-HDDへ高速ダビングすることができる。チャンネル録画した番組はリモコンの「チャンネル録画一覧」ボタンや「スタート」ボタンから呼び出すほか、チャンネル録画済の番組再生中に押すことで再生中の同ジャンルの番組を一覧表示する「似たものおすすめ」機能も搭載されている。視聴・番組録画用は地上・BS・110度CSデジタルチューナーがシングルチューナーとなっているので（本体内蔵チューナーのみによる）複数番組同時録画はできないが、スカパー!プレミアムサービスLink（録画）対応チューナーとLAN経由で接続することで2番組同時録画が可能である。ビエラリンクはVer.5対応。お部屋ジャンプリンクにも対応するほか、シンプルWi-Fi（無線LAN）も搭載されており、Wi-Fi対応機器と直接ワイヤレスで接続することも可能である。また、外付けUSBハードディスクへの長時間録画にも対応した。なお、前面に装備されているB-CASカードスロットはチャンネル録画用2基、視聴・番組録画用1基の計3基を装備しており、それに合わせて、B-CASカードも赤（BS・CS・地上共用）2枚、青（地上デジタル専用）1枚の計3枚が同梱されている。また、本機はパナソニック製ディーガで初めてアナログAV出力端子を廃止したため、HDMI端子非搭載の従来型TV受像機への接続は不可となっている（従来型アナログTV受像機における外付デジタルチューナーとしての使用は不可。アナログAV端子は入力1系統のみで出力端子はHDMIと光デジタルのみ。HDMIケーブルは別売り）。SDカードスロットはSDオーディオ録再非対応。
DMR-BZT750
トリプルチューナー搭載ブルーレイディーガ。内蔵HDDは2TB。
DMR-BWT650
ダブルチューナー搭載ブルーレイディーガの上位モデル。内蔵HDDは1TB。
DMR-BWT550
ダブルチューナー搭載ブルーレイディーガの普及モデル。内蔵HDDは500GB。
DMR-BRT250
シングルチューナー式ブルーレイディーガのシンプルモデル。内蔵HDDは500GB。本モデルでは「新かんたんリモコン」が同梱されており、頻度が高い「録画一覧」と「番組表」は「録る」と「見る」に表現を簡素化。画面も「録画一覧」や「番組表」は文字サイズを大きくし、番組タイトルをフル表示するなど見やすくシンプルな画面としたほか、文字サイズを標準比2倍の大きさで見ることができる「デカ文字」を引き続き搭載。さらに、基本的な使いかたをアニメーションで解説する「かんたんガイド」機能を搭載し、レコーダー初心者にも安心して使えるようにした。また、BWT・BZTに搭載されているシステムLSI「新ユニフィエ」を本機種にも搭載したことで、メニュー画面の操作や画面切替のレスポンスが高速化され、最大約15倍の長時間録画ができるようになった。

#### 2013年秋モデル
- プレミアムモデルのみに搭載されていた4K/24pアップコンバートと「マスターグレードビデオコーディング（MKVG）」がトリプルチューナー搭載モデル・ダブルチューナー搭載モデル全機種に対応。
- トリプルチューナー搭載モデル・ダブルチューナー搭載モデルに搭載されている「おまかせ録画」は新たに、カテゴリー+フリーワード+人名というふうに複数の条件を指定することが可能となり、フリーワードではキーワードを複数登録したり、除外キーワードを登録することも可能で更なる絞り込みができるようになった。また、自動消去機能が追加され、録画してから10日後又は20日後に自動消去することができるようになり、「おまかせ録画」した番組でHDD容量がいっぱいになるのを避けることができる。残しておきたい番組には自動消去しないようにプロテクトを設定することもできる。
- BR160を除く全モデルで「ゆっくり再生」を追加。言葉が早口で聞き取りにくい時にリモコンの「ゆっくり再生」ボタンを押すだけで通常よりも遅い0.8倍速で再生し、子音を強調するように補正も行われることで話し声がはっきり聞き取りやすくなる。この機能は録画した番組はもちろん、ブルーレイ/DVDソフトの再生時や放送中の番組にも有効である（放送中の番組の場合、録画しながら再生を行うためチューナーが空いていることが必要で、番組録画中は放送中の番組を「ゆっくり再生」にすることができない）。
- トリプルチューナー搭載モデル（BZT9600を除く）・ダブルチューナー搭載モデルは電源回路「ゼロサーキット」の搭載により、ブルーレイレコーダーでは初となる待機時0.00Wを実現し、リモコンの「0.00W待機」ボタンでワンタッチ設定ができる。さらに、クイックスタート設定時でも4.9Wの省電力で1秒起動を実現させた。
- また、トリプルチューナー搭載モデル・ダブルチューナー搭載モデルはディーガと同時発売される専用ワイヤレスモニター「ディーガモニター」に対応する。防水仕様（IPX6/IPX7等級相当）、タッチパネル・バッテリー内蔵で、後述の「ディーガプラス」のように好きな場所から放送中番組やディーガで録画した番組を見ることはもちろん、モニターにブラウザを内蔵しているためインターネットの閲覧も可能。ディーガとHDMI接続したテレビで録画した番組視聴しているときは「ディーガモニター」がリモコン（DIGAリモコン）として捜査することも可能である。シンプルWi-Fi対応モデルなら、レコーダー側・モニター側両方の電源を入れ、レコーダー側のリモコンにある「スタート」ボタンを長押しして接続待機状態にさせ、モニター側の起動画面で「接続する」を選択すると自動でベアリングを完了。その後の設定は不要ですぐに使うことができる。また、シンプルWi-Fi非搭載のBWT500系は無線アクセスポイントを経由して接続することができる。サイズは10v型（UN-DM10C1）と15v型（UN-DM15C1）の2機種で、このモニターは以降に行われるバージョンアップにより、ダブルチューナーまたはトリプルチューナーを搭載した2012年秋モデル・2013年春モデルにも対応する予定である。

DMR-BZT9600
トリプルチューナー搭載ブルーレイディーガのプレミアムモデル。内蔵HDDは3TB。本機種は入力端子がHDMI 2.0になったことで4K UHDへのアップコンバートが世界初となる60pでは4:4:4/24bit、30pまたは24pでは4:4:4/36bitまで対応する。画質モードには「ハイレゾ」、「ハイレゾシネマ」、「レトロシネマ」を追加して7種類に増え、多彩な映像を楽しむことができるようになった。高音質設計も強化し、電解コンデンサを高容量タイプに差し替え、スイッチングMOSFETを導入したことで電源回路の余裕度がBZT9300の約2.5倍に増えたことでさらに力強い低音を表現できるようになり、「インテリジェントローノイズシステム」には新方式の導入（映像信号処理時には「新ユニフィエ」のみですべて処理する、オーディオ再生時にはHDMIのデータレートを自動低減するなど）により回路の動作ノイズを抑えて僅かな音のニュアンスまで豊かに再現することが可能となり、非磁性体抵抗とコンデンサー（インド・ビハール州産のルビーマイカ使用）で構成されるフィルター回路「USBパワーコンディショナー」を同梱し、未使用のUSB端子（USB3.0端子を推奨）に装着することで本体内部の電気ノイズを低減し、更なる高音質を楽しめる。なお本機はアナログAV入力端子非搭載のため（ビデオデッキなど）従来型アナログ再生機器からのダビング不可（その代わりアナログオーディオ出力・バランスオーディオ出力・同軸デジタル出力の各端子を1系統ずつ搭載）。
DMR-BZT860
トリプルチューナー搭載ブルーレイディーガの中級モデル。内蔵HDDは3TB。
DMR-BZT760
トリプルチューナー搭載ブルーレイディーガの普及モデル。内蔵HDDは2TB。
DMR-BWT660
ダブルチューナー搭載ブルーレイディーガの上位モデル。内蔵HDDは1TB。
DMR-BWT560
ダブルチューナー搭載ブルーレイディーガの普及モデル。内蔵HDDは500GB。
DMR-BRT260
シングルチューナー式・ブルーレイディーガのエントリーモデル。内蔵HDDは500GB。アドバンストAVCエンコーダーの「ジャンル最適エンコード」を改善したことで長時間録画でもジャンルに応じてボケやノイズをより一層低減したことでより見やすくなった。付属リモコンは汎用簡単リモコン「DY-RM20」と同一機種。
DMR-BR160
シングルチューナー式・ブルーレイディーガのコンパクトエントリーモデル。内蔵HDDは320GB。本体寸法は幅320mm×高さ45mm×奥行189mm（突起物を含まず）。幅が長くなったものの、高さと奥行が短くなったことでBR130との体積比で約6%コンパクト化された。「かんたんスタートメニュー」や「デカ文字」はBR130から継承されているほか、BR130同様、DVDは再生のみ、録画モードは放送画質のまま録画するDRモードのみとなる。
なお本機は他のディーガと異なり表示管（ディスプレイ）非搭載なので、動作状態及びエラー表示はランプ（赤・緑・黄）の点灯・点滅のみで確認可能。光デジタル出力端子とアナログAV入出力端子も非搭載（デジタルコードレスサラウンドヘッドホン・ビデオなどの従来型アナログ再生機器・HDMI端子非搭載TV受像機とは組み合わせ不可）。SDカードスロットはSDオーディオ録再非対応で、ワンセグ&フルセグ画質による番組持ち出し機能も非搭載。無線LANにも非対応（有線LAN接続のみ）。

#### 2014年春モデル
- 2013年春モデルから設定されたチャンネル録画対応モデルBXTシリーズが初のフルモデルチェンジ。2014年5月25日発売開始。
- BXT3000では6基（地上・BS・110度CS対応3基、地上デジタル専用3基）だったチューナー数がBXT970では地上デジタル専用チューナーを2基追加。また、新たに、チャンネル録画用チューナーをBXT970の半分にあたる4基を備えたBXT870が新設されて2機種となった。さらに、通常録画用チューナーがBXT3000のシングルチューナーからトリプルチューナーとなり、3番組同時に長時間録画ができるようになった。さらに、2013年春以降のダブルチューナー・トリプルチューナーモデルに搭載されている「おまかせ録画」も新たに搭載された。
- また、本モデルはBXT3000では固定となっていたHDD容量の配分変更やチャンネル録画用チューナー数の増減ができるようになり、HDD容量の配分変更ではBXT970は初期設定時はすべて通常録画用に設定されている「HDD 2」の一部（750GB・1250GB・1750GB）をチャンネル録画用に割り当てることが可能。BXT870は初期設定時は1000GBに設定されているチャンネル録画容量を1500GB・2000GB・2750GBに増量、もしくは、内蔵HDDすべてを通常録画用に割り当てて通常のレコーダーとして使うことができるようになった。チャンネル録画用チューナー数の増減では、通常録画用チューナーのうちの2つをチャンネル録画用に変更して増やすことも、反対に1チャンネルあたりの録画日数を長くするためにチャンネル録画用のチャンネル数を減らすことも可能となった。さらに、HDD内蔵ハイビジョンブルーレイディスクレコーダーでは初めて、外付けUSBハードディスクへ最大4チャンネル分のチャンネル録画が可能となり、BXT970では、USB3.0ポートを2つ備えることで、チャンネル録画用・通常録画用の外付けUSBハードディスクを1台ずつ接続できるようになった。
- 付属のリモコンは「ボイス&モーションリモコン」となり、リモコン前面にあるマイクボタンを押して話しかけることでメニューの起動、再生や予約の動作、ジャンル検索が可能で、インターネットに接続することでキーワードや放送日時の絞り込み検索も可能。音声操作に慣れていない方のために、画面上に次の操作を案内するガイド画面の機能も備えている。また、画面上にセレクトバーを表示し、上下左右に動かすだけで探すことができる。通常は「似たものおすすめ」のみだが、インターネットに接続することで「ニュース一覧」や「最新おすすめ」が使えるようになり、さらに、「ミモーラ」への会員登録を行うことで「シーン一覧」も使用できる。
- さらに、「新ユニフィエ」を4K対応に機能向上させたことで、4K/24pアップコンバート出力に対応し、チャンネル録画番組にもオートチャプター機能が使えるようになった。
- トリプルチューナー搭載モデルの追加モデルであるBZT665はBZT760のHDD容量を1TBに減らしたエントリーモデルで、新たに、DTCP+リモートアクセス規格に対応し、本機をインターネットに接続し、スマートフォンやタブレットに専用アプリをダウンロードすることで、録画した番組や放送中の番組を外出先からストリーミング再生できる「外からどこでもスマホで視聴」に対応した。
- SDオーディオ録再&「Gracenote」アクセス機能を搭載したディーガは本年発売モデルが最後となった。

DMR-BXT970
チャンネル録画用チューナー8基（うち5基は地上デジタル専用、3基は地上・BS・110度CS対応）+通常録画用チューナー3基（すべて地上・BS・110度CS対応）の11チューナータイプ。内蔵HDDは5TB（チャンネル録画用:3TB、通常録画用:2TB）。
DMR-BXT870
チャンネル録画用チューナー4基（うち1基は地上デジタル専用、3基は地上・BS・110度CS対応）+通常録画用チューナー3基（すべて地上・BS・110度CS対応）の7チューナータイプ。内蔵HDDは3TB。
DMR-BZT665
トリプルチューナー搭載のブルーレイディーガのエントリーモデル。内蔵HDDは1TB。

#### 2014年秋モデル
- 8月にSPS認定系列店（スーパーパナソニックショップ）限定モデルのSW2000が発売され、10月20日からは5機種が新たに発売された。
- 5機種は共通機能として、BZT665で先行対応していた「外からどこでもスマホで視聴」に対応。また、リモコンに「テレビ操作」ボタンを新設し、ボタンを押してLEDが点灯している間はパナソニック製「VIERA」や他社製テレビの操作がディーガのリモコンで操作可能。また、年齢に伴って聞き取りづらくなる高周波域を強調して再生する「はっきり再生」が追加され、既存の「ゆっくり再生」は「はっきり再生」と組み合わせた「ゆっくり/はっきり再生」に進化した（「はっきり再生」・「ゆっくり/はっきり再生」はSW2000にも搭載）。また、色と輝度それぞれの輪部とテクスチャを補正するW超解像に対応したほか、USB-HDDは対応機器間での強固なセキュリティを実現するコンテンツ保護技術SeeQVault規格に対応した。
- SW2000はSPS認定系列店限定モデルで初めて4Kに対応。Wi-Fiは別売りの無線LANアダプター（DY-WL10）を用いることで対応する（後面USB端子は市販のUSBハブを用いてUSB-HDDとの同時接続は不可）。専用仕様として、通常のフルリモコンに加え、大きなボタンの「かんたんリモコン（DY-RM20と同型）」を追加し、HDMIケーブルも同梱される。本体外観はBXT970/870と同一だが、チャンネル録画機能・i-LINK端子・光デジタル出力端子は非搭載。USB端子は前後面に各1系統ずつ搭載しているが、USB-HDDと（無線LANアダプタ）DY-WL10は後面端子にのみ接続可。SDカードスロットはSDオーディオ録再非対応。放送切り替えボタンはフルリモコン・かんたんリモコン共に（従来の「地上・BS・CS独立ボタン式」から）「地上・BS・CS順送り式」へ変更（これまで地上・BS・CSの3放送に分けられていたボタンを一つに統合）。なおこれまでディーガ全機種に標準装備されていた「操作ガイド機能（リモコンへの”?”ボタン搭載）」は本モデルより廃止されている。
- BRW/BRZシリーズは国内市販のブルーレイレコーダーでは初となる4K撮影動画（MP4/MOV形式）の保存・再生や写真の4K出力、パソコンとのファイル共有に対応した。
- SDオーディオ録再&「Gracenote」アクセス機能は本モデルより（トリプルチューナーの上位機種も含め）全機種非対応化されている。

DMR-SW2000
ブルーレイディーガのダブルチューナー搭載・SPS認定系列店限定モデル。内蔵HDDは2TB。
DMR-BRZ2000
ブルーレイディーガのトリプルチューナー搭載モデル。内蔵HDDは2TB。
DMR-BRZ1000
ブルーレイディーガのトリプルチューナー搭載モデル。内蔵HDDは1TB。
DMR-BRW1000
ブルーレイディーガのダブルチューナー搭載モデル。内蔵HDDは1TB。
DMR-BRW500
ブルーレイディーガのダブルチューナー搭載モデル。内蔵HDDは500GB。
DMR-BRS500
ブルーレイディーガのシングルチューナー搭載モデル。内蔵HDDは500GB。

#### 2015年春モデル
- チャンネル録画モデルを3代目にモデルチェンジ。本代から「全自動ディーガ」の愛称がつけられた。2015年5月22日発売開始。
- ラインナップを再編し、BXT970はBRX6000、BXT870はBRX4000となり、BRX4000の容量を2TBに減らし、リモコンを標準仕様に変更したエントリーモデルBRX2000を追加した3機種となった。
- 新機能として、電源ON時に最初に表示されるトップ画面（よく見る番組などを表示）・お気に入り・ジャンル別で構成された「新着番組」、リモコンの「はじめから」ボタンを長押しすることでチャンネル録画中の番組を最初にさかのぼって再生を開始する「はじめから再生」、チャンネル録画した番組を再生中にリモコンの左右キー操作でチャンネルの切替、上下キー操作で時間帯の移動ができるザッピングを追加。さらに、BRX4000/BRX6000に同梱する「ボイス&モーションリモコン」を改良し、重力センサーの搭載によりモーション操作中の姿勢の変化に対応し、チャンネル録画一覧や番組表の表示中にモーション操作をして目的の日付や時間帯にジャンプする機能を追加した。
- 2014年秋モデル同様にUSB-HDDがSeeQVaultに対応したことで、「全自動ディーガ」に登録されたUSB-HDDを、同じSeeQVaultに対応した2014年秋モデルの「ディーガ」につないで視聴することが可能になったほか、リモコンに「テレビ操作」ボタンを新設し、ボタンを押してLEDが点灯している間はパナソニック製「VIERA」や他社製テレビの操作がディーガのリモコンで操作が可能となり、4K撮影動画・写真の保存・再生や「外からどこでもスマホで視聴」にも対応した。「外からどこでもスマホで視聴」は「全自動ディーガ」からの新機能として、アドバンスドAVCエンコーダーにネット最適化技術（ネット最適VBR）を導入したことで、接続の安定性と画質を改善し、低速回線でも視聴できる新画質モード「パケット節約（150kbps）」を追加し、スマートフォンで視聴している番組を「あとで見る」リストに追加することで続きをテレビで見ることができる「スワイプ&シェア」機能に対応した。
- ファイル共有サーバー機能も備えられ、ハイレゾ音源サイト「e-onkyo music」の自動ダウンロード機能も搭載したことで、スマートフォンから音源を購入して再生するまでパソコン不要でできるようにした（ただし、音楽ファイルの管理（バックアップや削除）をするにはパソコンが必要である）。

DMR-BRX6000
チャンネル録画用チューナー8基（うち5基は地上デジタル専用、3基は地上・BS・110度CS対応）+通常録画用チューナー3基（すべて地上・BS・110度CS対応）の11チューナータイプ。内蔵HDDは6TB（チャンネル録画用:3TB、通常録画用:3TB）。
DMR-BRX4000
チャンネル録画用チューナー4基（うち1基は地上デジタル専用、3基は地上・BS・110度CS対応）+通常録画用チューナー3基（すべて地上・BS・110度CS対応）の7チューナータイプ。内蔵HDDは4TB（チャンネル録画用:2.5TB、通常録画用:1.5TB）。
DMR-BRX2000
チャンネル録画用チューナー4基（うち1基は地上デジタル専用、3基は地上・BS・110度CS対応）+通常録画用チューナー3基（すべて地上・BS・110度CS対応）の7チューナータイプ。内蔵HDDは2TB（チャンネル録画用:1TB、通常録画用:1TB）。

#### 2015年秋モデル
- 「レギュラーディーガ」をモデルチェンジ。ラインナップはBRS（シングルチューナーモデル）・BRW（ダブルチューナーモデル）・SW（系列店限定モデル）は2014年秋モデルから踏襲されるが、BRZ（トリプルチューナーモデル）は内蔵HDD容量1TBのBRZ1010のみのラインナップとなり、新たに、時間指定チャンネル録画機能を備えた6チューナーモデルBRG2010を追加した。2015年10月16日発売（系列店限定モデルのSW2010のみ同年10月中旬に先行発売。11月13日には最上位モデルのUBZ1とシングルチューナーモデルのBRS510が発売）。
- Wチューナー以上の上位モデルは全て本体に無線LANを内蔵。なお光デジタル出力端子搭載機種はトリプルチューナー及びチャンネル録画機能付き上位モデルのみ。
- HDMIケーブルは系列店限定モデルのSW2010を除き全機種別売り。
- 本モデルから新機能として、番組表を開いた時に新番組（番組名に、"新"のアイコンや<新>・<新番組>・<新シリーズ>のいずれかの表記が含まれているのが対象）をポップアップ表示し、BRS510は「黄」ボタン、BRW510/BRW1010/BRZ1010/BRG2010は「新番組」ボタンを押すことで内容を確認でき、そのまま録画予約まで済ませることができる「新番組お知らせ」機能を搭載。この機能はリモコンの色ボタンを利用して放送波やジャンル（ドラマのみ・アニメのみ・全ジャンル）の絞り込みが可能である。
- BRW510/BRW1010/BRZ1010/BRG2010には「全自動ディーガ」の2015年春モデルで搭載されたハイレゾ音源サイト「e-onkyo music」の自動ダウンロード機能も搭載し、既対応の「外からどこでもスマホで視聴」には「パケット節約（150kbps）」を追加した。
- また、BRZ1010/BRG2010は2015年9月から日本でもサービスを開始した「NETFLIX」に対応した。
- 全機種「4Kアップコンバート出力」に対応しているが4K対応チューナーは非搭載。さらに組み合わせるビエラリンク対応シアターが4Kパススルー非対応モデルの場合は本機と4Kビエラを（シアターを間に挟まず）直接HDMI接続し、4K非対応シアターと4Kビエラは独立させ別系統にてHDMI接続する（この場合、シアターからビエラへのHDMIケーブルは必ず「ARC対応」と書かれたHDMI入力1端子へ繋ぐ。なお2009年以前に製造されたARC非対応シアターと4Kビエラを組み合わせる場合は光デジタルケーブル接続も併せて必要[21]）。

DMR-UBZ1
長らく継続販売していたDMR-BZT9600の後継機種で、Blu-rayの4K対応規格「Ultra HD ブルーレイ」に世界で初めて対応し、4K対応エンジン「4Kリアルクロマプロセッサplus」を搭載したトリプルチューナー搭載プレミアム（最上位）モデル。内蔵HDDは3TB。デジタル音声出力端子は光と同軸を各1系統ずつ搭載、加えて（前作BZT9600同様）アナログ音声出力端子とバランス（キャノン）音声出力端子も各1系統ずつ搭載・及びHDMI出力も2系統搭載（うち1系統は音声専用でビエラリンク対応AVアンプとのみ接続可）。
なお、本機付属（純正）リモコンはディーガ他機種とは異なり、かつて（2010年まで）生産されていた「ハイビジョンディーガ」以来5年ぶりとなるシルバーデザインを採用（ボタンも全てシルバー色で統一）、別売りの汎用簡単リモコン「DY-RM30」も使用可能。
プレミアムモデルのみの専用設計も継承されており、ドライブシェルターで覆ったドライブを1.2mm厚の鋼板製「ドライブベース」に固定することでディスクの回転によって発生する振動を低減し、ディスク信号の読み取り精度の向上を図り、デジタル基板には筐体のねじれ方向の剛性強化や振動低減を実現するために、「ドライブベース」の側面に沿うように筐体の前後に梁を渡したセンターフレーム構造を採用。また、BZT9600では一体となっていたデジタル基板とオーディオ基板を鋼板で分割し、ドライブも合わせた「3ブロック独立構成」も採用した。ベースシャーシはBZT9600の3層構造からアルミプレートを加えた4層構造に強化され、インシュレーターはセラミック製からハイカーボン鋳鉄製に変え、ノイズ干渉を極力排除するためアナログオーディオ専用の基板を追加。高音質パーツについても電源用平滑コンデンサーを大容量化するとともに、非磁性炭素皮膜抵抗と高品質アクロス・ザ・ラインコンデンサーを新たに追加。空いているUSB端子に差して使用する同梱のオーディオアクセサリー「USBパワーコンディショナー」も改良となり、基盤材質の最適化、非磁性炭素皮膜抵抗の組成変更、銅箔厚を2倍にしたことで高域のS/Nを改善した「USBパワーコンディショナーMKII」となった。
DMR-SW2010
SW2000の後継となる「系列店限定モデル」でWチューナー搭載（スカパー!プレミアムと合わせ3番組同時録画対応。但しチャンネル録画機能は非搭載）。HDMIケーブル付属だが、前作SW2000では付属されていた簡単リモコンは別売り（DY-RM30対応）となった他、無線LANが本体に内蔵され別売りUSBアダプタ（パナソニック製DY-WL10）接続は不要となった（但し無線LAN・有線LAN両者の同時使用は不可）。内蔵HDDは2TB（USB-HDD接続にも対応、但し市販のUSBハブを用いた複数台同時接続は不可）。
DMR-BRG2010
6チューナー搭載の上級モデル。内蔵HDDは2TB。無線LAN内蔵。同じ時間帯で最大6番組の同時録画が可能なため、B-CASカードは視聴・録画用と録画専用の2枚が同梱されている。また、スタートメニューから設定を行うことで、最大6チャンネル分を1日最大8時間まで自動録画できる「時間指定チャンネル録画」も搭載した（本機能はDRモードで録画され、残しておきたい番組を保存するときに1.5〜15倍録モードに変換することが可能。また、チャンネル録画を指定している時間帯は録画予約などの通常録画は不可となる）。但し（チャンネル録画機能搭載の現行機種では最上位となる）BRX6000とは異なり、音声認識による操作機能は非搭載（リモコンはマイク非搭載の通常型でBRX4000用リモコンと同一。「テレビ操作」ボタンを押せば本機リモコンの数字ボタンでビエラなどのチャンネル一発選局&3桁入力選局が可能）。
DMR-BRZ1010
トリプルチューナー&光デジタル出力端子搭載の中級モデル。内蔵HDDは1TB。
DMR-BRW1010
Wチューナー搭載の中級モデル。内蔵HDDは1TB。無線LAN内蔵。
DMR-BRW510
Wチューナー搭載の普及モデル。内蔵HDDは500GB。無線LAN非搭載。
DMR-BRS510
シングルチューナーの普及モデル。内蔵HDDは500GB。無線LAN非搭載。

#### 2016年春モデル
- 全自動ディーガ3機種（BRX）とレギュラーディーガの6チューナー搭載モデル（BRG）をモデルチェンジ。2016年5月20日発売。
- 全自動ディーガは新機能として、2015年春モデルでは細かい設定も含めて16ステップあった手順を大幅に自動化することで、郵便番号を入力する放送（エリア）入力・チャンネル録画設定・ネットワーク設定の計3ステップ（2007年以降のビエラとHDMIケーブルで接続し、且つ、有線LANでインターネットに接続している場合はチャンネル録画設定のみの1ステップ）に簡素化した「3ステップらくらく設定」、よく視聴する放送番組の放送時間帯を診断し、録画する時間帯や録画モードをディーガから提案する「おすすめ設定診断」、連続ドラマなどのシリーズ物の番組を残す時に設定することで次回分以降も自動でダビング保存する「毎回保存」、テザリング機能対応のスマートフォンを用いてインターネットに接続する「スマートフォンでテザリング」が搭載されたほか、「レギュラーディーガ」の2015年秋モデルに搭載された「新番組お知らせ機能」も搭載された。
- また、チャンネル録画の設定も改良され、これまでの曜日別に加え、チャンネル別での設定を加えてどちらかを選択可能にすることで、例えば、民放局はゴールデンタイムの時間帯のみ、スカパー!やWOWOWなどの有料放送は24時間といった設定や、チャンネル録画の時間帯を連続しない2つの時間帯で行うように設定、番組のジャンル毎に録画モードを変更するなど、より細かくカスタマイズして設定できるようにしたほか、チャンネル録画の録画先をUSBハードディスクに設定することも可能である。そして経過時間・時計表示機能が搭載された。
- 6チューナー搭載モデルのBRG2020は2015年秋モデルのBRG2010から機能の追加や変更は無く、付属のリモコンの仕様が異なる（円型のカーソルボタンの真上に配置されているボタンがBRG2010の「スタート」ボタンから「機能表示」ボタンに変更）程度である。

DMR-BRX7020
チャンネル録画専用8基（うち5基は地上デジタル専用、残りの3基は地上・BS・110度CS対応）、チャンネル録画・通常録画兼用（地上・BS・110度CS対応）2基、通常録画専用（地上・BS・110度CS対応）1基の11チューナータイプ。内蔵HDDは7TB。
DMR-BRX4020
チャンネル録画専用4基（うち1基は地上デジタル専用、残りの3基は地上・BS・110度CS対応）、チャンネル録画・通常録画兼用（地上・BS・110度CS対応）2基、通常録画専用（地上・BS・110度CS対応）1基の7チューナータイプ。内蔵HDDは4TB。
DMR-BRX2020
チャンネル録画専用4基（うち1基は地上デジタル専用、残りの3基は地上・BS・110度CS対応）、チャンネル録画・通常録画兼用（地上・BS・110度CS対応）2基、通常録画専用（地上・BS・110度CS対応）1基の7チューナータイプ。内蔵HDDは2TB。なお本機はアナログAV入力端子非搭載のため、従来型アナログ再生機器からのダビングは不可。
DMR-BRG2020
6チューナー搭載モデル。内蔵HDDは2TB。無線LAN内蔵。

#### 2016年秋モデル
- レギュラーディーガのシングルチューナーモデル（BRS）、ダブルチューナーモデル2機種（BRW）、トリプルチューナーモデル（BRZ）をモデルチェンジし、Ultra HDブルーレイ再生対応トリプルチューナーモデル（UBZ）2機種を追加。BRS・BRW・BRZは2016年10月、UBZは翌月の同年11月より発売。
- 2015年秋モデルで搭載された「新番組お知らせ」は、新番組に加え、不定期放送の特別番組（18時から23時59分までに放送が開始される1時間45分以上の地上デジタルの番組が対象）や映画の初放送番組（番組名および番組内容に、"初放送"・"TV初"・"テレビ初"・"地上波初"・"BS初"・"CS初"を含む映画が対象）にも対応した「新番組/特番おしらせ」に改良。
- 番組表は文字にメリハリをつけ、番組タイトルと放送内容を明確に区別化し、情報量をアップした。
- 初期設定は手順の集約・自動化により、郵便番号を入力するエリア設定とネットワーク設定の2ステップ（2007年以降のビエラとHDMIケーブルで接続し、且つ、有線LANでインターネットに接続している場合は自動）で完了できる「2ステップらくらく設定」を搭載。
- さらに、ハイレゾ対応のアンプやテレビなどとHDMI接続を行うことで、「DIGA」で視聴している放送番組、BD・DVDソフト、録画済み番組及び音楽再生時にハイレゾ相当の音質にアップコンバートする「ハイレゾリマスター」も新搭載。BRW・BRZ・UBZでは、CDの音楽を「DIGA」の内蔵HDDに取り込み可能なCDリッピングも搭載されており、取り込み時に「Gracenote MusicID」内でCD情報が取得できるCDであれば、CD情報（曲のタイトル、アーティスト情報、アルバムジャケット）も自動で一緒に保存するほか、「DIGA」で保存した音楽をネットワークオーディオ対応機器で再生できる「サウンドジャンプリンク」に対応したミュージックサーバー機能も備えている。
- UBZでは専用機能として、4K対応エンジン「4Kリアルクロマプロセッサ」を搭載する。

DMR-UBZ2020
トリプルチューナー&光デジタル音声出力端子搭載の上級モデル。内蔵HDDは2TB。
DMR-UBZ1020
トリプルチューナー&光デジタル音声出力端子搭載の上級モデル。内蔵HDDは1TB。
DMR-BRZ1020
トリプルチューナー&光デジタル音声出力端子搭載の中級モデル。内蔵HDDは1TB。
DMR-BRW1020
Wチューナー搭載の中級モデル。内蔵HDDは1TB。無線LAN内蔵。日立コンシューマーマーケティングリビングサプライ社へも（日立系列電器店「日立チェーンストール」取り扱いモデル）「DVL-BRT20」としてOEM供給。
DMR-BRW520
Wチューナー搭載の普及モデル。内蔵HDDは500GB。無線LAN非搭載。
DMR-BRS520
シングルチューナーの普及モデル。内蔵HDDは500GB。無線LAN非搭載。

#### 2017年春モデル
- 全自動ディーガ及びレギュラーディーガの6チューナーモデル（BRG）をモデルチェンジ。本世代から全自動ディーガの一部機種がUBX品番となった。UBX・BRX2030・BRG2030は2017年5月発売、BRG1030は翌月の2017年6月発売。
- 2016年秋モデルのBRS・BRW・BRZ同様に、「新番組おしらせ」は不定期放送の特別番組や映画の初放送番組にも対応した「新番組/特番おしらせ」となり、番組表は文字にメリハリをつけて改良。さらに、「ハイレゾリマスター」を搭載し、CDリッピングやミュージックサーバー機能にも対応した。初期設定も簡素化され、エリア設定（郵便番号入力）、（全自動ディーガのみ）チャンネル録画の設定（録画するチャンネルと録画日数を選ぶのが基本だが、時間帯や録画モードなどの細かな設定も可能）、ネットワーク設定の少ないステップ（2007年以降に発売されたビエラで有線LANに接続している場合、全自動ディーガはチャンネル録画の設定のみ、BRGは自動設定）で完了できる「らくらく設定」も搭載した。
- UBX/BRXは、チャンネル録画した番組のうち、ゴールデンタイム（19時台から22時台）に開始される地上デジタル放送のドラマの録り置き日数を約30日間に延長し、チャンネル録画設定を行うことで最大約90日間の録り置きが可能となった。また、UBXはUBZ同様にUltra HD ブルーレイ再生に対応し、4K対応エンジン「4Kリアルクロマプロセッサ」を搭載した。
- BRGは、従来からの2TBモデル（BRG2030）に加え、1TBモデル（BRG1030）が設定された。
- この世代より全モデルで110度CSのCS1とCS2の区別が廃止され、CSに統合された。

DMR-UBX7030
チャンネル録画専用8基（うち5基は地上デジタル専用、残りの3基は地上・BS・110度CS対応）、チャンネル録画・通常録画兼用（地上・BS・110度CS対応）2基、通常録画専用（地上・BS・110度CS対応）1基の11チューナータイプ。内蔵HDDは7TB。
DMR-UBX4030
チャンネル録画専用4基（うち1基は地上デジタル専用、残りの3基は地上・BS・110度CS対応）、チャンネル録画・通常録画兼用（地上・BS・110度CS対応）2基、通常録画専用（地上・BS・110度CS対応）1基の7チューナータイプ。内蔵HDDは4TB。
DMR-BRX2030
チャンネル録画専用4基（うち1基は地上デジタル専用、残りの3基は地上・BS・110度CS対応）、チャンネル録画・通常録画兼用（地上・BS・110度CS対応）2基、通常録画専用（地上・BS・110度CS対応）1基の7チューナータイプ。内蔵HDDは2TB。なお本機はアナログAV入力端子非搭載のため、従来型アナログ再生機器からのダビングは不可。
DMR-BRG2030
6チューナー搭載モデル。内蔵HDDは2TB。無線LAN内蔵。
DMR-BRG1030
6チューナー搭載モデル。内蔵HDDは1TB。無線LAN内蔵。

#### 2017年秋モデル
- 2017年10月発売。ラインナップが刷新され、2013年秋モデルまではシングルチューナー搭載のエントリーモデルとして用いられていたBRTがトリプルチューナー搭載の普及モデルとして約5年ぶりに再登場し、UBZをモデルチェンジ。これらの機種は新たに「おうちクラウドディーガ」を名乗るようになる。同時に「レギュラーディーガ」のシングルチューナーモデルであるBRSもモデルチェンジされた。
- 光デジタル出力端子は上位機種UBZシリーズにのみ搭載され、アナログAV入力端子はBRT1030にのみ搭載。音声認識機能は全機種非搭載。またBRT・BRSシリーズはネット動画コンテンツとULTRA HDブルーレイ録再には非対応で、お部屋ジャンプリンクは1か所配信のみの対応（上位機種UBZシリーズはYoutubeを除くネット動画コンテンツフル対応で、お部屋ジャンプリンクは2か所へ同時配信可）。
- BRT・UBZはスマートフォンとの連携機能が強化され、CDリッピングした音楽をスマートフォンでストリーミング再生やダウンロード持ち出しが可能になり（リッピング時に「スマホ再生用ファイル（AAC）作成」を「する」に設定する必要がある）、スマートフォンで撮影した写真や動画をディーガへ転送することが可能となった。
- BRSはレコーダー本体のデザインが変更された程度で、主要機能は前機種のBRS520に準じる。

DMR-UBZ2030
トリプルチューナーの「おうちクラウドディーガ」最上位機種。内蔵HDDは3TB。
DMR-UBZ1030
UBZ2030の下位機種。内蔵HDDは1TB。
DMR-BRT1030
アナログAV入力端子を1系統搭載したトリプルチューナーの「おうちクラウドディーガ」普及モデル。内蔵HDDは1TB。なお光デジタル出力端子は廃止された。
DMR-BRT530
トリプルチューナーを搭載した「おうちクラウドディーガ」でBRT1030の下位機種。内蔵HDDは500GB。アナログAV入力端子と光デジタル出力端子は非搭載。500GB容量のHDD搭載トリプルチューナーディーガは2012年春モデル以来である。
DMR-BRS530
BRS520の後継機。今回発売機種唯一の「レギュラーディーガ」でシンプルリモコンを採用（数字キーは蓋を開けてから操作）。内蔵HDDは500GB。シングルチューナーでWi-Fiには非対応。本機がシングルチューナーディーガ最終モデルとなり、翌2018年以降発売機種は下位モデルも「Wチューナー」搭載となっている。

#### 2018年春モデル
- 2018年5月発売。全自動モデルのBRX・UBX及びレギュラーモデルのBRW・BRGをモデルチェンジ。これまで「全自動ディーガ」・「レギュラーディーガ」としていたこれらの機種は2017年秋モデルのBRT・UBZ同様に「おうちクラウドディーガ」へ愛称を変更・統一された。
- 上位機種のUBX7050/4050は「ボイス&モーションリモコン」を採用し音声による操作にも対応。全機種2系統以上のチューナーを搭載。アナログAV入力端子搭載機種はBRG2050のみ。
- 2017年秋モデルのBRT・UBZ同様、CDリッピングした音楽をスマートフォンでストリーミング再生や持ち出しが可能となり、スマートフォンで撮影した写真や動画をディーガへ転送することが可能となった。
- 全自動モデルのBRX・UBXは「チャンネル録画設定」のおとりおき時間帯を設定する際、従来のドラマに加えてアニメでもおとりおき時間帯の設定が可能となり、ドラマとアニメで1つずつ時間帯を設定することも可能となった。「新着番組」はジャンルの中でおとりおきされた番組や新番組などを1つにまとめることが可能となった。
- アナログAV入力端子搭載は本年発売機種が最後となった。

DMR-UBX7050
全自動おうちクラウドディーガの最上位機種。11系統のチューナーを搭載し内蔵HDDは7TBに大幅増量されている。
DMR-UBX4050
全自動おうちクラウドディーガの中級機種。7系統のチューナーを搭載し内蔵HDDは4TB。
DMR-BRX2050
全自動おうちクラウドディーガの普及モデル。7系統チューナーを搭載し内蔵HDDは2TB。光デジタル出力端子は非搭載。
DMR-BRG2050
レギュラーおうちクラウドディーガの最上位機種。6系統のチューナーを搭載し内蔵HDDは2TB。アナログAV入力端子を1系統搭載し、BRT1030では廃止されていた光デジタル出力端子を復活させている。アナログAV入力端子搭載機種としては最終モデル。
DMR-BRW1050
レギュラーおうちクラウドディーガの中級機種。Wチューナーを搭載し内蔵HDDは1TB。光デジタル出力端子は非搭載。
DMR-BRW550
レギュラーおうちクラウドディーガの普及モデル。Wチューナーを搭載し内蔵HDDは500GB。なおWi-Fiには非対応でLAN接続は有線のみ。光デジタル出力端子は非搭載。

#### 2018年秋モデル
- BRTとUBZをモデルチェンジし、BRGには追加モデルとして3TBを設定（2018年春モデルのBRG2050は継続販売）。さらに、日本国内で市販されているブルーレイレコーダーとして初めてBS4K/110度CS4Kチューナーを内蔵したSUZを新設。BRT・BRG・UBZは2018年10月発売、SUZは同年11月発売。
- BRT・BRG・UBZはスマートフォンで撮影した写真や動画をディーガへ転送された際、宅内でペアリングされた他のスマートフォンに「送ったよ」通知を行う機能が追加されたほか、本体天板の手前に「取込」ボタンが設けられ、デジタルカメラやデジタルビデオカメラで撮影した写真や動画を本体の操作だけでディーガへ取り込むことが可能となり、さらにUBZでは4K MP4のAVCHD変換機能が備わり、MP4再生非対応のBDレコーダーでも再生可能な形式へ変換することが可能となった。また、「番組ニュース」記事の画面上から「番組表で番組を探す」を選択することで検索を行い、そのまま録画予約を行うことが可能となった。本体デザインが一新され、天板や側面は白の樹脂素材、フロントパネルはハーフミラーがそれぞれ用いられており、寸法は奥行が少し延び（UBZ2030比、+16mm）、高さが高く（UBZ2030比、+26mm）なったものの、幅がUBZ2030の半分以下（UBZ2030比、-220mm）に抑えたことでコンパクト化された。
- SUZはHDR/HLG方式に対応した4K UHDテレビは放送波そのままの高画質で出力、それ以外のテレビでも解像度や対応する方式に応じて自動変換して出力する自動映像フォーマット切り替えに対応するほか、BRT・BRG・UBZ同様にスマートフォンとの連携機能や「番組ニュース」記事からの番組検索・録画予約機能を備える。

DMR-SUZ2060
おうちクラウドディーガの最上位機種で、トリプルチューナー搭載（うち1基は、地上デジタル及びBS・110度CSデジタルとの兼用でBS4K/110度CS4Kチューナーを搭載）。内蔵HDDは2TB。
DMR-BRG3060
4K非搭載おうちクラウドディーガの最上位機種。6チューナー搭載。内蔵HDDは3TB。
DMR-UBZ2060
4K非搭載おうちクラウドディーガの上位機種。トリプルチューナー搭載。内蔵HDDは2TB。
DMR-BRT2060
4K非搭載おうちクラウドディーガの普及機種。トリプルチューナー搭載。内蔵HDDは2TB。アナログAV入力端子を1系統搭載する。
DMR-BRT1060
4K非搭載おうちクラウドディーガの普及機種。トリプルチューナー搭載。内蔵HDDは1TB。アナログAV入力端子を1系統搭載する。

#### 2019年春モデル
- 2019年5月に全自動モデルのBRX/UBXとダブルチューナーモデルのBRW、同年7月に4Kチューナー搭載モデル、同年8月にトリプルチューナーモデルと6チューナーモデルが順次モデルチェンジされた。なお、4Kチューナー搭載モデル・トリプルチューナーモデル・6チューナーモデルは本代から品番法則が新しくなり、4Kチューナー搭載モデルは4S/4W、トリプルチューナーモデルは2T、6チューナーモデルは2Gにそれぞれ改められた。
- スマートフォンアプリ「どこでもディーガ」との連携が強化され、スマートフォン上の録画番組一覧や番組表から任意の番組を選択すると直接テレビへ再生が可能となったほか、スマートフォンで再生中にシーン一覧のアイコンが表示され目的のシーンからの再生も可能となった（シーン再生は「DIGA」がインターネットに接続されており、「ディモーラ」のプレミアム会員登録が済んでいることが必要。また、地上デジタル放送でシーン情報が登録されている場合のみ可能）。また、CDリッピングの際に設定を行うことで「DIGA」でリッピングしたCD楽曲を「どこでもディーガ」を用いて宅外から聴くことも可能となった。
- 4Kチューナー搭載モデルは本代から「4Kディーガ」を名乗るようになった。SUZ2060後継の2TBモデルの4W200に加え、1TBのエントリーモデル4S100と4TBの大容量モデルの4W400が追加され、3機種となった。3機種共通で日本国内で市販されているブルーレイレコーダーで初めて、4K長時間録画モード（4K 1.5倍～4倍録モード）に対応し、BS4K/110度CS4K放送の長時間録画が可能となったほか、4W200と4W400は日本国内で市販されているブルーレイレコーダーで初めて、BS4K/110度CS4Kダブルチューナーとなり、BS4K/110度CS4K放送の2番組同時録画にも対応した。
- 4Kチューナー搭載モデル・トリプルチューナーモデル・6チューナーモデルはハードディスクに保存された新着の写真・動画や撮影ビデオを本体にブルーレイディスクを入れて設定を行うだけでブルーレイディスクへの自動保存が可能な「かんたんディスク保存」が搭載された。
- BRX/UBXはHDペットカメラ（KX-HDN205）で撮影された動画の取り込みに対応したほか、UBXではさらにUltra HD Blu-rayによるHDR映像を視聴する際、HDR対応テレビの場合は映像の明るさの調節が可能な「ダイナミックレンジ調整」、HDR非対応テレビの場合は高画質映像での視聴が可能な「ダイナミックレンジ変換調整」にそれぞれ対応した（HDR非対応テレビの場合はディスクの種類により再生不可の場合がある）。
- 4Kチューナー搭載モデルは全機種光デジタル出力端子が廃止され、ホームシアターとはHDMIケーブルでしか繋げなくなっている（4Kチューナー内蔵ビエラとホームシアターを組み合わせる場合、ホームシアターが4Kパススルー非対応の場合は4Kディーガと4Kビエラを直接HDMI接続し、4K非対応ホームシアターはビエラとディーガの間に挟まず単独でビエラとHDMI接続する）。加えてアナログAV入力端子も全廃されており、ビデオデッキなど従来型アナログ再生機からのダビングもできなくなっている。主要BDレコーダーメーカーの中で最も早いアナログ入力全廃となった。

DMR-4W400
4Kディーガの最上位機種で、トリプルチューナー搭載（うち2基は、地上デジタル及びBS・110度CSデジタルとの兼用でBS4K/110度CS4Kチューナーを搭載）。内蔵HDDは4TB。
DMR-4W200
4Kディーガの上位機種で、トリプルチューナー搭載（うち2基は、地上デジタル及びBS・110度CSデジタルとの兼用でBS4K/110度CS4Kチューナーを搭載）。内蔵HDDは2TB。
DMR-4S100
4Kディーガの普及機種で、トリプルチューナー搭載（うち1基は、地上デジタル及びBS・110度CSデジタルとの兼用でBS4K/110度CS4Kチューナーを搭載）。内蔵HDDは1TB。
DMR-UBX8060
全自動おうちクラウドディーガの最上位機種。地上・BS・110度CSデジタル6基、地上デジタル専用5基の11チューナー搭載（チャンネル録画は最大10チャンネルまで設定可能で、このうちBS/110度CSは最大5チャンネルまで選択可能）。内蔵HDDはUBX7050から1TB増量され8TBとなった。
DMR-UBX4060
全自動おうちクラウドディーガの上位機種。地上・BS・110度CSデジタル6基、地上デジタル専用1基の7チューナー搭載（チャンネル録画は最大6チャンネルまで設定可能で、このうちBS/110度CSは最大5チャンネルまで選択可能）。内蔵HDDは4TB。
DMR-BRX2060
全自動おうちクラウドディーガの普及機種。地上・BS・110度CSデジタル6基、地上デジタル専用1基の7チューナー搭載（チャンネル録画は最大6チャンネルまで設定可能で、このうちBS/110度CSは最大5チャンネルまで選択可能）。内蔵HDDは2TB。
DMR-2G300
おうちクラウドディーガの最上位機種。6チューナー搭載。内蔵HDDは3TB。
DMR-2T200
おうちクラウドディーガの上位機種。トリプルチューナー搭載。内蔵HDDは2TB。
DMR-2T100
おうちクラウドディーガの普及機種。トリプルチューナー搭載。内蔵HDDは1TB。
DMR-BRW1060
おうちクラウドディーガの中級機種。Wチューナー搭載。内蔵HDDは1TB。
DMR-BRW560
おうちクラウドディーガの普及機種。Wチューナー搭載。内蔵HDDは500GB。

#### 2020年春モデル
- 2月にダブルチューナーモデルのBRWに2TB仕様のBRW2060を追加。3月に全自動モデルがモデルチェンジされた。4月には4Kチューナー内蔵モデル「4Kディーガ」にBS4K/110度CS4Kダブルチューナー搭載の2機種（4W100と4W300）が追加発売。6月には「おうちクラウドディーガ」のダブルチューナーモデル3機種とトリプルチューナーモデル1機種がモデルチェンジされた。なお、ダブルチューナーモデルと全自動モデルは本代から品番法則が改められ、ダブルチューナーモデルは2W、全自動モデルは2Xとなり、新たに追加された4Kチューナー内蔵全自動モデルは4Xとなる。
- 全自動モデルは愛称が2018年春モデル以来となる「全自動ディーガ」に戻り、新たに、日本国内で市販されている全自動モデルのブルーレイディスクレコーダーで初めて4Kチューナーを内蔵した「全自動4Kディーガ」が追加された。
- 「全自動ディーガ」はBRX2060の後継機種である2X200の1機種のみのラインナップとなった。「新着番組」はスマートフォンアプリ「どこでもディーガ」からの検索に対応したほか、番組ニュース記事に対応し、新着番組から番組の記事の表示が可能となった。
- 「全自動4Kディーガ」は従来のUBXシリーズの後継機種に位置づけられ、6TBの4X600と「DIGA」では最大容量となる10TBの4X1000の2機種をラインナップする。「4Kディーガ」の4Wシリーズ同様、BS4K/110度CS4Kダブルチューナーとなっており、BS4K/110度CS4K放送の2番組同時録画が可能なうえ、地上・BS・110度CSデジタル放送のチャンネル録画や1番組の通常録画との同時録画も可能である。また、通常録画用のうちの1基をチャンネル録画用に設定することも可能で、BS4K/110度CS4K放送の場合は1チャンネル分を、地上・BS・110度CSデジタル放送の場合は最大2チャンネル分まで設定可能で、いずれの場合も4X600は最大7日分、4X1000は最大13日分のチャンネル録画が可能である（いずれの場合も録画モードは放送画質モード(地上・BS・110度CSデジタル放送はDRモード、BS4K/110度CS4K放送は4KDRモード)のみ可能）。「4Kディーガ」同様に4K長時間録画モードに対応しているが、「全自動4Kディーガ」では、倍率固定で最大8倍（4K 8倍録モード）まで可能となったほか、「4Kおまかせ長時間"8～12倍録モード"」にも対応した。「新着番組」は「全自動ディーガ」の2X200同様の改良が行われた。
- 4X1000では、Ultra HD ブルーレイディスク再生時にトーンマップ処理をレコーダー側で高精度に行うことでディスプレイが表現しきれないHDR映像の高輝度部の色や階調を独自処理によりソフトごとに自動的に最適化することでディスプレイの種類に関係なく安定したHDR映像を出力する「HDRトーンマップ」技術（HLG/SDRコンテンツの再生時やHDR10+コンテンツをそのままの仕様で映像出力している時は無効化される）とHDR映像（HDR映像をSDRに変換出力した映像やSDR映像でも有効）のコントラスト感を調整可能にする「システムガンマ調整」が搭載された。
- 「4Kディーガ」の追加モデルとなる4W100と4W300は「全自動ディーガ」同様、倍率固定で最大8倍（4K 8倍録モード）まで可能となったほか、「4Kおまかせ長時間"8～12倍録モード"」にも対応した（4S100/4W200/4W400はソフトウェアアップデートにより対応する）。
- 「おうちクラウドディーガ」のダブルチューナーモデルと2T101はスマートフォンアプリ「どこでもディーガ」の機能強化により、シーン一覧表示から選択したシーンから再生（なお、シーンにネタバレの詳細が含まれている時は一旦表示が隠され、詳細を確認するかそのまま見るかの選択が可能となる。シーン再生はDIGAをインターネットに接続し、「ディモーラ」のプレミアム会員登録が必要。地上デジタル放送でシーン情報が登録されている番組のみ対応）や、音声による番組予約・検索・再生（スマホ再生やテレビ画面での再生）に対応した。
- アナログAV入力端子と光デジタル出力端子は（トリプルチューナー搭載の上位機種も含め）全廃されている。

DMR-4X1000
全自動4Kディーガの上位機種。地上・BS・110度CSデジタル6基（うち2基はBS4K・110度CS4K兼用）、地上デジタル専用5基の11チューナー搭載（チャンネル録画は最大8チャンネルまで設定可能で、このうちBS/110度CSは最大3チャンネルまで選択可能）。内蔵HDD容量はUBX8060から2TB増量され10TBとなる。
DMR-4X600
全自動4Kディーガの普及機種。地上・BS・110度CSデジタル6基（うち2基はBS4K・110度CS4K兼用）、地上デジタル専用1基の7チューナー搭載（チャンネル録画は最大4チャンネルまで設定可能で、このうちBS/110度CSは最大3チャンネルまで選択可能）。内蔵HDD容量は6TB。
DMR-2X200
全自動ディーガ。地上・BS・110度CSデジタル6基、地上デジタル専用1基の7チューナー搭載（チャンネル録画は最大6チャンネルまで設定可能で、このうちBS/110度CSは最大5チャンネルまで選択可能）。内蔵HDDは2TB。
DMR-4W300
4Kディーガの上位機種で、トリプルチューナー搭載（うち2基は、地上デジタル及びBS・110度CSデジタルとの兼用でBS4K/110度CS4Kチューナーを搭載）。内蔵HDDは3TB。
DMR-4W100
4Kディーガの普及機種で、トリプルチューナー搭載（うち2基は、地上デジタル及びBS・110度CSデジタルとの兼用でBS4K/110度CS4Kチューナーを搭載）。内蔵HDDは1TB。
DMR-2T101
おうちクラウドディーガの普及機種で、トリプルチューナー搭載。内蔵HDDは1TB。トリプルチューナー搭載レギュラー（おうちクラウド）ディーガ最終モデル。
DMR-BRW2060
おうちクラウドディーガの上位機種。Wチューナー搭載。内蔵HDDは2TB。なお、後継機種2W200の発表に伴い、発売からわずか2ヵ月で在庫僅少（生産終了）となった。
DMR-2W200
おうちクラウドディーガの上位機種。Wチューナー搭載。内蔵HDDは2TB。無線LAN搭載。有線LAN搭載。
DMR-2W100
おうちクラウドディーガの中級機種。Wチューナー搭載。内蔵HDDは1TB。無線LAN搭載。有線LAN搭載。
DMR-2W50
おうちクラウドディーガの普及機種。Wチューナー搭載。内蔵HDDは500GB。無線LAN非搭載。有線LAN搭載。

#### 2020年秋モデル
- 2020年10月発売。4Kディーガのラインナップを拡充し、BS4K/110度CS4Kトリプルチューナー仕様の4Tシリーズを新設し、4Wシリーズ（1TB、2TBモデルのみ）と4Sシリーズをモデルチェンジ。4Sシリーズは愛称を「おうちクラウド4Kディーガ」へ変更され、2TBモデル（4S201）が追加された。
- 4TシリーズはBS4K/110度CS4Kトリプルチューナーを搭載しており、日本国内でのブルーレイレコーダーで初めて、BS4K/110度CS4K放送の3番組同時録画に対応。地上・BS・110度CSデジタル兼用のチューナーとなっているため、BS4K/110度CS4K放送と地上・BS・110度CSデジタル放送を混合しての3番組同時録画や、地上・BS・110度CSデジタルのみでの3番組同時録画も可能である。
- 番組表が改良され、スクロール速度を2019年春モデルの4S100比で約2倍に高速化するとともに、番組表の表示エリアを拡大して1時間枠内の表示番組数を2番組から最大4番組までに拡張し、従来は隠れていたミニ番組など放送時間が短い番組も表示される「快速番組表」となった（なお、2019年春モデルの4S100及び4Wシリーズでも2020年12月よりインターネット経由のファームウェアアップデートにより、スクロール速度アップに対応する予定である）。
- 4K長時間録画モードは2020年春モデルの4Xシリーズ及び4Wシリーズの追加モデル（4W100/4W300）で対応していた「4K 8倍録モード」や「4Kおまかせ長時間"8～12倍録モード"」に対応した。
- 「おうちクラウド機能」が進化し、レコーダーにためた写真や動画をAIによる機械学習を活用した画像解析アルゴリズムを使用して自動的にカテゴリが分類されるほか、写真や動画を多くとった日を検出してその日の写真や動画を自動でアルバム化したり、季節毎や1年間の写真や動画から自動でアルバムを作成する「おまかせアルバム」や作成したアルバムを1分間にまとめた「ダイジェスト再生」が搭載された。
- お引越しダビングは日本国内で市販されているブルーレイレコーダーで初めて、ダビング元・ダビング先共に4Kチューナー内蔵の対応機器を接続することでBS4K/110度CS4K放送の録画番組を4K/HDRのままお引越しダビングが可能となった。
- 4Sシリーズは2018年秋モデルのBRT・BRG・UBZに採用されていたハーフミラーのフロントパネルと白の樹脂素材を用いたコンパクトボディへ刷新。Bluetoothが搭載され、予め本体をアンテナ線と電源に接続しておくことでスマートフォンやタブレットでインストールした「どこでもディーガ」を使ってネットワークやチャンネル受信などの各種設定を行うことが可能な「スマホで設置設定」を搭載。また、スマートフォンのBluetooth信号を検出すると、スマートフォンの写真のレコーダーへの一括保存、持ち出し予約した録画番組や音楽のスマートフォンへの持ち出し、3ヶ月に1度必要となるスマートフォンとレコーダーのペアリング期間の更新が自動的に行われる。

DMR-4T401
4Kディーガの最上位機種で、トリプルチューナー搭載（3基全てBS4K/110度CS4K、地上デジタル、BS・110度CSデジタル兼用チューナー）。内蔵HDDは4TB。
DMR-4T301
4Kディーガの上位機種で、トリプルチューナー搭載（3基全てBS4K/110度CS4K、地上デジタル、BS・110度CSデジタル兼用チューナー）。内蔵HDDは3TB。
DMR-4T201
4Kディーガの上位機種で、トリプルチューナー搭載（3基全てBS4K/110度CS4K、地上デジタル、BS・110度CSデジタル兼用チューナー）。内蔵HDDは2TB。
DMR-4W201
4Kディーガの普及機種で、トリプルチューナー搭載（うち2基は、地上デジタル及びBS・110度CSデジタルとの兼用でBS4K/110度CS4Kチューナーを搭載）。内蔵HDDは2TB。
DMR-4W101
4Kディーガの普及機種で、トリプルチューナー搭載（うち2基は、地上デジタル及びBS・110度CSデジタルとの兼用でBS4K/110度CS4Kチューナーを搭載）。内蔵HDDは1TB。
DMR-4S201
おうちクラウド4Kディーガの普及機種で、トリプルチューナー搭載（うち1基は、地上デジタル及びBS・110度CSデジタルとの兼用でBS4K/110度CS4Kチューナーを搭載）。内蔵HDDは2TB。
DMR-4S101
おうちクラウド4Kディーガの普及機種で、トリプルチューナー搭載（うち1基は、地上デジタル及びBS・110度CSデジタルとの兼用でBS4K/110度CS4Kチューナーを搭載）。内蔵HDDは1TB。

#### 2021年春モデル
2021年6月発売。「おうちクラウドディーガ」のダブルチューナーモデル2Wシリーズと「全自動ディーガ」の2Xがモデルチェンジされた。
- 全機種で、2020年秋モデル同様に番組表が改良され、同年春モデルの2T101に比べてスクロール速度を約2倍に高速化され、表示エリアの拡大に伴って1時間の枠内の表示番組数を最大4番組に拡張され、従来は隠れていたミニ番組などの短時間の番組も表示される「快速番組表」となった。また、ブルーレイディスクにバックアップした4K MP4動画の直接再生に対応し、ハードディスクへの取り込みを行うことなく映像の確認が可能となった（4倍速以上のBD-Rに記録する必要がある。また、ディスクの状態によっては正しく再生ができない場合があり、内蔵ハードディスクへ取り込むことで安定した再生が可能となる場合がある）。
- 「全自動ディーガ」は、2020年春モデルの2X200からハードディスク容量を3TBに増量した。

DMR-2X301
全自動ディーガ。地上・BS・110度CSデジタル6基、地上デジタル専用1基の7チューナー搭載（チャンネル録画は最大6チャンネルまで設定可能で、このうちBS/110度CSは最大5チャンネルまで選択可能）。内蔵HDDは3TB。無線LAN内蔵・有線LAN搭載。
DMR-2W201
おうちクラウドディーガの上位機種。Wチューナー搭載。内蔵HDDは2TB。無線LAN内蔵・有線LAN搭載。
DMR-2W101
おうちクラウドディーガの中級機種。Wチューナー搭載。内蔵HDDは1TB。無線LAN内蔵・有線LAN搭載。
DMR-2W51
おうちクラウドディーガの普及機種。Wチューナー搭載。内蔵HDDは500GB。無線LAN非内蔵・有線LAN搭載。

#### 2021年秋冬モデル
2021年10月発売。4Kチューナー内蔵モデル「おうちクラウド4Kディーガ」及び「4Kディーガ」がモデルチェンジされた。
- 新たに、2つのジャンル（ドラマ・アニメ）と4つの時間帯（朝/午後/ゴールデンタイム/深夜）を指定することで、指定したジャンル・時間帯で自動録画し、事前に設定をしておくことで最大で約90日間（19時から22時までに開始する地上デジタルのドラマで、1日あたり3時間分の番組を録画した場合）録りおきが可能な「ドラマ・アニメお録りおき」を搭載（本機能は地上デジタル放送とBSデジタル放送のみ可能）。この機能は、ドラマまたはアニメで2つの時間帯を指定するだけでなく、ドラマとアニメ両方のジャンルでそれぞれ1つずつ時間帯を指定することも可能となっており、番組改編期に放送されることが多い単発のスペシャルドラマにも対応。同じ時間帯に番組が重なっても搭載チューナー数の範囲内なら同時録画（最大3番組同時録画）が可能である。また、本機能の搭載に伴って録画一覧画面が改良され、表示領域と表示番組数が拡大され、表示タブ数も10個から17個に増やし、このうちの8個は自由に変更が可能なカスタマイズタブとした。
- 早見再生は日本国内市販のブルーレイディスクレコーダーで初めて、4K放送の録画番組の1.6倍速早見再生に対応した。
- 2020年秋モデルの4Sシリーズに搭載されていたBluetoothを「4Kディーガ」（4W・4Tシリーズ）にも拡大して搭載され、事前に「どこでもディーガ」のダウンロードと接続設定を済ませたスマートフォンのBluetooth信号を検出し、あらかじめ持ち出し予約を済ませた録画番組を自動でスマートフォンへ持ち出すほか、音楽のスマートフォンへの持ち出し・写真のレコーダーへの一括保存・3ヶ月に1度行われるペアリング期間の更新まで自動で行う「ただいま転送」に対応した。
- 「4Kディーガ」（4W・4Tシリーズ）は筐体が一新され、2020年秋モデルに比べ、高さを11mm低く、奥行を20mm短くしたことでコンパクト化された。

DMR-4T402
4Kディーガの最上位機種で、トリプルチューナー搭載（3基全てBS4K/110度CS4K、地上デジタル、BS・110度CSデジタル兼用チューナー）。内蔵HDDは4TB。
DMR-4T302
4Kディーガの上位機種で、トリプルチューナー搭載（3基全てBS4K/110度CS4K、地上デジタル、BS・110度CSデジタル兼用チューナー）。内蔵HDDは3TB。
DMR-4T202
4Kディーガの上位機種で、トリプルチューナー搭載（3基全てBS4K/110度CS4K、地上デジタル、BS・110度CSデジタル兼用チューナー）。内蔵HDDは2TB。
DMR-4W202
4Kディーガの普及機種で、トリプルチューナー搭載（うち2基は、地上デジタル及びBS・110度CSデジタルとの兼用でBS4K/110度CS4Kチューナーを搭載）。内蔵HDDは2TB。
DMR-4W102
4Kディーガの普及機種で、トリプルチューナー搭載（うち2基は、地上デジタル及びBS・110度CSデジタルとの兼用でBS4K/110度CS4Kチューナーを搭載）。内蔵HDDは1TB。
DMR-4S202
おうちクラウド4Kディーガの普及機種で、トリプルチューナー搭載（うち1基は、地上デジタル及びBS・110度CSデジタルとの兼用でBS4K/110度CS4Kチューナーを搭載）。内蔵HDDは2TB。
DMR-4S102
おうちクラウド4Kディーガの普及機種で、トリプルチューナー搭載（うち1基は、地上デジタル及びBS・110度CSデジタルとの兼用でBS4K/110度CS4Kチューナーを搭載）。内蔵HDDは1TB。
2022年1月には、最上位となるプレミアムモデルZR1を発売。本機種では「PREMIUM 4K DIGA」の愛称が付く。
- 同社で発売されていたブルーレイプレーヤーのフラッグシップモデルであるDP-UB9000の設計思想を受け継ぎ、高画質・高音質に重点を置いたモデルで、DIGAにプレミアムモデルが設定されたのは2015年秋モデルのUBZ1以来となる。
- パネルはトップ部分は制振性向上のため板厚の異なる鋼板を組み合わせた2層構造とし、フロント部は7mm厚のアルミ押し出し材をベースに切削加工を施した専用品を、サイド部も3mm厚のアルミ押し出し材を採用。フロントとサイドのパネルを固定するベースシャーシはUBZ1と同じ4層構造としつつも、1.2mm厚鋼板のインナーシャーシと1.6mm厚を3層積層した鋼板を合わせた6mm厚/5.6kgの重量級仕様とすることで不要な振動を低減。ドライブベースは3層/5.2mm厚の鋼板となり、ドライブを覆うドライブシェルターは深彫り鋼板の高剛性タイプに強化。筐体の剛性を高めるため、これらを筐体の中央に配置してドライブベースと一体成型された2本のフレームをフロントとリアのパネルに締結するセンタードライブ構成を採用。UBZ1のブロック独立構成を継承し、ブルーレイディスクドライブとハードディスクドライブを中央に別々に配置、電源基板とデジタル基板を左右それぞれに配置した4ブロック独立構成とし、ハードディスクにはAV機器用に最適化されたアクセス制御を導入した低回転タイプを用いい、信頼性確保のため独自の検査を全数実施。これを3.2mm厚と0.8mm厚の2種類の鋼板を貼り合わせた専用ドライブベースにダイレクト固定することで回転による振動が大幅に低減された。UBZ1に採用されたハイカーボン鋳鉄インシュレーターは継承され、電源はディスク回転時に発生したノイズのデジタル回路への混入防止とそれぞれの余裕度を大幅に持たせるためデジタル回路用とドライブ用にそれぞれ独立して搭載し、デジタル回路には高精度クロック回路が採用され、USBパワーコンディショナー回路をUSBに加えてHDMI電源回路にも内蔵して4回路に強化、HDMI出力回路にはディスプレイ機器からの回り込みノイズを徹底的に低減するため、チップフィルムコンデンサーとチップビーズを追加、LAN端子には外付けの超低ジッター水晶発振器が搭載され、専用のローカルレギュレーターとチップフィルムコンデンサーを採用。同軸出力回路にはテクニクスの高級モデルである「リファレンスシリーズ」(SU-R1)と同じ出力トランスや真鍮削りだしの端子が採用され、シャーシGNDから分離された。
- 高画質機能も備わっており、デコードした4K（4:2:0）信号を高精度マルチタップ処理によって4K（4:4:4）に補完する「4Kリアルクロマプロセッサplus」、4K/60pで放送されているBS4K/110度CS4K放送を24コマ/秒で制作された映画や30コマ/秒で制作されたドラマの本来のフレームレートである4K/24p（or 30p）に変換して出力するデジタルAV信号処理、高輝度「HDRトーンマップ」をはじめとするHDR処理と多彩な画質調整機能、録画した放送番組で映像と一体化した字幕について字幕部分の輝度を抽出して暗いシーンの時に字幕の輝度を自動で低減する機能も搭載された。
- ドルビー社との共同開発により、民生用ブルーレイレコーダーで初めて、BS4K/110度CS4K放送の22.2ch音声を「Dolby Atmos」に変換して出力する機能が搭載され、対応のサウンドシステムと組み合わせて立体的な音場の再現が可能となった。

DMR-ZR1
トリプルチューナー搭載（3基全てBS4K/110度CS4K、地上デジタル、BS・110度CSデジタル兼用チューナー）。内蔵HDDは6TB。

#### 2022年春モデル
2022年5月発売。「全自動ディーガ」がハイビジョンモデル（2X)・4Kチューナー内蔵モデル（4X）共にモデルチェンジされた。
- 2021年秋モデルの4S/4W/4X同様にドラマ・アニメお録りおきを搭載したほか、「新着番組」機能は録画した番組の中から再生履歴や世間で人気の番組などからAIが分析して、嗜好が近い未視聴番組を一覧表示する「AIおすすめ」を備えた「おすすめ録画一覧」へ進化（「AIおすすめ」はインターネットの接続とディモーラへの機器登録が必要）。毎週放送のシリーズ番組は自動で次回放送分を探し出してそのまま連続再生が可能な「次エピソード自動再生」や1分ごとのプレビューから目的のシーンを探し出せる「プレビューサーチ」を備えている。「ジャンル別録画一覧」は改良が施され、表示領域を拡大するとともに、表示番組数が9番組から12番組に増え、1番組あたりの表示文字数が20文字から40文字に倍増。最大で表示されるタブ数も10個から14個に増やされ、このうちの8個を自由に変更可能なカスタマイズタブとした。
- 4Kチューナー内蔵モデルは新たな機器を設置した際に既設の機器から情報を取得することでネットワーク設定や地域情報の引継ぎが可能な「かんたん設定引継ぎ」に対応し、録画された番組の情報を対応のVIERA（4K UHDモデル）へ伝送し、「オートAI」機能の効果をさらに高める「4Kビエラ オートAI画質/オートAI音質 連携」が搭載された。
- ハイビジョンモデルは住んでいる地域の放送局数や録画日数に応じて選べるように細分化され、2021年春モデルから踏襲した3TBに、2020年春モデルの2X200以来となる2TB、2015年春モデルのBRX6000以来となる6TBを追加して3種類に増やした。

DMR-4X1002
全自動4Kディーガの上位機種で、地上・BS・110度CSデジタル6基（うち2基はBS4K・110度CS4K兼用）、地上デジタル専用5基の11チューナー搭載（チャンネル録画は最大8チャンネルまで設定可能で、このうちBS/110度CSは最大3チャンネルまで選択可能）。内蔵HDDは10TB。
DMR-4X602
全自動4Kディーガの普及機種で、地上・BS・110度CSデジタル6基（うち2基はBS4K・110度CS4K兼用）、地上デジタル専用1基の7チューナー搭載（チャンネル録画は最大4チャンネルまで設定可能で、このうちBS/110度CSは最大3チャンネルまで選択可能）。内蔵HDDは6TB。
DMR-2X602
全自動ディーガの最上位機種で、地上・BS・110度CSデジタル6基、地上デジタル専用5基の11チューナー搭載（チャンネル録画は最大10チャンネルまで設定可能で、このうちBS/110度CSは最大5チャンネルまで選択可能）。内蔵HDDは6TB。
DMR-2X302
全自動ディーガの上位機種で、地上・BS・110度CSデジタル6基、地上デジタル専用1基の7チューナー搭載（チャンネル録画は最大6チャンネルまで設定可能で、このうちBS/110度CSは最大5チャンネルまで選択可能）。内蔵HDDは3TB。
DMR-2X202
全自動ディーガの普及機種で、地上・BS・110度CSデジタル3基、地上デジタル専用4基の7チューナー搭載（チャンネル録画は最大6チャンネルまで設定可能で、このうちBS/110度CSは最大2チャンネルまで選択可能）。内蔵HDDは2TB。

#### 2022年冬モデル
2022年12月発売。「4Kディーガ」の普及機種をモデルチェンジ。主要機能は4S102に準じるが、筐体デザインが2021年秋モデルの4W・4Tと同じデザインに変更された。
DMR-4SE102
トリプルチューナー搭載（うち1基は、地上デジタル及びBS・110度CSデジタルとの兼用でBS4K/110度CS4Kチューナーを搭載）。内蔵HDDは1TB。

#### 2023年春モデル
2Wシリーズは2023年3月、4Tシリーズは同年5月に順次発売。ハイビジョン・ダブルチューナーモデル2Wシリーズが約1年9か月ぶりにモデルチェンジされ、2017年春モデル以来となる「ディーガ」を名乗るようになった。なお、2Wシリーズは500GBが廃止となり、1TBと2TBの2種類の容量に集約された。4Tシリーズは2TB・3TB・4TBに加えて、4W102の後継となる1TBが追加された。
- 2Wシリーズは4Kチューナー内蔵モデルに採用されている「ドラマ・アニメ1クール自動録画」（4Kチューナー内蔵モデルの「ドラマ・アニメお録りおき」と同等の機能で、4Kチューナー内蔵モデルも本モデルの発売を機に名称を変更）を搭載。2Wシリーズは最大2番組同時録画対応となるが、新機能として同時録画番組数を超える場合に通知が表示され、確認画面から録りおきする番組を選択可能とすることで録画の失敗を防止する「お録りおき予約重複通知」が搭載された。また、録りおきした番組のなかで残しておきたい番組をワンボタン操作で自動で消去されない領域（内蔵ハードディスクの通常録画用領域およびブルーレイディスク・USBハードディスク）へダビングが可能な「ワンタッチ保存」も搭載された。また、2W101/2W201に搭載されていたLAN端子やUSB 3.0端子が無くなり、本体デザインの刷新に合わせてディスプレイも無くなり、前面中央に配置している「録画」・「電源」の各ランプのみとなり、機能の動作状態やエラーメッセージは接続先のテレビで表示する方式となった。
- 4Tシリーズは本体にアンテナ線と電源コードを接続して、スマートフォンやタブレットにあらかじめダウンロードを済ませた「どこでもディーガ」を使用してネットワーク設定やチャンネル受信設定などの設置設定が可能や「スマホで設置設定」が搭載され、「かんたんディスク保存」の設定手順を「どこでもディーガ」の画面上から確認が可能となった（ただし、CDリッピングを除くディスクトレイを使用した機能やUSBハードディスクの使用が不可になるなど、テレビと接続しない場合は一部機能の制限がある）。前年まではトリプル4Kチューナー内蔵モデルを4Tシリーズ、ダブル4Kチューナーモデルを4Wシリーズとしていたが、本年モデルの4Tシリーズでは全機種「ダブル4Kチューナー+トリプル地上・BS・110度CSデジタルチューナー」に統一した。
- 2024年11月よりシャープへのOEM供給が行われるようになり、2Wシリーズは「AQUOSブルーレイ」の2B-C10GW1/C20GW1として、4Tシリーズの4T203と4T403は「AQUOS 4Kレコーダー」の4B-C20GT3/C40GT3としてそれぞれ販売されている（なお、リモコンはシャープの独自仕様に変更される）。

DMR-4T403
4Kディーガの最上位機種。トリプルチューナー搭載（うち2基は、地上デジタル及びBS・110度CSデジタルとの兼用でBS4K/110度CS4Kチューナーを搭載）。内蔵HDDは4TB。
DMR-4T303
4Kディーガの上位機種。トリプルチューナー搭載（うち2基は、地上デジタル及びBS・110度CSデジタルとの兼用でBS4K/110度CS4Kチューナーを搭載）。内蔵HDDは3TB。
DMR-4T203
4Kディーガの普及機種。トリプルチューナー搭載（うち2基は、地上デジタル及びBS・110度CSデジタルとの兼用でBS4K/110度CS4Kチューナーを搭載）。内蔵HDDは2TB。
DMR-4T103
4Kディーガの廉価機種。トリプルチューナー搭載（うち2基は、地上デジタル及びBS・110度CSデジタルとの兼用でBS4K/110度CS4Kチューナーを搭載）。内蔵HDDは1TB。
DMR-2W202
ディーガの上位機種。Wチューナー搭載。内蔵HDDは2TB。無線LAN内蔵。
DMR-2W102
ディーガの普及機種。Wチューナー搭載。内蔵HDDは1TB。無線LAN内蔵。

#### 2023年冬モデル
2023年12月に数量限定モデルとして4TS203を追加発売。BS4K/110度CS4Kチューナーがシングルチューナーとなり、年間消費電力量が低減される（24.6kWh/年 → 23.6kWh/年）以外は4T203に準じる。
DMR-4TS203
4Kディーガの普及機種。トリプルチューナー搭載（うち1基は、地上デジタル及びBS・110度CSデジタルとの兼用でBS4K/110度CS4Kチューナーを搭載）。内蔵HDDは2TB。

#### 2024年秋モデル
2024年10月発売。「全自動ディーガ」がハイビジョンモデル(2X)・4Kチューナー内蔵モデル(4X)共に約2年半ぶりにモデルチェンジされた。
- ホーム画面がUIの刷新に伴って改良され、録画した番組が文字が大きくなった説明（あらすじなど）と共にサムネイルで表示されるようになったほか、よく見る番組やジャンルを整理して一覧で表示されるようになり、表示内容のカスタマイズも可能。最大6人分までのプロフィール登録に対応したことで、家族内でシェアして利用する場合でもプロフィールを切り替えて各ユーザー毎に設定された内容でホーム画面を表示させることが可能となった。なお、左メニューで従来の表示形式に切り替えることも可能である。
- ホーム画面のカスタマイズで表示させることでユーザーの視聴履歴から出演者嗜好をAIが学習して、お勧めする出演者の番組を表示する「出演者おすすめ」が搭載された。
- 音声付き早見再生は2022年春モデルの1.3倍速/1.6倍速に加えて2.0倍速も可能となり、左右カーソルキーで10秒単位での送り・戻し操作が可能な「左右10秒スキップ」が搭載された。
- 編集画面も改良され、ワイプ画面のように小さく映った出演シーンを逃さないようにするため画面が全画面表示となり、シークバーにチャプター位置が表示されるようになった。

DMR-4X1003
4Kチューナー内蔵 全自動ディーガの上位機種で、地上・BS・110度CSデジタル6基（うち2基はBS4K・110度CS4K兼用）、地上デジタル専用5基の11チューナー搭載（チャンネル録画は最大10チャンネルまで設定可能で、このうちBS/110度CSは最大5チャンネルまで選択可能。さらに、BS4K・110度CS4Kも1チャンネル選択可能(この場合、地上/BS/110度CSと合わせて最大9チャンネルまでとなる)）。内蔵HDDは10TB。
DMR-4X403
4Kチューナー内蔵 全自動ディーガの普及機種で、地上・BS・110度CSデジタル6基（うち2基はBS4K・110度CS4K兼用）、地上デジタル専用1基の7チューナー搭載（チャンネル録画は最大6チャンネルまで設定可能で、このうちBS/110度CSは最大5チャンネルまで選択可能。さらに、BS4K・110度CS4Kも1チャンネル選択可能(この場合、地上/BS/110度CSと合わせて最大5チャンネルまでとなる)）。内蔵HDDは4TB。
DMR-2X603
全自動ディーガの最上位機種で、地上・BS・110度CSデジタル6基、地上デジタル専用5基の11チューナー搭載（チャンネル録画は最大10チャンネルまで設定可能で、このうちBS/110度CSは最大5チャンネルまで選択可能）。内蔵HDDは6TB。
DMR-2X303
全自動ディーガの上位機種で、地上・BS・110度CSデジタル6基、地上デジタル専用1基の7チューナー搭載（チャンネル録画は最大6チャンネルまで設定可能で、このうちBS/110度CSは最大5チャンネルまで選択可能）。内蔵HDDは3TB。
DMR-2X203
全自動ディーガの普及機種で、地上・BS・110度CSデジタル3基、地上デジタル専用4基の7チューナー搭載（チャンネル録画は最大6チャンネルまで設定可能で、このうちBS/110度CSは最大2チャンネルまで選択可能）。内蔵HDDは2TB。

##### 2024年冬モデル
2024年12月に数量限定モデルとして4TS204を追加発売。外観や機能面は2023年冬モデルの4TS203に準じる。
DMR-4TS204
4Kディーガの普及機種。トリプルチューナー搭載（うち1基は、地上デジタル及びBS・110度CSデジタルとの兼用でBS4K/110度CS4Kチューナーを搭載）。内蔵HDDは2TB。

#### 2025年春モデル
2025年2月発売。ハイビジョン・ダブルチューナーモデル2Wシリーズが約2年ぶりにモデルチェンジ。
- 「全自動ディーガ」の2024年秋モデルで採用されている「機能一覧」画面がホーム画面化され、分類ごとに整理された機能をアイコン付きで一覧表示される。
- 音声付き早見再生は2023年春モデルの1.3倍速・1.6倍速に加えて2.0倍速にも対応した。
- 本機とDMR-2X603/303/203が「4Kチューナー非搭載ディーガ最終モデル」となり、2026年以降は4Kチューナー内蔵機種へ一本化される予定。

DMR-2W203
ディーガの上位機種。Wチューナー搭載。内蔵HDDは2TB。無線LAN内蔵。
DMR-2W103
ディーガの普及機種。Wチューナー搭載。内蔵HDDは1TB。無線LAN内蔵。

## DIGA+（ディーガプラス）
世界初となるワイヤレスモニター付HDDレコーダー。AC電源内蔵のHDDレコーダーとしては世界最小・最薄のコンパクト設計で320GBの内蔵HDDと無線LANを搭載したHDDレコーダーとバッテリーを内蔵したタッチパネル式のワイヤレスモニターが1セットとなっている。
HDDレコーダーにはシンプルWi-Fi機能も搭載しており、無線ブロードバンドルーター不要で手軽に「お部屋ジャンプリンク」を楽しむことができる。さらに、無線LANによる通信が安定しない場合には自動的にオリジナル映像からの画質低下を最小限に抑えた映像データに圧縮する転送レート自動変換機能を搭載し、電波状況が悪い場合でもカクツキやブロックノイズを最小限に抑えることができる。HDMIケーブルを利用してテレビと接続することも可能で、HZモードを使用すれば最大約15倍の長時間録画に対応。また、録画中や録画した番組を視聴している場合でもワイヤレスモニターで別のテレビ番組を視聴することができる。外付けUSBハードディスクによる増設にも対応している。
タッチパネル式のワイヤレスモニターはシンプルな操作画面を直感的に操作が可能で、画面を払うようにフリック操作することでチャンネル切換ができる。
2013年モデル（同年6月15日発売）はレコーダーとモニターの無線通信に必要なアンテナをレコーダー側・モニター側共に2本ずつ搭載したことでアンテナ感度を高めたほか、別売りの無線LAN中継機（DE-WE10-W）を設置することでこれまで受信しづらかった場所にも快適に閲覧できるようになった。また、WEBブラウザ機能が追加され、レコーダーをインターネットに接続することでモニターからインターネットの閲覧ができるようになった。ACアダプターはマグネットタッチ式になり利便性を高めた。
なお、2014年モデルは愛称を「プライベートビエラ」に変更した。

### 2012年モデル
UN-JL10T1
HDDレコーダー（UN-JS100）と10.1v型ワイヤレスモニター（UN-JD10T1）の組み合わせ。ワイヤレスモニターは防水仕様（IPX6/IPX7等級相当）となっているので、お風呂やキッチンなど水がかかる場所にも使用できる。本機種では置くだけで充電を開始できる充電スタンドと好みの場所に設置できる吸盤スタンドが同梱される。
UN-JL19T1
HDDレコーダー（UN-JS100）と19v型ワイヤレスモニター（UN-JD19T1）の組み合わせ。ワイヤレスモニターはセカンドテレビとしても最適な大きさで、持ち運ぶためのハンドルが付く（ただし、非防水仕様なのでお風呂やキッチンなど水がかかる場所では使用できない）。本機種では共通で付属するレコーダー用リモコン（HDMIケーブルを利用してテレビと接続したときのみ使用可能）のほかに、ワイヤレスモニター用リモコンが追加で同梱される。

### 2013年モデル
UN-JL10T2
HDDレコーダー（UN-JS120）と10v型ワイヤレスモニター（UN-JD10T2）の組み合わせ。ワイヤレスモニターは前機種のUN-JD10T1に比べて約130g軽量化されて約690gとなり、片手でも楽に持ち運べるようになった。
UN-JL15T2
HDDレコーダー（UN-JS120）と15v型ワイヤレスモニター（UN-JD15T2）の組み合わせ。前機種から小さくなった15v型も防水仕様になったことで、ワイヤレスモニターは日本国内で市販されている防水性能を持ったポータブルテレビ及びモニターとしては最大クラスとなった。

## ワイヤレスディーガモニター
UN-DM10/15C1
これは「プライベートビエラ」よりHDD付きチューナーユニット部を省いた機種。基本機能は「プライベートビエラ」と共通でWebブラウザ機能も搭載しており、タッチパネルモニターをディーガのリモコンとしても使用可能（防水仕様となっており、風呂場など水のかかりやすい場所でも使用可能）。さらにディーガで受信した放送や録画した番組も「お部屋ジャンプリンク」機能を用いてモニターへ転送可能（但し操作・組み合わせが可能なディーガは2013年以降に製造された無線LAN対応モデル=本体にWi-Fi内蔵&別売アダプタDY-WL10使用で無線LAN対応となる機種のみ。無線LAN非対応モデルとは組み合わせ不可。さらに2013年モデルはダウンロードによるバージョンアップが必要）。モニターは付属ACアダプタと内蔵バッテリーで駆動（但し風呂場など水のかかりやすい場所ではACアダプタ使用不可）。
本機は「プライベートビエラ（UN-JL10/15T3）」と全く同じ形状・機能だが、両者に互換性は無い（「プライベートビエラ」に付属のHDD付きチューナーユニット部との組み合わせは不可。またディーガで受信した放送&録画した番組はプライベートビエラへの転送不可）。また本機（モニター）単独での使用は出来ず、必ず対応ディーガとのセットで用いる。さらに「プライベートビエラ」とは異なり、本機はビエラ及びディーガが操作可能な汎用リモコンでの操作には非対応。

## 系列店のみで販売される機種
2010年9月中旬よりディーガにも（SPS認定の）系列店限定モデルが初登場、「ブルーレイディーガDMR-BW695（2010年秋モデル）」がその第一号となった（ただしディーガ公式サイト及び取説項には非掲載で、SPS認定系列店用カタログ・チラシ類にのみ掲載。なおビエラではTH-50/42PX77Sを皮切りに2007年度よりSPS認定パナソニックショップ限定機種を販売開始）。
2011年春モデルでは3DディーガにもSPS店限定モデルが登場、その第一号は「DMR-BZT701」である（のちに3DビエラにもSPS店限定モデルが登場し、その第一号は「TH-P50/P46/P42VT33」）。同年秋モデルでは700シリーズより1ランク上の「800シリーズ」に初めてSPS店限定モデルが登場（DMR-BZT815）。
2012年春モデルは前作とは異なり800番台シリーズに系列店限定モデルが設定されず、その代わりそれより1段階下位の700番台シリーズに系列店限定モデルが「DMR-BZT725」として設定されている（但しHDD容量は量販店兼用モデルBZT720より多い1TB）。
DMR-BW695・BZT701・BZT815・BZT725は量販店兼用モデルのBW690・BZT700・BZT810・BZT720にパナソニック純正HDMIケーブルが付属品として追加され、初心者でも簡単にビエラ等と接続出来る工夫がなされている（ビエラリンクVer.5搭載、その他仕様はBW690・BZT700・BZT810・BZT720と共通）。またBZ815/725以外の機種は簡単リモコンも付属品として追加されている。
なおビエラ2011年春以降モデルはIrシステム・モニター出力・S2/S1映像入出力・側面ビデオ入力3の各端子が全廃された（従来型ビデオ入力端子数は上位モデルは後面2系統=うちビデオ2音声端子はアナログ音声出力にも切替可、普及モデルと24v型以下の小型モデルはD端子を含む後面1系統のみに各々大幅削減）。この為アナログチューナーのみ搭載の従来型録画機は再生専用となってデジタル放送の録画が出来なくなり、今後のTV番組録画はデジタルチューナー内蔵録画機と組み合わせた場合のみ可能となる。この為、SPS向けのディーガパンフレット2011年春号には「デジタル放送の録画が出来ないパナソニック製従来型アナログ録画機の機種一例」が掲載されており、ディーガへの買い換えを促す内容となっている。

## その他
TZ-DCH2000・2800・2810
DMR-EH55からDVDドライブを撤去した上でCATVデジタルセットトップボックスとしたもの。2800・2810はパススルー方式に対応し、2800はケーブルモデム、2810は100BASE-Tを搭載。HDDは250GB。
TZ-DCH3000・3800・3810
それぞれTZ-DCH2000・2800・2810を改良したモデル。HDDは500GB。
TZ-DCH9000・9800・9810・8000
2008年モデルのブルーレイDIGAの筐体を流用し、BDドライブの代わりにDVDドライブを搭載してCATVデジタルセットトップボックスとしたもの。HDDは500GB。
TZ-BDW900M・900F・900P・900J
2008年モデルのブルーレイDIGAの筐体を流用し、BDドライブをそのまま残してCATVデジタルセットトップボックスとしたもの。HDDは500GB。
TZ-BDT910M・910F・910P・910J
2011年モデルのブルーレイDIGAの筐体を流用し、BDドライブをそのまま残してCATVデジタルセットトップボックスとしたもの。HDDは500GB。
TZ-BDT920F・920PW・920J
2013年モデルのブルーレイDIGAの筐体を流用し、BDドライブをそのまま残してCATVデジタルセットトップボックスとしたもの。HDDは1TB。外付けUSB-HDDにも対応。
TZ-BT9000BW
2022年モデルのブルーレイDIGAの筐体を流用し、BDドライブをそのまま残してCATVデジタルセットトップボックスとしたもの。HDDは2TB。4K放送対応。
DMP-T1000
業務用BDプレーヤー。2007年モデルのブルーレイDIGAの筐体を流用。パナソニックは2009年4月まで日本でコンシューマ向けのBDプレーヤーを販売していなかった（海外向けのみ）ため、リモコンとGUIはすべて英語で表示されている。個人購入はできない。
DMP-BDT900
3D対応のBDプレーヤー。DMR-BWT3000の筐体を流用し、HDDとi Link端子・シアターモードを撤去した上で新たに階調ロスレスシステムとアナログ7.1ch音声出力端子・ショットキーバリアダイオードを搭載。
DMR-T2000R
DMR-BWT1100の業務用バージョンで、外部制御用のRS-232C端子と再生タイマーを備える。

## 番組表
ディーガ全機種には録画予約が簡単に出来る「番組表（Gガイド）」機能を搭載（VHS一体型モデルは地上アナログ放送予約時にのみ機能する「Gコード」も併載）。W
番組表の左端に広告が入る。

## SDカードスロット
ディーガはSDカードスロットを標準装備（登場当初〜2006年モデルは最大2GBの「SD」のみ対応。2007年〜2009年モデルは最大32GBの「SDHC」まで対応。2010年以降モデルは最大64GBの「SDXC」までフル対応）。SDメモリーカードに記録されたデジカメ写真やハイビジョンムービーを閲覧したり、D-dockなどのSDコンポで録音した音楽を聴く事が可能（2014年生産分の機種まで。内蔵HDD経由でDVD-RAMへもダビング可。HDD・CDからSDへの録音も可。但しCDレコーダー機能は非搭載のためSD/HDDからCD-R/CD-RWへの録音は不可）。「動くアルバムメーカー」搭載モデルはSDカードの音楽も個人として楽しむ場合に限り作品BGMに使用可）。
ディーガで録画した番組はSDカードにダビングしてビエラワンセグなどで視聴出来る「番組持ち出し」機能が2009年以降製造のディーガ全機種に搭載されている（BRシリーズを除く。初期モデルは地デジのみだったが、現行モデルは全てのデジタル放送番組をSDカードにダビング可。上位モデルはワンセグ画質に加えフルセグ画質でもダビング可能。但しフルセグ画質でダビングした番組はワンセグ画質のみ対応の機種では視聴不可）。この「番組持ち出し」機能を用いる場合は録画時に「持ち出し番組作成」項を有効にしておく必要がある。またSDカードにダビングした録画番組はBD/DVDへダビングした場合同様にダビング可能回数が（ダビングした数だけ）減少する（ダビング可能回数残り1回となった番組は「ムーブ」として最終ダビング後にHDDから消去され「お部屋ジャンプリンク」による視聴が出来なくなる）。
かつてのディーガは「SDオーディオ録再」機能を搭載し、音楽CDの楽曲を最大4万曲まで12倍速でディーガHDDに取り込め、さらに（HDDから）SDカードへのダビングも可能だった（音楽CD再生時は有線或いは無線LAN経由でネットへ繋げば「Gracenote」より曲のタイトル情報取得可。「動くアルバムメーカー」機能搭載機種は個人として楽しむ場合に限り、HDD及びSDに取り込んだ音楽CDの曲も撮影ビデオ&デジカメ写真BGMとして使用可。但し撮影したビデオ映像&デジカメ写真をディーガの「動くアルバムメーカー」機能を用いて編集し第三者へ配付する場合、市販音楽CD・BD/DVDソフト・放送・「YouTube」などからHDD及びSDに取り込んだ楽曲をBGMとして無断使用する行為は著作権法違反で罰せられるので、必ずディーガ内蔵サンプルBGMを用いなければならない=著作権法に基づく楽曲使用許諾にはJASRAC・各アーティスト所属事務所・楽曲発売元への各種手続きと所定の著作権料支払いを要する）。
発売当初はディーガ全機種がSDオーディオ録再機能を搭載していたが、パナソニックがSDコンポ「D-dock」とSDオーディオ再生機能を搭載したビエラワンセグ生産を（コンパクトステレオシステム「SC-HC40」とビエラワンセグ「SV-ME970」を最後に）2011年限りで終えたこと。さらに「音楽CDからHDD及びSDにダビングされた楽曲が海賊版として出回り著作権侵害事案が増えるのでは」という懸念がレコード会社側より出た旨を受け、ディーガはSDオーディオ録再機能の廃止を徐々に進め（2009年〜2012年モデルはシングルチューナー機種「BRT/BRシリーズ」が、2013年モデルは加えてWチューナー機種「BWT/BWシリーズ」がそれぞれSDオーディオ録再機能廃止）、2014年秋冬以降モデルからは（これまでSDオーディオ録再&「Gracenote」アクセス機能搭載モデルだった）トリプルチューナー&チャンネル録画機能搭載上位機種（BRZ/BRXシリーズ）もSDオーディオ録再&ネット経由による音楽CDタイトル情報取得機能を廃止したため、SDオーディオ録再&「Gracenote」アクセス機能搭載ディーガは事実上の終焉を迎えた形となる（2013年下半期〜翌2014年上半期までに製造されたトリプルチューナー搭載の上位機種「BXT970/870/BZT9600」がSDオーディオ録再&「Gracenote」アクセス対応ディーガ最終モデル）。
現行モデル（BRZ/BRW/BRS/BRX/SWシリーズ以降）は（「Gracenote」経由による）音楽CDタイトル情報取得機能とその楽曲をHDD・SDへ取り込む機能が廃止され、「音楽CDは再生専用」となった（「動くアルバムメーカー」機能使用時のみ撮影ビデオ&デジカメ写真BGM用として音楽CD1枚分の曲を最大99曲までディーガHDDの「アルバムメーカー」フォルダへ録音・保存が可能だが、この時は以前に保存した曲データが上書き消去される）。またポータブルビエラ現行モデル「プライベートビエラ」もSDオーディオ再生機能は全廃されている。

## 端子群
初期のディーガは「コンポジット端子」・「S端子」・「D端子」・「光デジタル出力端子」・「HDMI端子」を搭載した機種が一般的だったが、年式が進むにつれ従来型アナログ端子数は減少。現行モデルは「HDMI出力」・「光デジタル出力」・「コンポジット入出力」・「USB」の各端子を1系統ずつ搭載するのが一般的となった（上位モデルはUSB端子を前後面合わせて最大3系統搭載し、さらにi-LINK端子も搭載。2011年以降モデルはUSB-HDD増設対応。なおS端子とD端子は2011年上位モデルを最後に全廃）。さらに（新AACS規定により2014年以降モデルはHD画質・SD画質を問わずアナログ出力が全面禁止となった事から）「BXT3000」を皮切りに（従来型アナログ出力端子を全廃し）TVとはHDMIケーブルでしか繋げない（従来型アナログTV受像機における外付デジタルチューナーとしては使えない）機種への置き換えを進め、2012年モデルを以てパナソニック製「ディーガ」はアナログAV出力端子廃止を完了。翌2013年以降モデルより「TVへの出力はHDMI端子のみ」に統一されている。アナログAV入力端子も2018年以降は上位機種を中心に廃止が進み、4Kチューナー内蔵モデルは全機種アナログAV入力端子を廃止した。
大半のディーガはビデオデッキなど従来型アナログ再生機器からのダビング用としてコンポジットAV入力端子を1系統搭載しているが、シングルチューナーの普及モデル（BRT/BR/BRSシリーズ）はコンポジットAV入力端子非搭載のため、従来型アナログ再生機器からのダビングは不可（シングルチューナー機の外部AV入力端子搭載は2010年モデル「BRT300」が最後）。2018年発売「DMR-BRG2050/BRT2060/BRT1060」を最後にアナログAV入力端子は全機種廃止され・従来型アナログ再生機器からのダビングができなくなったため、従来型アナログビデオカセットに録画された内容を（テープや機械が劣化し再生不能となる前にBD/DVDへダビングし）デジタル化する場合は注意が必要。市販ソフトは著作権保護信号（コピーガード）が施されているためダビング不可。
光デジタル出力端子は当初ディーガ全機種に搭載されていたが、現在はトリプルチューナー&チャンネル録画機能を搭載した上位モデル「BZT/BXT/BRZ/BRXシリーズ」のみの搭載となり（「BZT9300」などの最上位モデルは同軸デジタル出力も併載）、Wチューナー・シングルチューナーの普及モデル（BWT/BRT/BR/SWシリーズ以降）は光デジタル出力端子を廃止した（Wチューナー及びシングルチューナーモデルの光デジタル出力端子搭載は2010年モデル「BRT300」と2011年モデル「BWT510」が最後。光と同軸デジタル出力端子搭載の現行モデルは、2022年発売の最上位機種「DMR-ZR1」のみ）。
発売当初は電話回線端子が標準装備されていたが、電話回線を利用した双方向番組があまり普及しなかった事から2009年モデルを最後に電話回線端子は廃止され、現行モデルはLAN端子のみの搭載となっている（上位モデルは無線LANも内蔵、2011年以降モデルは「スカパー!プレミアム」用チューナーとLAN接続すれば本体チューナーと合わせ複数番組の同時録画可=トリプルチューナーモデルは最大4番組、Wチューナーモデルは最大3番組、シングルチューナーモデルは最大2番組同時録画。普及モデルでも専用アダプター「DY-WL10」をUSB端子に繋げば無線LAN利用可。但し2011年モデルBRT210は無線LAN・お部屋ジャンプリンク・USB-HDD接続非対応）。
ヘッドホン端子は全機種非搭載のため、ヘッドホンはTV受像機やアンプなどを経由して繋ぐ形となる。
アンテナ入出力端子は発売当初は地上波端子をデジタル・アナログ別々にしていたが、2008年以降モデルは地上波アンテナ端子をデジタル・アナログ混合型に変更しBS・110度CS端子と合わせて（従来の3系統から）2系統に集約（これにより地上波アンテナ線の接続端子を間違えて地デジが映らなくなるトラブルを防止）。2011年以降モデルは地上アナログチューナー非搭載となっている。
有線LAN端子は2023年以降製造機種より上位機種（4Kチューナー内蔵モデルと全自動ディーガ）のみの装備となり、普及モデル（2Wシリーズ）はネットワーク接続がWi-Fiでしかできなくなっている。
ホームシアターシステム（AVアンプ・ラックシアター・シアターバー・シアターボードなど）と組み合わせて「ビエラリンク」を用いる場合、シアターは必ずディーガ・ビエラ双方に挟まれる形で繋ぐ。
今日の衛星デジタル有料チャンネルは「（専用チューナーとアンテナが必要なスカパー!プレミアムを除き）視聴契約し規定の視聴料金を各放送事業者へ支払うのみで視聴可」となり・アナログ時代に必要だった専用デコーダー類が一切不要となったため、かつてのBSアナログ内蔵録画機に搭載されていた「検波&ビットストリーム入出力端子（WOWOWデコーダー接続用）」と「AFC入力端子（M-Nコンバータ接続用）」はデジタルチューナー内蔵モデルより撤去された（これにより、デコーダー類を置く空間と複雑な配線接続も不要となっている。なおBSアナログハイビジョン放送は2007年9月限りで終了）。

## DIGA操作ガイド
これは2006年以降製造の機種に搭載されている「電子説明書」機能である（ビエラ操作ガイドのディーガ版）。使用中にわからない事柄が見つかった時や紙の取扱説明書に書かれていない事柄を詳しく知りたい場合、リモコンの「?」ボタンを押せばディーガ操作ガイド画面に切り替わり活用方法を音声で解説する。

## お部屋ジャンプリンク
これはDLNAにパナソニック独自の機能を追加したもので、2009年以降製造のブルーレイディーガ・ビエラ・ポータブルビエラに搭載されている。
これまでLAN接続により使える機能は「アクトビラ」（LAN対応プリンターを繋げば「アクトビラ」コンテンツの印刷も可）、一部インターネットコンテンツの利用、双方向番組への参加、最新版ソフトウェアダウンロードのみだったが、お部屋ジャンプリンクはこれに「録画したディーガの番組及びディーガで受信した放送を（LAN経由で）別の部屋のビエラ等で視聴可能にする」機能が追加されている。さらにディーガ2011年モデルは「スカパー!HD」録画がLAN経由で可能（但し無線LANでは通信が途切れきちんと録画されなくなる恐れがあるので有線LANでの接続を推奨）。
登場当初は有線LANのみ対応の機種が殆どだったが、2010年秋冬以降のモデルは殆どが無線LAN内蔵（無線LAN非搭載機でも別売り無線LANアダプタをディーガやポータブルビエラのUSB端子に繋げば無線LAN経由でお部屋ジャンプリンク使用可。但し繋げる無線LANアダプタはパナソニック製DY-WL10のみで他社製アダプタは使用不可）。なお有線LANでパナソニック製機器同士を繋ぐ場合はルーターを介さないLAN接続も可能（但しこの場合のLANケーブルはストレートではなく「クロス」を用いる）。
2010年秋冬以降のモデルはディーガの録画番組に加え、ディーガで受信したデジタル放送をパナソニック製（お部屋ジャンプリンク対応）他機に転送する「放送転送機能」が追加され、これにより地デジ専用ポータブルビエラでもBS・110度CS放送がLAN経由により視聴可能となった（無線LAN内蔵モデルはDMP-HV200のみ。DMP-BV200/300/HV100/50/150は別売り無線LANアダプタDY-WL10をUSB端子に繋げば無線LAN使用可。2009年モデルBV100は無線LAN・放送転送非対応）。またビエラワンセグも2011年以降モデルよりお部屋ジャンプリンク対応モデル（SV-ME970/870/MV100）が登場し（ME970は加えてインターネットも使用可）、ディーガからの番組を無線LAN経由で受信可能となった（但し有線LANには非対応。またディーガ2011年モデルDMR-BWT510/BRT210との組み合わせは不可）。
なお転送元のディーガがネット（アクトビラなど）を使用中やBD/DVD再生中はクライアント機器におけるディーガで受信したデジタル放送視聴及びディーガで録画した番組の視聴は不可（クライアント機器でのソフト視聴はディーガで録画しHDDへ記録された内容のみで、BD/DVD再生映像のジャンプリンクは不可=BD/DVDへ録画番組をダビングし録画元データがHDDより消えた場合もその内容のジャンプリンク不可）。
なお「お部屋ジャンプリンク」はディーガの録画番組及び放送を他機へ転送する「サーバー」と、ディーガからの録画番組・放送をLAN経由で受信する「クライアント」、以上二つの機能があり、ディーガ・据え置きビエラ最新モデルの上級・中級機は両方の機能を有している（2009年モデル・2010年春夏モデルは「サーバー」機能のみ。ポータブルビエラ・ビエラワンセグは「クライアント」機能のみ）またディーガ・ビエラ2009年モデル全機種と2010年春夏モデル、3DディーガBRTシリーズは無線LAN非対応（ディーガ2009年・2010年春夏モデルは録画番組転送のみで放送転送機能は無し）。2010年春夏モデル全機種と2011年モデルBWT510は別売り無線LANアダプタDY-WL10をUSB端子に繋げば無線LANが使えるが、本機の電源「切」時及び本機で録画中は放送転送不可（2010年春夏モデルはディーガで録画した番組のみ転送可能で放送転送機能は非搭載）。
「お部屋ジャンプリンク」使用時はクイックスタートが自動的に「入」となるので待機電力は（時刻表示消灯時でも）エコモード時より増え、加えて2011年モデルでは「エコ待機モード」で電源を切った場合「お部屋ジャンプリンク」は使えない。
この「お部屋ジャンプリンク」機能を使うには対応ビエラ・ディーガに加え無線LANルーターが必要（パナソニックは無線LANルーターを自社生産していないので他社製品を使用。無線LAN非対応機に繋ぐ場合、お部屋ジャンプリンク非対応モデルをLAN接続して「アクトビラ」などを使う場合は有線LANルーター或いは無線LAN子機が別途必要）。さらに電話回線は予め（ADSL・光ファイバー・CATV等の）ブロードバンド契約になっている必要がある。また無線LANの場合、別の階の部屋にある機器では状況（宅内間取りや電波の届き具合）により通信が途切れる事がある。
この機能は長らくパナソニックの独自仕様で、他社のDTCP-IP対応機器では録画番組の再生は出来ても、放送転送機能は出来なかったものが多いが、他社製品で放送転送機能が利用できるものとしてDiXiMはAndroid向けが2012年冬頃より発売された機種の一部とiOS（iPhone・iPod touch・iPad）向けとしてDiXiM Digital TVが対応している。
但し他社製のBDレコーダー&薄型テレビが有するDLNAとの互換性は無く、ポータブルビエラへの録画番組・受信放送転送はパナソニック製「ビエラ&ディーガ」からのみ可能。

## アナログチューナーのみ搭載のビデオデッキ最終モデル
DVDプレーヤー一体型
NV-VP70（BSアナログなしのVHS、DVDマルチ再生、アドバンストプログレッシブ映像再生）/VP51S（BSアナログなしの普及型S-VHS）/VP41B（BSアナログ搭載の普及型VHS）
ビデオ単体機
NV-SV150B（BSアナログ内蔵の普及型S-VHS）/SV120（BSアナログなしの普及型S-VHS）/HV90B（BSアナログ内蔵の普及型VHS）/HV72G（BSアナログなし、普及型Gコード付VHS）/HV62（BSアナログ&Gコードなしの普及型VHS）
HV72G・HV62は2005年に発売されたモデルで、大手メーカーのVHS単体機としては最後の新機種だった。
松下はアナログチューナーのみを搭載した従来型テレビ受像機および録画機器の生産を2006年限りで終了することを宣言（ブラウン管方式は撤退。液晶も今後は地デジ搭載モデルのみを集中生産）しアナログのみのテレビ受像機は2007年8月限りで、ビデオデッキ単体機（DVDプレーヤー内蔵型を含む）は同年2月限りで、アナログチューナーのみのDIGAも同年4月限りでそれぞれ生産を終了した。
またポータブルDVDプレーヤーもアナログチューナー搭載機種はDVD-LX97が最後（ワンセグチューナー併載）。2代目DVD-LX88以降はワンセグのみの搭載である。

## 2016年モデル以降の系譜図
掲載のモデルはすべて地上デジタルチューナー搭載。同じ横の列にあるのが同クラス・後継である。空欄は該当機種なしの場合。
| 2016年春       | 2016年秋       | 2017年春       | 2017年秋       | 2018年春       | 2018年秋       | 2019年春       | 2019年夏       | 2020年春                | 2020年秋      | 2021年春      | 2021年秋      | 2022年春     | 2022年秋      | 2023年春      |  |
| -------------- | -------------- | -------------- | -------------- | -------------- | -------------- | -------------- | -------------- | ----------------------- | ------------- | ------------- | ------------- | ------------ | ------------- | ------------- |  |
| BRS510 を継続  | DMR- BRS520    | BRS520 を継続  | DMR- BRS530    | BRS530 を継続  | BRS530 を継続  | BRS530 を継続  | BRS530 を継続  | BRS530 を継続           |               |               |               |              |               |               |  |
| BRW510 を継続  | DMR- BRW520    | BRW520 を継続  | BRW520 を継続  | DMR- BRW550    | BRW550 を継続  | DMR- BRW560    | BRW560 を継続  | DMR- 2W50               | 2W50 を継続   | DMR- 2W51     | 2W51 を継続   | 2W51 を継続  | 2W51 を継続   |               |  |
| BRW1010 を継続 | DMR- BRW1020   | BRW1020 を継続 | BRW1020 を継続 | DMR- BRW1050   | BRW1050 を継続 | DMR- BRW1060   | BRW1060 を継続 | DMR- 2W100              | 2W100 を継続  | DMR- 2W101    | 2W101 を継続  | 2W101 を継続 | 2W101 を継続  | DMR- 2W102    |  |
|                |                |                |                |                |                |                |                | DMR- BRW2060 DMR- 2W200 | 2W200 を継続  | DMR- 2W201    | 2W201 を継続  | 2W201 を継続 | 2W201 を継続  | DMR- 2W202    |  |
|                |                |                | DMR- BRT530    | BRT530 を継続  | BRT530 を継続  |                |                |                         |               |               |               |              |               |               |  |
| BRZ1010 を継続 | DMR- BRZ1020   | BRZ1020 を継続 | DMR- BRT1030   | BRT1030 を継続 | DMR- BRT1060   | BRT1060 を継続 | DMR- 2T100     | DMR- 2T101              | 2T101 を継続  |               |               |              |               |               |  |
|                |                |                |                |                | DMR- BRT2060   | BRT2060 を継続 | DMR- 2T200     | 2T200 を継続            |               |               |               |              |               |               |  |
|                | DMR- UBZ1020   | UBZ1020 を継続 | DMR- UBZ1030   | UBZ1030 を継続 |                |                |                |                         |               |               |               |              |               |               |  |
|                | DMR- UBZ2020   | UBZ2020 を継続 | DMR- UBZ2030   | UBZ2030 を継続 | DMR- UBZ2060   | UBZ2060 を継続 | UBZ2060 を継続 |                         |               |               |               |              |               |               |  |
|                |                |                | DMR- BRG1030   | BRG1030 を継続 |                |                |                |                         |               |               |               |              |               |               |  |
| DMR- BRG2020   | BRG2020 を継続 | DMR- BRG2030   | BRG2030 を継続 | DMR- BRG2050   | BRG2050 を継続 |                |                |                         |               |               |               |              |               |               |  |
|                |                |                |                |                | DMR- BRG3060   | BRG3060 を継続 | DMR- 2G300     | 2G300 を継続            |               |               |               |              |               |               |  |
| DMR- BRX2020   | BRX2020 を継続 | DMR- BRX2030   | BRX2030 を継続 | DMR- BRX2050   | BRX2050 を継続 | DMR- BRX2060   | BRX2060 を継続 | DMR- 2X200              | 2X200 を継続  |               |               | DMR- 2X202   | 2X202 を継続  | 2X202 を継続  |  |
|                |                |                |                |                |                |                |                |                         |               | DMR- 2X301    | 2X301 を継続  | DMR- 2X302   | 2X302 を継続  | 2X302 を継続  |  |
| DMR- BRX4020   | BRX4020 を継続 | DMR- UBX4030   | UBX4030 を継続 | DMR- UBX4050   | UBX4050 を継続 | DMR- UBX4060   | UBX4060 を継続 |                         |               |               |               | DMR- 2X602   | 2X602 を継続  | 2X602 を継続  |  |
| DMR- BRX7020   | BRX7020 を継続 | DMR- UBX7030   | UBX7030 を継続 | DMR- UBX7050   | UBX7050 を継続 | DMR- UBX8060   | UBX8060 を継続 |                         |               |               |               |              |               |               |  |
|                |                |                |                |                |                |                | DMR- 4S100     | 4S100 を継続            | DMR- 4S101    | 4S101 を継続  | DMR- 4S102    | 4S102 を継続 | DMR- 4SE102   |               |  |
|                |                |                |                |                |                |                |                |                         | DMR- 4S201    | 4S201 を継続  | DMR- 4S202    | 4S202 を継続 | 4S202 を継続  |               |  |
|                |                |                |                |                |                |                |                | DMR- 4W100              | DMR- 4W101    | 4W101 を継続  | DMR- 4W102    | 4W102 を継続 | 4W102 を継続  | 4W102 を継続  |  |
|                |                |                |                |                | DMR- SUZ2060   | SUZ2060 を継続 | DMR- 4W200     | 4W200 を継続            | DMR- 4W201    | 4W201 を継続  | DMR- 4W202    | 4W202 を継続 | 4W202 を継続  | 4W202 を継続  |  |
|                |                |                |                |                |                |                |                | DMR- 4W300              | 4W300 を継続  |               |               |              |               |               |  |
|                |                |                |                |                |                |                | DMR- 4W400     | 4W400 を継続            |               |               |               |              |               |               |  |
|                |                |                |                |                |                |                |                |                         | DMR- 4T201    | 4T201 を継続  | DMR- 4T202    | 4T202 を継続 | 4T202 を継続  | 4T202 を継続  |  |
|                |                |                |                |                |                |                |                |                         | DMR- 4T301    | 4T301 を継続  | DMR- 4T302    | 4T302 を継続 | 4T302 を継続  | 4T302 を継続  |  |
|                |                |                |                |                |                |                |                |                         | DMR- 4T401    | 4T401 を継続  | DMR- 4T402    | 4T402 を継続 | 4T402 を継続  | 4T402 を継続  |  |
|                |                |                |                |                |                |                |                | DMR- 4X600              | 4X600 を継続  | 4X600 を継続  | 4X600 を継続  | DMR- 4X602   | 4X602 を継続  | 4X602 を継続  |  |
|                |                |                |                |                |                |                |                | DMR- 4X1000             | 4X1000 を継続 | 4X1000 を継続 | 4X1000 を継続 | DMR- 4X1002  | 4X1002 を継続 | 4X1002 を継続 |  |
| UBZ1 を継続    | UBZ1 を継続    | UBZ1 を継続    | UBZ1 を継続    | UBZ1 を継続    |                |                |                |                         |               |               |               | DMR- ZR1     | ZR1 を継続    | ZR1 を継続    |  |

## 競合他社製品
- RD-Style ⇒ VARDIA ⇒ REGZA（TOSHIBA→TVS REGZA）
- スゴ録 ⇒ BDZ（SONY）
- D-combo ⇒ AQUOSハイビジョンレコーダー、AQUOSブルーレイ（SHARP）
- Wooo（HITACHI） - 自社開発中止（OEMについては前述の通り）
- 楽レコ ⇒ REAL（MITSUBISHI）
- スグレコ ⇒ HDD/BDレコーダー（pioneer） - AQUOSブルーレイのOEM